# Santander (Espanha)

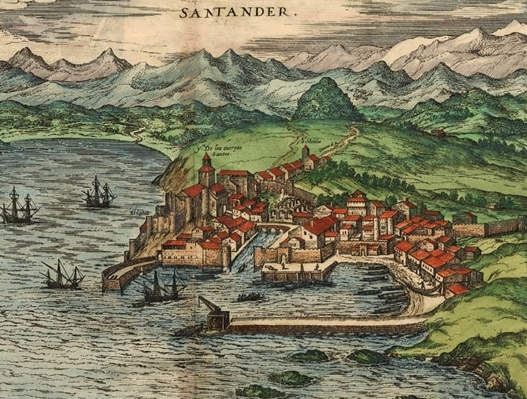
Gravura de Santander de finais do século XVI, da autoria de Joris Hoefnagel, a imagem mais antiga que se conhece da cidade

Santander é uma cidade localizada no norte da Espanha, capital do município homónimo, da comarca homónima e da comunidade autónoma da Cantábria. O município tem 36,1 km² e em 2021 tinha 172 221 habitantes (densidade: 4 770,7 hab./km²). É a cidade mais populosa da Cantábria e a sede da área metropolitana de Santander-Torrelavega [es], uma conurbação com mais de 300 000 habitantes que se estende ao longo da costa da baía de Santander.
O município é limitado a norte pelo mar Cantábrico, a leste com a baía de Santander, que também o rodeia a sul juntamente com o município de Camargo, e a oeste pelo município de Santa Cruz de Bezana. O ponto mais alto do município, o monte Peñacastillo, tem 139 metros de altitude. As áreas mais baixas estão ao nível do mar.

## Etimologia
Os filólogos consideram que o nome atual de Santander tem origem no nome latino Portus Sanctorum Emeterii et Celedonii que evoluiu para Sancti Emetherii > Sancti Emderii > Sanct Endere > San Andero > Santendere > Santanderio > Santander. Embora esta seja um sequência com muita aceitação, tem sido muito questionada, pois os saltos fonéticos propostos não são muito claros. Em muitos mapas e documentos a partir do século XIII a vila é mencionada com os nomes de San Andrés, San André, Sant Ander e Sant Andero. O rei Afonso X de Castela referiu-se à vila com o nome de Sant Ander, quando outorgou o direito de nomear alcaides e jurados ao seu irmão Sancho. Em 1522, o marinheiro Juan Debo del Río, natural de Cueto (uma localidade de Santander), que embarcou na nau "Victoria" sob as ordens de Juan Sebastián Elcano, era conhecido como Juan de San Andrés. Isso está na base duma segunda teoria, pela qual o topónimo deriva de Santo André, mas a ausência deste no desenvolvimento posterior da cidade lança dúvidas sobre tal teoria, se bem que nem todas as cidades com nome dum santo prestaram culto a esse santo nas suas principais igrejas.

## Símbolos
Brasão
O atual brasão ou escudo de Santander; à semelhança do de muitos outros município do litoral da Cantábria, representa a reconquista de Sevilha em 1248, durante o reinado de Fernando III de Castela, na qual os marinheiros cantábricos comandados pelo almirante Ramón de Bonifaz tiveram um papel determinante. Nele aparece a a Torre do Ouro de Sevilha e o navio em que Bonifaz e os seus homens romperam a cadeia que unia Triana a Sevilha no dia 3 de maio de 1248.
O brasão inclui também os rostos dos padroeiros da cidade: os mártires Santo Emetério e São Celedónio, decapitados em Calahorra na segunda metade do século III, durante as perseguições aos cristãos durante o reinado do imperador romano Diocleciano ou Valeriano, após terem sido presos e confrontados com a escolha entre renunciar à sua fé ou abandonar a carreira militar. Segundo a lenda, as cabeças dos santos foram transportadas num barco de pedra pelo rio Ebro até ao Mediterrâneo para proteger as relíquias do avanço muçulmano, tendo depois dado a volta à Península Ibérica até embater na ilha da Horadada, na baía de Santander, que foi atravessada, antes de chegarem à cidade, onde atualmente estão na cripta da catedral.
Em 11 de Janeiro de 1982, do Estatuto de Autonomia da Cantábria, entrou em vigor os símbolos de Santander, que foram adotados como parte do novo brasão da Cantábria, conforme previsto no Título Preliminar do Estatuto.
Quando o Estatuto de Autonomia da Cantábria entrou em vigor, em 11 de janeiro de 1982, os símbolos do escudo de Santander foram adotados como parte do novo escudo da Cantábria, conforme previsto no Título Preliminar do Estatuto.
Bandeira
A bandeira de Santander apresenta o brasão sobre duas faixas, uma branca na metade superior e outra azul na metade inferior. Esta última representa o mar caraterístico da cidade.
Hino
Santander atualmente não tem um hino oficial, embora exista um proposta para tornar a canção "Santander la marinera", de Chema Puente, o hino da cidade.[carece de fontes?]

## História

### Origens e Idade Média
Os poucos dados escritos e arqueológicos que estão disponíveis tornam complicado estabelecer a origem dos primeiros assentamentos humanos na área da Santander atual. No entanto, devido às suas condições favoráveis, especula-se que os assentamentos mais antigos podem ter-se localizado no lado norte da baía, uma área que está abrigada da baía, dos temporais do Cantábrico e dos ventos, na encosta norte do promontório de Somorrostro [es] e nas margens na antiga ria de Becedo [es]. Além de ser um sítio abrigado, as águas da baía, onde desembocam amplas rias na parte sul, podiam fornecer alimento para às populações que ali vivessem e a boa visibilidade desde o cerro permitia avistar com antecedência possíveis atacantes. Era ali que se situava a cidade medieval, que evoloui ao longo da Idade Média.
Os dados mais antigos que existem são da época romana, quando no local teria sido construído Portus Victoriae Iuliobrigensium [es] (ou simplesmente Portus Victoriae, "Porto da Vitória"), durante as Guerras Cantábricas (29–19 a.C.) ou pouco depois, que é mencionado na “História Natural” de Plínio, o Velho (23–79 d.C.). Na península da Madalena, na entrada noroeste da baía, foram encontrados restos duma edificação com pisos de mosaico, um Hermes de bronze e diverso material numismático e cerâmico. No promontório de San Martín, a sudoeste da Madalena, foi encontrada uma villa do século I d.C. com restos dum hipocausto dumas termas, diversas moedas de prata e uma ânfora. Porém, os vestígios arqueológicos mais importantes encontram-se na zona do cerro de Somorrostro (em latim: summum rostrum}; "promontório maior"}), onde foram realizadas escavações sistemáticas, nas quais foram descobertos restos de igrejas da Alta Idade Média e de estruturas do período romano: um hipocausto que pertenciam a instalações termais, muros de contenção e outros edifícios, além de material numismático importante, como um sestércio da época do imperador Trajano (r. 98–117), outras moedas de  Constantino, etc. Estes achados indicam que os romanos levavam a cabo atividades mineiras e comerciais tendo o porto de Santander como base. Também se sabe que era frequente ocorrerem incursões de navegantes nórdicos e, pelo que depreende da crónica do bispo Idácio de Chaves (século V), entre 455 e 459 a povoação foi saqueada, provavelmente por hérulos.
A Abadia dos Corpos Santos, que se erguia onde está hoje a catedral, é mencionada pela primeira vez num documento de 1068, redigido por ordem do rei Afonso II das Astúrias, que a mandou fundar sobre a ermida já existente no cerro de Somorrostro, onde se guardava o relicário com as cabeças dos santos Emetério e Celedónio, mártires decapitados en Calahorra por se recusarem a abjurar a sua fé cristã no século III. Segundo a lenda, as cabeças foram transportadas numa embarcação de pedra para as salvaguardar do avanço muçulmano e chegaram a Santander depois de terem dado a volta à Península Ibérica. Ao chegar às imediações da cidade, o barco chocou com uma rocha na entrada da baía (a atual ilha da Horadada, que atravessou. As cabeças foram depois colocadas numa caverna por baixo da primitiva igreja do cerro de São Pedro (Somorrostro). O mosteiro existente nesse lugar adotou-os como padroeiros e colocaram as suas efígies no escudo da igreja, que posteriormente se tornou o escudo da cidade.
Em 11 de julho de 1187 o rei Afonso VIII de Castela nomeou o abade de Santo Emetério dono e senhor da vila e deu a esta um foral, similar ao de Sahagún, que facilitava o tráfego marítimo, a pesca e o comércio, atividades que eram tributadas pela abadia. Outras atividades económicas locais também tributadas era a produção de conservas em escabeche e a produção vinícola.
Durante os séculos XII e XIII, a vila foi delimitando a sua estrutura dentro o  recinto muralhado [es]. A vila tinha então dois núcleos urbanos diferenciados: a Puebla Vieja e a Puebla Nueva. O primeiro, mais antigo, situava-se no cerro de Somorrostro, em frente à baía, que dominava a vila. Era na Puebla Vieja que estava o castelo, a Abadia dos Corpos Santos, o cemitério, as Atarazanas (estaleiros navais) e o porto. Tinha três filas de casas, separadas pela Rúa de Carnicerias e a Rúa Mayor, onde se situavam as residências dos habitantes mais proeminentes, como o abade, os cónegos e as famílias mais poderosas. Na Puebla Nueva situavam-se os conventos de Santa Clara e de São Francisco (no lugar deste ergue-se atualmente a {ilc; romaniz.: Igreja de São Francisco (Santander). Este último encontrava-se extramuros, junto à porta com o mesmo nome. As principais ruas da Puebla Nueva eram a de São Fancisco, a Rúa de la Sal, a Rúa del Palacio, La Ribera, Don Gutierre, Puerta de la Sierra, Cadalso e Rúa del Arcillero. As duas pueblas estavam ligadas por uma ponte sobre a ria de Becedo, que as separava e ia até aos estaleiros navais mandados construir pelo rei para aproveitar as madeiras das florestas cantábricas para a construção de navios. A vila estava obrigada a fornecer uma nau por ano à coroa.
Em 1217 foi iniciada a construção da igreja principal da vila, no mesmo local das anteriores, a qual passaria por múltiplas reformas que continuaram praticamente até à atualidade. As obras do claustro começaram em 1318. Em 1248 Santander participou, juntamente com outras vilas da Cantábria, na batalha pela  conquista de Sevilha, tendo recebido como recompensa um escudo no qual aparece a Torre do Ouro e o rio Guadalquivir. Em 4 de maio de 1296 as vilas costeiras cantábricas formaram a Irmandade das Vilas da Marina de Castela com Vitória [es], também conhecida como Hermandad de las Marismas, da qual faziam parte  Santander, Castro-Urdiales, Laredo, Vitória, Getaria, San Sebastián, Bermeo e Fuenterrabía. O objetivo dessa federação era fortalecer a posição comercial em relação à competição do outro lado do golfo da Biscaia, sobretudo o comércio de lã e farinha com a Flandres e a Inglaterra.

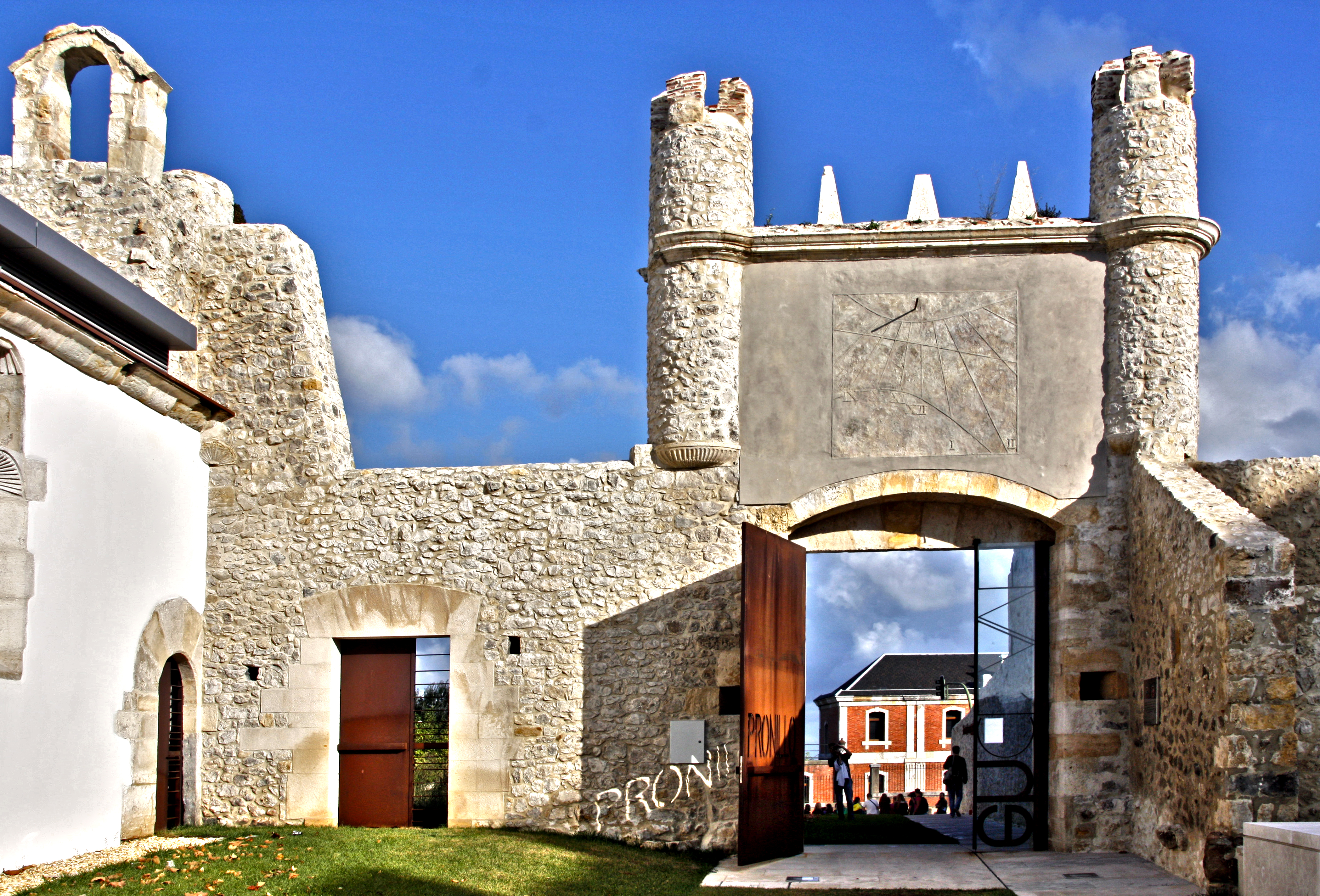
, também conhecido como Palácio de Pronillo, do século XVI

Em 1296 e 1311 a vila foi arrasada por dois fogos que não afetaram a abadia. Devido a tamanha catástrofe, o rei Fernando IV de Castela suspende a cobrança à vila «dos dízimos de todas as carnes que vieram de fora de meus reinos». No século XIV o “Livro das Merindades de Castela” (conhecido como “Becerro de las Behetrías [es]”) confirma a condição de behetría da cidade, ou seja, esta só dependia diretamente da autoridade da coroa, sem ter que submeter-se a qualquer outro senhor feudal à exceção das prerrogativas do abadengo. No entanto, um século depois, em 25 de janeiro de 1466, o rei Henrique IV deu a cidade ao marquês de Santillana, o que provocou uma sublevação dos habitantes, que conseguiram que a ordem real fosse revogada em 8 de maio de 1467.
Em 1372, após a  vitória em [es] La Rochelle da frota castelhana frente aos ingleses, uma comitiva integrada pelo rei Henrique II de Castela entrou no porto de Santander. Esta facto foi muito relevante pois marcou a conversão do porto da cidade na base naval no Atlântico de Castela e levou à criação de importantes estaleiros navais, as Atarazanas Reales, similares  às de Sevilha [es] e às    [ca].
Em 1497 a armada da armada da Flandres fez escala em Santander para desembarcar Margarida da Áustria, que ia casar-se em Reinosa com o príncipe D. João, herdeiro dos Reis Católicos. Essa frota trouxe também a peste, que matou cerca de 6 000 pessoas numa população de 8 000. A cidade demorou três séculos a recuperar do declínio e despovoamento provocados pela epidemia.
A tensão entre os residentes na puebla velha e os residentes na puebla nova, encabeçados pelas famílias dos Giles e dos Negretes, levou a que a coroa no século XVI regulamentasse o governo municipal, o qual foi colocado nas mãos de dois alcaides, um para cada uma das pueblas, e vários regedores. No mesmo séculos voltaram a ocorrer duas epidemias de peste, a primeira em meados do século[carece de fontes?] e a segunda entre 1596 e 1597. Esta última provocou  800 mortes numa população de 2 500 habitantes.

### Desenvolvimento comercial e urbano nos séculos XVIII e XIX

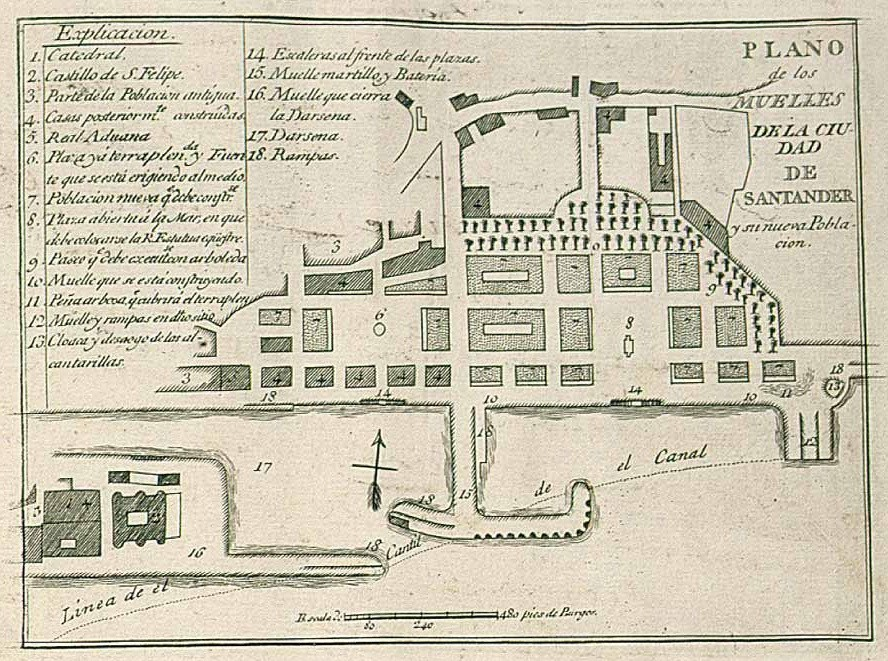
Projeto das docas de Santander e a sua nova povoação (1788)

No início do século XVIII a vila de Santander começou a recuperar das crises anteriores, que tinham provocado um enorme decréscimo de população e degradado as infraestruturas e laços comerciais. No aspeto administrativo, em 1653 tinha conseguido, juntamente com outras vilas, que fosse retirado a Laredo o estatuto de exclusividade de cabeça de partido. Em 1748, a posição proeminente de Santander consolida-se, com a ordem real da construção do chamado "caminho das lãs", que ligaria Burgos e Santander, que se tornou o porto no centro do comércio no norte. Em 1754, houve um novo impulso para o aumento da importância da vila, por parte da Igreja Católica, que concedeu ao abade local a categoria de bispo e a conversão em catedral da Colegiada dos Corpos Santos, que antes tinha sido abadia. Isso contribui para que fosse dado o estatuto de cidade a Santander.
Em 1755 Fernando VI outorgou o título de cidade a Santander e em 1783 foi criado o chamado Consulado de Mar y Tierra de la muy noble y muy leal ciudad de Santander, uma entidade encarregada de regular o tráfego marítimo com outras cidades, seguindo um modelo liberalizado de comercio. No início do século XVIX Santander encabeçava as trocas comerciais ente a Península Ibérica e os principais portos americanos. Este desenvolvimento económico originou a formação de uma classe burguesa comerciante que foi conseguindo avanços na regulação administrativa do território, primeiro como " província marítima [es]", em 1816, e depois como Província de Santander, em 1833.

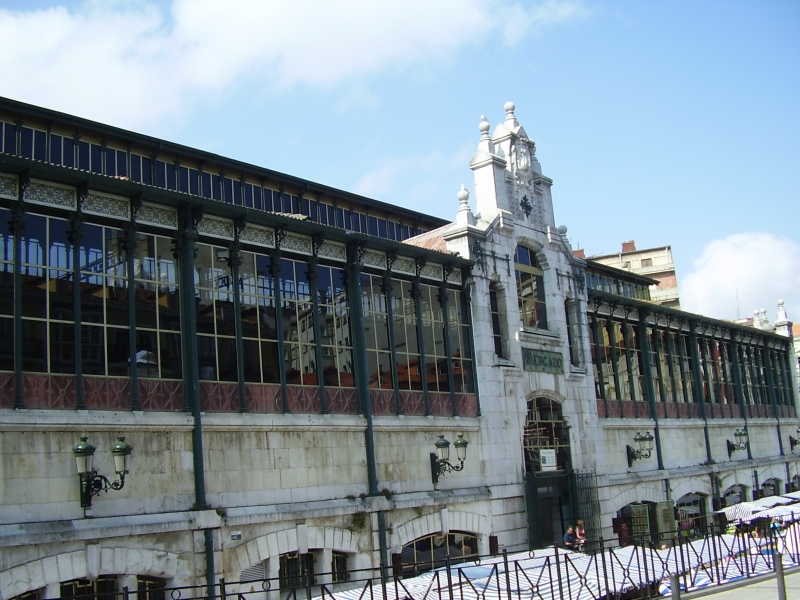
O es, inuagurado em 1904, é exemplo de arquitetura modernista dos arquitetos Eduardo Reynals e Juan Moya

A evolução continuou ao longo de todo o século XIX. Foram criadas indústrias auxiliares da navegação, nomeadamente de cordame (jarcias), de farinha, açúcar, cerveja, etc. Forma também criados os estaleiros de San Martín e a cidade foi-se estruturando segundo um modelo racional com a ampliação dos terrenos conquistados ao mar. O complemento de toda esta atividade foi a inauguração em 1851 da linha ferroviária de Alar [es], que aumentou ainda mais o tráfego com Castela. Até 1900 o desenvolvimento de Santander esteve ligado ao comércio crescente com as colónias espanholas, pois era pelo porto da cidade [es] que saíam grande parte dos produtos de Castela. Este auge económico fez florescer uma burguesia mercantil que entre meados do século XVIII e finais do século XIX impulsionou o urbanismo da cidade, nomeadamente com a construção do ensanche que expandiu a cidade para leste.
Nas décadas de 1950, 1960 e 1970 o crescimento urbano tornou-se desordenado, com muita especulação imobiliária, com a construção de numerosos empreendimentos de blocos de edifícios residenciais de baixa qualidade de construção e de urbanização, destinados a alojar a população trabalhadora. Nas últimas décadas, o crescimento da cidade encheu a periferia com construções de menor porte, destinadas a primeiras e segundas residências (estas últimas com grande importância). Destas áreas periféricas, destaca-se El Sardinero, cuja morfologia de cidade-jardim para área residencial e de lazer, a área de Nueva Montaña, cujos terrenos industriais foram recuperados para serem uma zona residencial e de comércio, o encerramento do Alisal e da Avenida de Los Castros e expansão urbana ao longo da encosta norte de Vaguada de las Llamas.
Por outro lado, o crescimento da atividade portuária, o aumento do tráfego de maior valor acrescentado (automóveis e contentores em vez dos granéis líquidos e sólidos), que requer muita área de armazenagem, que já é escassa, e a profundidade insuficiente para o calado de alguns tipos de navios está a levar a que a Autoridade Portuária pondere a construção a longo prazo de um porto exterior fora da baía de Santander.

#### Desenvolvimento turístico

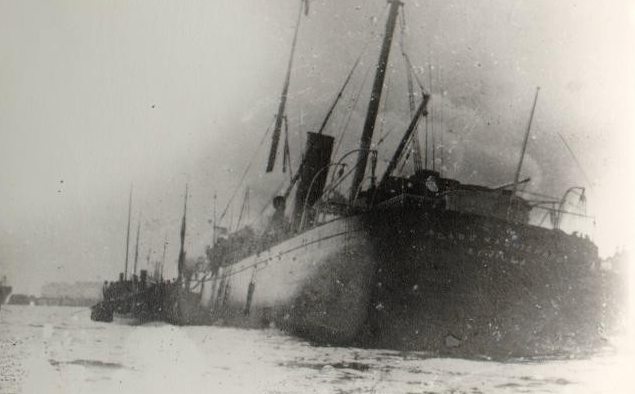
O vapor em chamas no porto de Santander (1893)

Durante a segunda metade do século XIX, aproveitando o a moda das estâncias balneares entre as classes abastadas europeias, que introduziram um novo conceito de ócio associado à saúde, foi empreendida uma série de iniciativas hoteleiras que promoveram Santander na Corte pelas suas praias propícias aos "banhos de onda". A primeira temporada desses banhos foi anunciada na imprensa em 1847, num jornal de Madrid. Estas iniciativas impulsionaram a criação da cidade-balneário de El Sardinero, que se consolidou como destino estival de eleição da alta sociedade espanhola no início do século XX. Durante o reinado de Afonso XIII (r. 1886–1931) Santander tornou-se no local de veraneio favorito da corte e em 1909 a cidade construiu e ofereceu ao rei o Palácio da Madalena.
Atualmente Santander continua a ser um destino turístico importante do norte da Espanha. O turismo local é proveniente sobretudo das regiões vizinhas, nomeadamente do norte de Castela e Leão, Astúrias e País Basco. O turismo estrangeiro é fundamentalmente europeu, muito relacionado com as ligações marítimas por ferry com os voos internacionais diretos para o aeroporto local. As praias de El Sardinero e da península da Madalena

### Desastres

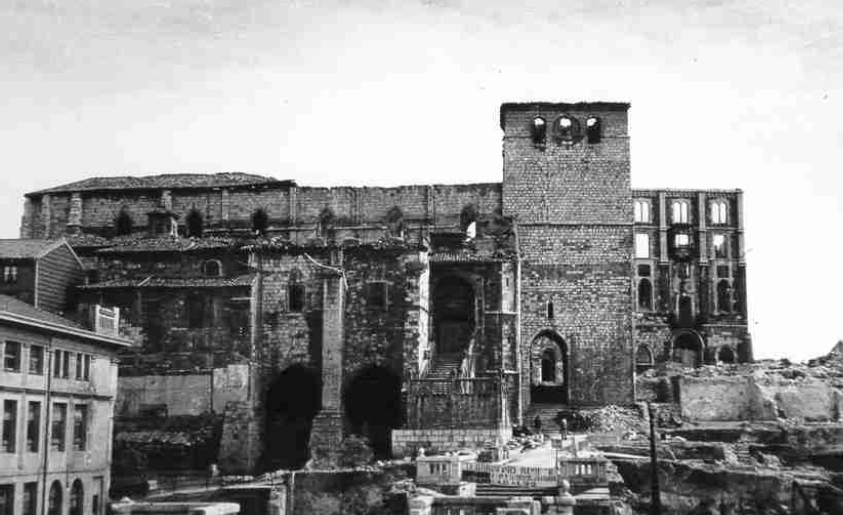
A catedral após o incêndio de 1941

A 3 de novembro de 1893, o navio biscaínho Cabo Machichaco [es] atracou em Santander carregado com 51 toneladas de dinamite no porão e depósitos de ácido sulfúrico no convés. Os regulamentos sobre transporte de mercadorias perigosas eram sistematicamente ignorados pelas autoridades e fretadores e ao meio dia deflagrou um incêndio no navio, ao qual acorreram as tripulações de outros navios, equipas de bombeiros, autoridades (incluindo o governador civil) e curiosos. A carga explodiu pouco depois, provocando 590 mortos, 525 feridos e destruiu as filas de casas em redor das docas. Conta-se que a âncora do navio caiu perto de Cueto, a vários quilómetros de distância.
Em 1941 ocorreu um grande incêndio [es] que, tendo começado na madrugada de 15 de fevereiro, só foi controlado no dia 17 e os últimos focos só foram completamente extintos quinze dias depois. O fogo começou na Rua de Cádis, perto das docas e foi avivado por fortes ventos de sul. Arrasou a parte histórica da cidade, cujas ruas estreitas e casas com estrutura de madeira e fachadas com varandas facilitaram a difusão das chamas. Incrivelmente, só se registou uma vítima, um bombeiro madrileno, mas milhares de famílias ficaram sem csas e a cidade ficou num estado caótico. O fogo destruiu a maior parte da puebla medieval — 37 ruas que ocupavam 14 hectares na zona de maior densidade populacional — e a sua reconstrução foi precedida por um processo de renovação urbana que mudou uma parte importante da configuração da cidade. A necessidade de alojar numerosas famílias que tinham ficado sem casa deu lugar a uma expansão urbana e a uma configuração organicista de Santander. Além de terem sido construídos vários edifícios e terem sido ampliadas várias ruas, entre 1941 e 1950 foram criados os bairros dos Santos Mártires (162 casas), de José María de Pereda (111), de Pedro Velarde (348), o Poblado Canda-Landaburu (200) e o Poblado de pescadores Sotileza (294).

## Geografia

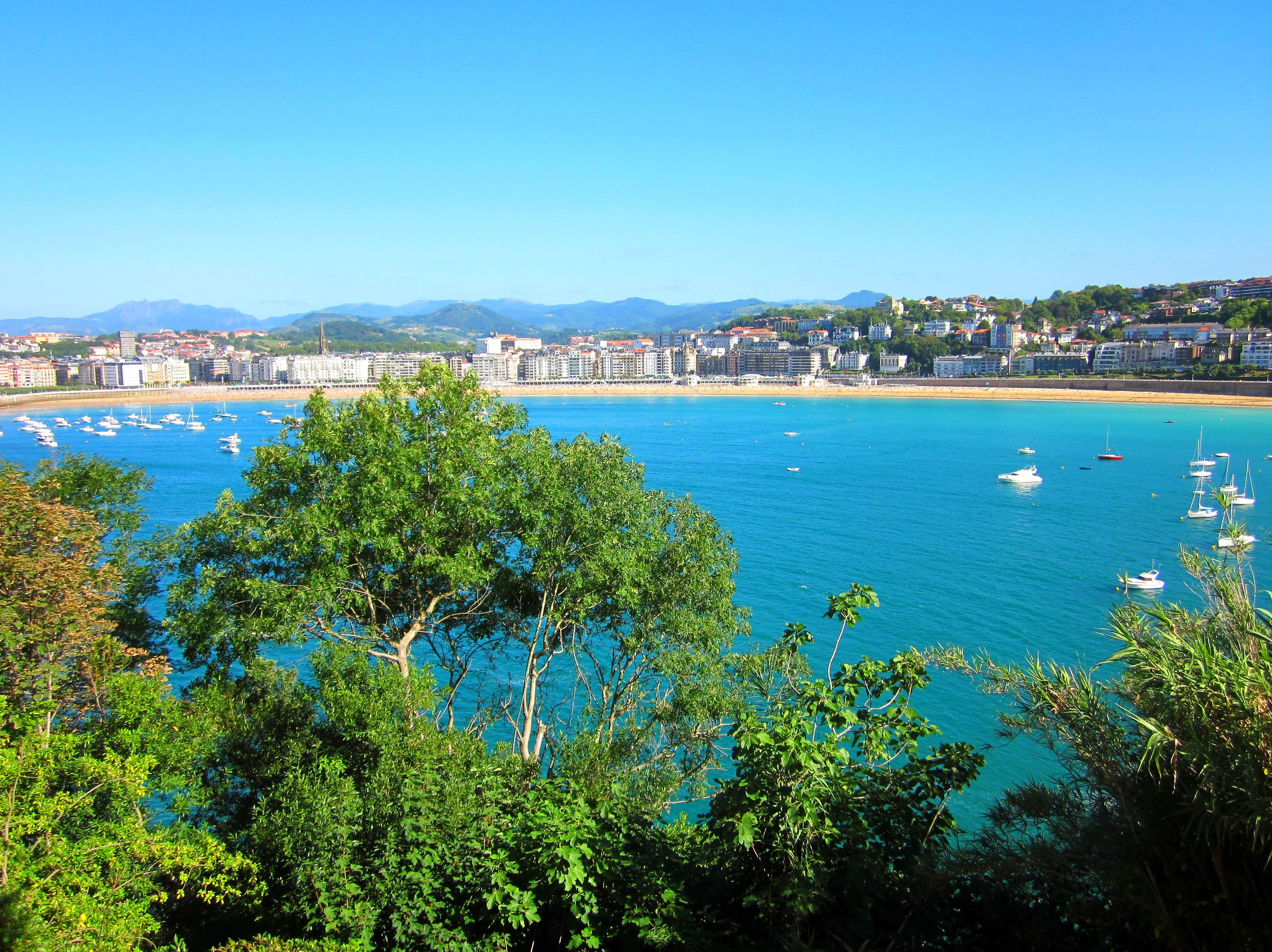
Vista da baía de Santander

Santander situa-se cerca de 450 km a norte de Madrid, 160 km a norte de Burgos, 100 km a oeste-noroeste de Bilbau, a 220 km a oeste da fronteira francesa (Irun–Hendaia) e 175 km a leste de Gijón.
|                                   | \| Limites do município de Santander \| \| \| \| Mar Cantábrico \| \| \| \| Santa Cruz de Bezana \| \| Baía de Santander \| \| Camargo \| Camargo \| Baía de Santander \| |                   |
| Limites do município de Santander | |                   |
| Mar Cantábrico                    | |                   |
| Santa Cruz de Bezana              | | Baía de Santander |
| Camargo                           | Camargo | Baía de Santander |

### Clima
O clima da cidade é ameno durante todo o ano, longe dos extremos climáticos de outras partes da Espanha. De acordo com a classificação climática de Köppen-Geiger, o clima  é oceânico do tipo Csb. A variação das temperaturas média mensais é baixa, atingindo no máximo cerca de 10 °C. A cidade está situada numa das áreas mais chuvosas de toda a Península Ibérica; a precipitação distribui-se ao longo de todo o ano, embora seja mais abundante na primavera e no outono.
A humidade relativa é muito alta durante todo o ano, ultrapassando 90% em algumas ocasiões. As temperaturas são amenas e nunca se verificam episódios de frio ou calor extremo. Esta é a principal caraterística do clima oceânico do norte da Espanha: os verões são geralmente temperado, com temperaturas agradáveis e normalmente não há períodos de calor intenso como os que são frequentes em grande parte da Espanha. Os invernos não são muito frios devido ao efeito termorregulador do mar, com temperaturas que raramente caem abaixo de 0 °C e em média só neva um dia por ano. Em geral, as temperaturas médias variam de 24,2 °C de máxima  em agosto e 5,7 °C de mínima em fevereiro.
Principalmente durante o outono e inverno há episódios de ventos fortes do sul, que provocam temperaturas altas e humidade muito baixa. Este fenómeno é devido à proximidade de barreiras montanhosas — a cordilheira Cantábrica — que produzem o chamado efeito Föhn.
| Dados climatológicos para Santander    | Dados climatológicos para Santander | Dados climatológicos para Santander | Dados climatológicos para Santander | Dados climatológicos para Santander | Dados climatológicos para Santander | Dados climatológicos para Santander | Dados climatológicos para Santander | Dados climatológicos para Santander | Dados climatológicos para Santander | Dados climatológicos para Santander | Dados climatológicos para Santander | Dados climatológicos para Santander | Dados climatológicos para Santander |
| Mês                                    | Jan                                 | Fev                                 | Mar                                 | Abr                                 | Mai                                 | Jun                                 | Jul                                 | Ago                                 | Set                                 | Out                                 | Nov                                 | Dez                                 | Ano                                 |
| -------------------------------------- | ----------------------------------- | ----------------------------------- | ----------------------------------- | ----------------------------------- | ----------------------------------- | ----------------------------------- | ----------------------------------- | ----------------------------------- | ----------------------------------- | ----------------------------------- | ----------------------------------- | ----------------------------------- | ----------------------------------- |
| Temperatura máxima recorde (°C)        | 25,1                                | 29,0                                | 31,3                                | 30,6                                | 36,8                                | 37,8                                | 37,2                                | 37,3                                | 37,6                                | 33,5                                | 30,0                                | 25,4                                | 37,8                                |
| Temperatura máxima média (°C)          | 13,6                                | 13,8                                | 15,7                                | 16,6                                | 19,1                                | 21,6                                | 23,6                                | 24,2                                | 22,8                                | 20,3                                | 16,3                                | 14,2                                | 18,5                                |
| Temperatura média (°C)                 | 9,7                                 | 9,8                                 | 11,3                                | 12,4                                | 15,1                                | 17,8                                | 19,8                                | 20,3                                | 18,6                                | 16,1                                | 12,5                                | 10,5                                | 14,5                                |
| Temperatura mínima média (°C)          | 5,8                                 | 5,7                                 | 7,0                                 | 8,3                                 | 11,1                                | 13,9                                | 16,0                                | 16,4                                | 14,4                                | 11,8                                | 8,7                                 | 6,7                                 | 10,5                                |
| Temperatura mínima recorde (°C)        | −5,4                                | −5,2                                | −3,0                                | 0,6                                 | 2,6                                 | 5,6                                 | 6,0                                 | 6,0                                 | 2,8                                 | 1,4                                 | −3,5                                | −5,2                                | −5,4                                |
| Precipitação (mm)                      | 106,2                               | 92,2                                | 87,9                                | 102,2                               | 78,0                                | 58,2                                | 52,4                                | 73,4                                | 83,1                                | 119,8                               | 157,1                               | 118,4                               | 1 129,0                             |
| Dias com precipitação (1 mm)           | 12,3                                | 11,1                                | 9,9                                 | 11,9                                | 10,4                                | 7,6                                 | 7,3                                 | 7,6                                 | 8,9                                 | 11,1                                | 13,3                                | 12,1                                | 123,6                               |
| Dias com neve                          | 0,4                                 | 0,3                                 | 0,1                                 | 0,0                                 | 0,0                                 | 0,0                                 | 0,0                                 | 0,0                                 | 0,0                                 | 0,0                                 | 0,0                                 | 0,1                                 | 0,9                                 |
| Humidade relativa (%)                  | 72                                  | 72                                  | 71                                  | 72                                  | 74                                  | 75                                  | 75                                  | 76                                  | 76                                  | 75                                  | 75                                  | 73                                  | 74                                  |
| Insolação (h)                          | 85                                  | 104                                 | 135                                 | 149                                 | 172                                 | 178                                 | 187                                 | 180                                 | 160                                 | 129                                 | 93                                  | 75                                  | 1 649                               |
| Fonte: Agência Estatal de Meteorologia |                                     |                                     |                                     |                                     |                                     |                                     |                                     |                                     |                                     |                                     |                                     |                                     |                                     |

### Demografia

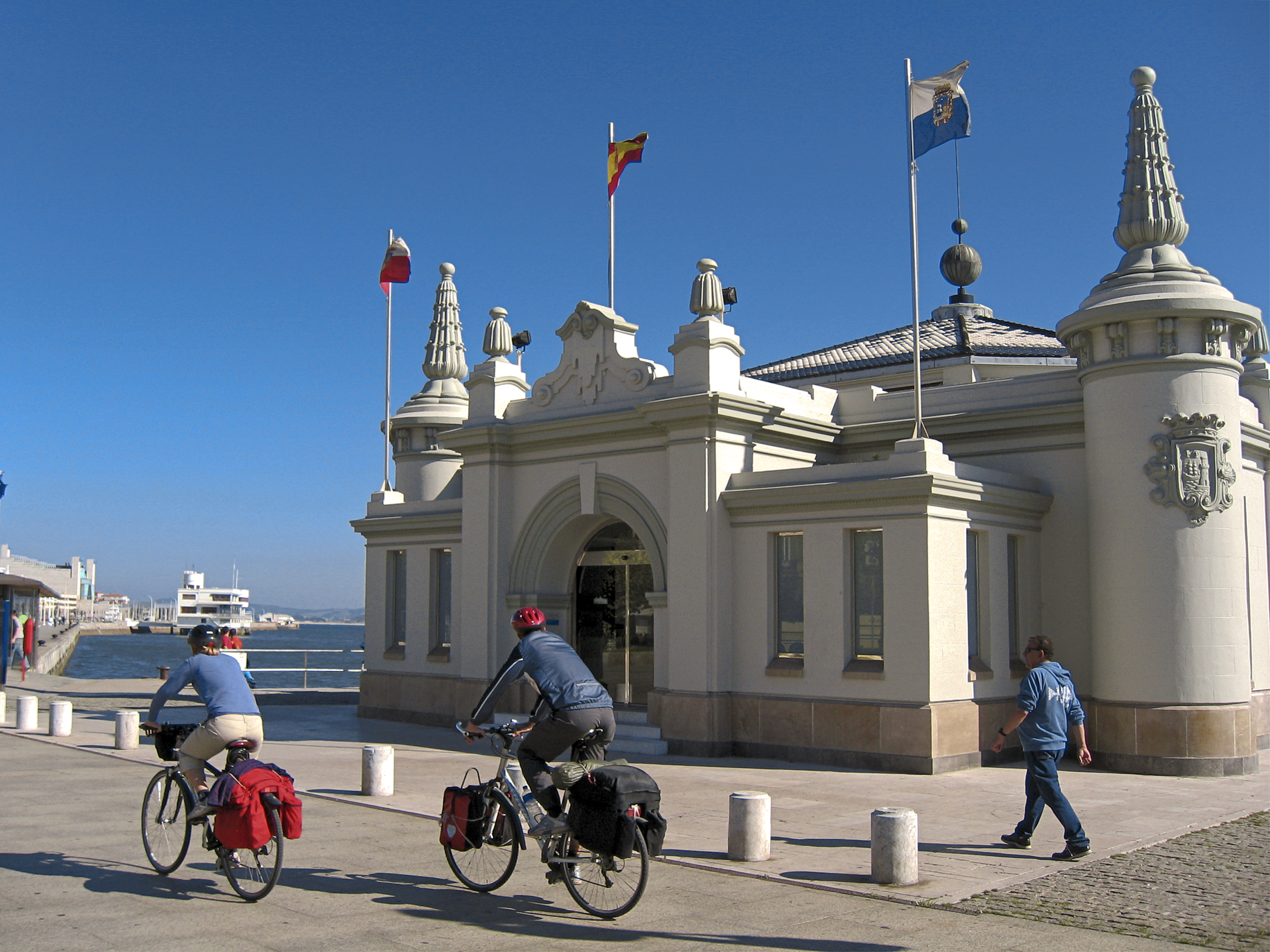
Palacete do Embarcadouro, no Passeio de Pereda

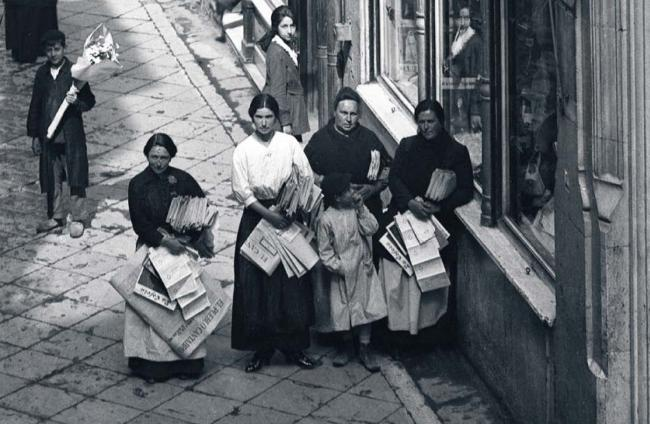
Vendedoras de jornais em Santander no início do século XX

A população do município em  era 172 221 habitantes, o que representa cerca de 30% da população total da Cantábria (580 295 habitantes em 2017). O número de habitantes tem vindo a diminuir ligeiramente desde 1991, devido à descida da taxa de natalidade e a um leve aumento da taxa de mortalidade, esta última ligada ao elevado número de idosos. No entanto, esse declínio tem sido compensado por um índice de imigração estrangeira bastante positivo. Por outro lado, a escassez de casas na capital e os seus preços altos tem provocado a deslocação de população em idade fértil para os municípios da periferia, em especial para os do chamado "Arco da Baía de Santander", o qual tinha cerca 250 000 habitantes no final da década de 2020 e para o eixo conurbano de Santander-Torrelavega [es], o qual tinha cerca de 380 000 habitantes na mesma altura.
No final da década de 2020, mais de 70% da população ativa trabalhava no setor terciário, pelo que a dependência económica do comércio e serviços é muito alta na cidade, especialmente de setores com grande sazonalidade ligados ao turismo, como a hotelaria.
Santander é considerada uma das cidades mais seguras da Espanha, com uma taxa de delitos mais baixas do país (36,2 infrações penais por cada mil habitantes em 2007, em contraste com 50 da média nacional e 70 da União Europeia).
| Evolução demográfica de Santander                   |
|                                                     |
| Fonte: Instituto Nacional de Estatística de Espanha |

### Localidades, distritos e bairros

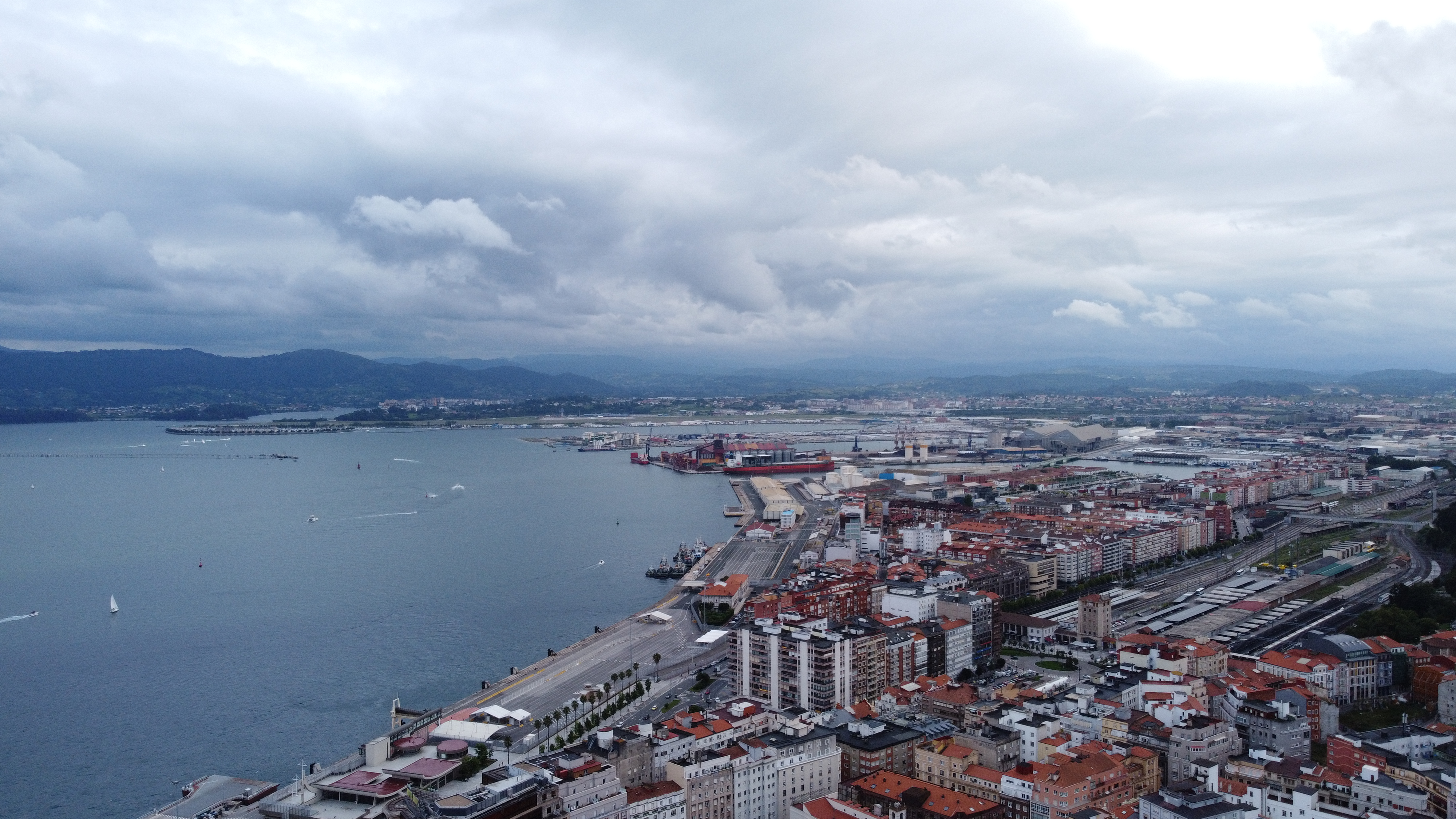
Panorâmica da zona portuária

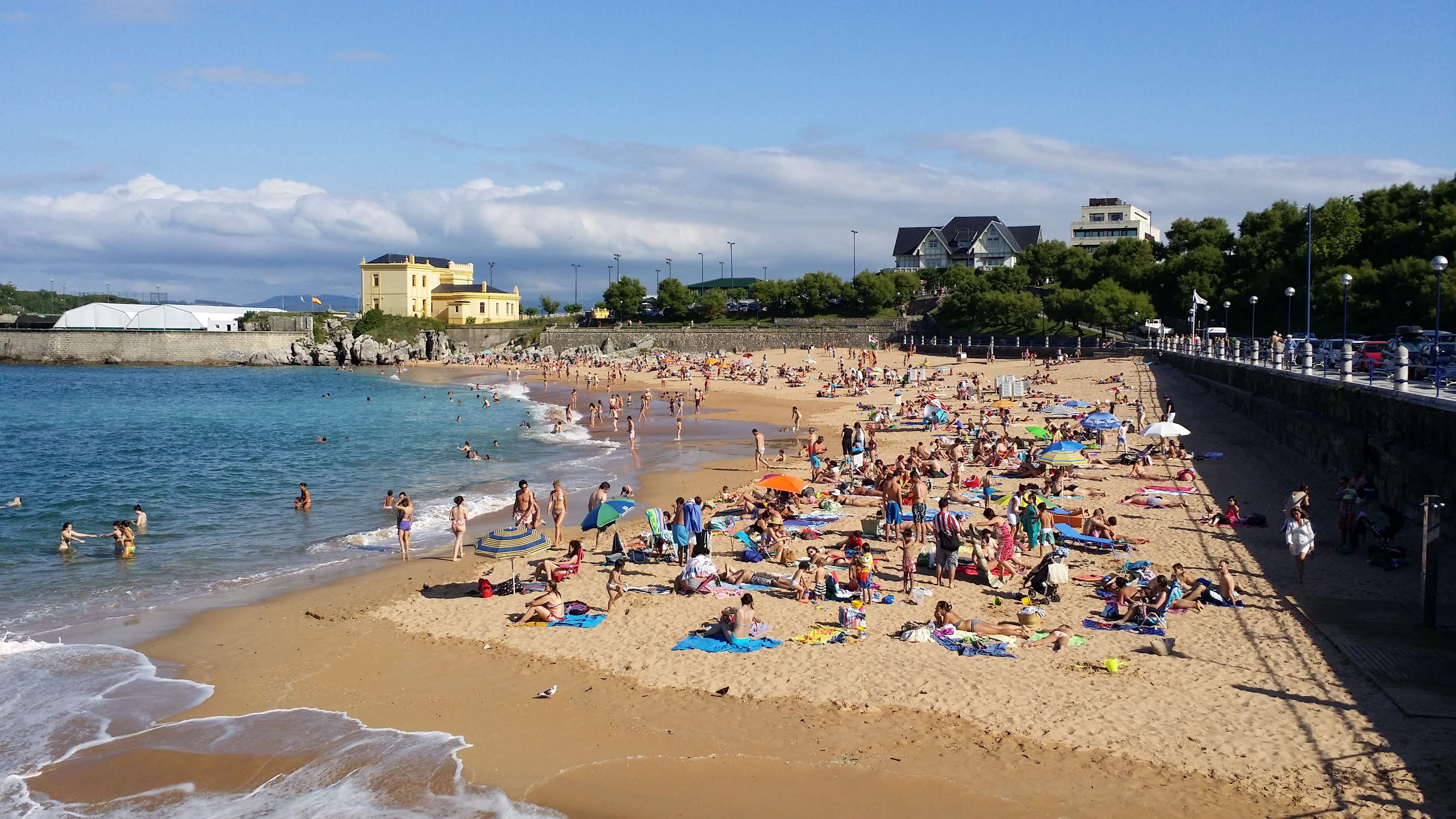
Parte da praia de [El Sardinero

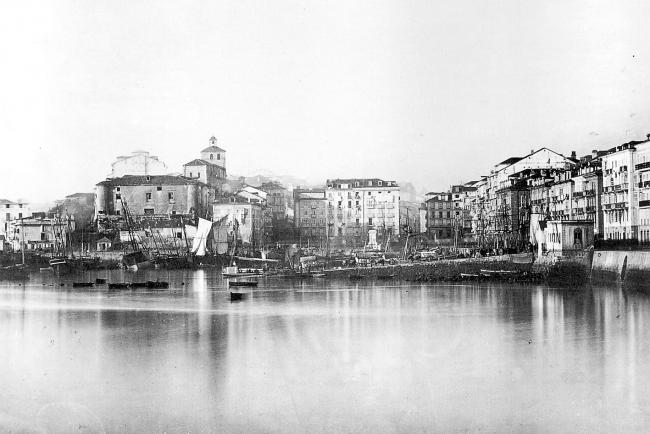
Vista do portoo em 1867, no que atualmente é Puertochico

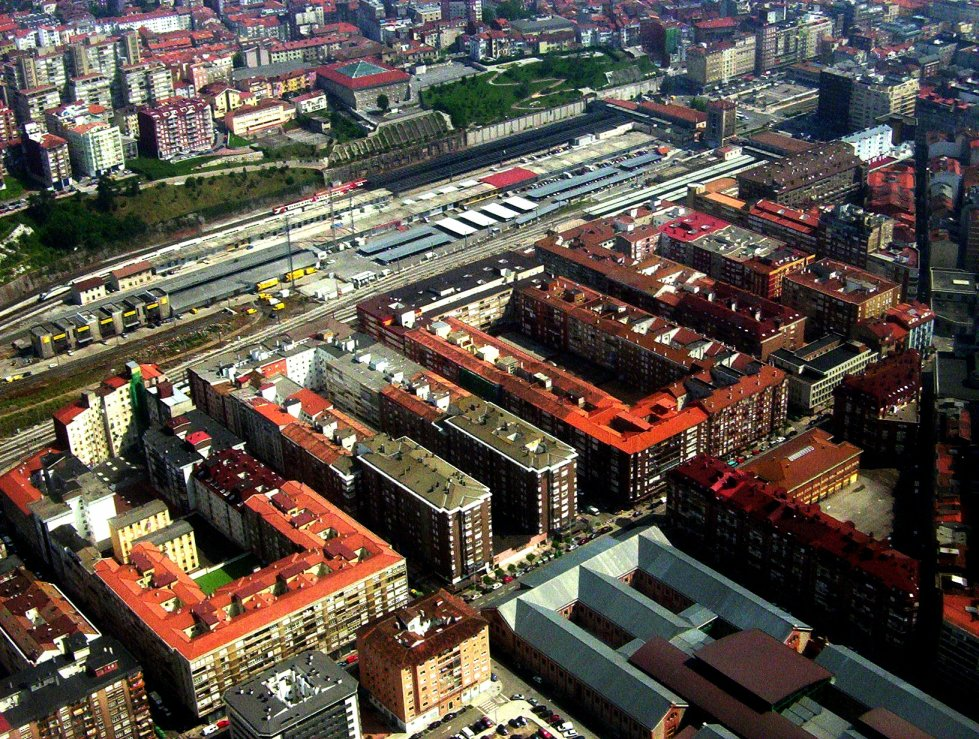
Vista aérea parcial do bairro de Castilla-Hermida, onde é visível o es no canto inferior direito e a estação ferroviária junto ao canto superior direito

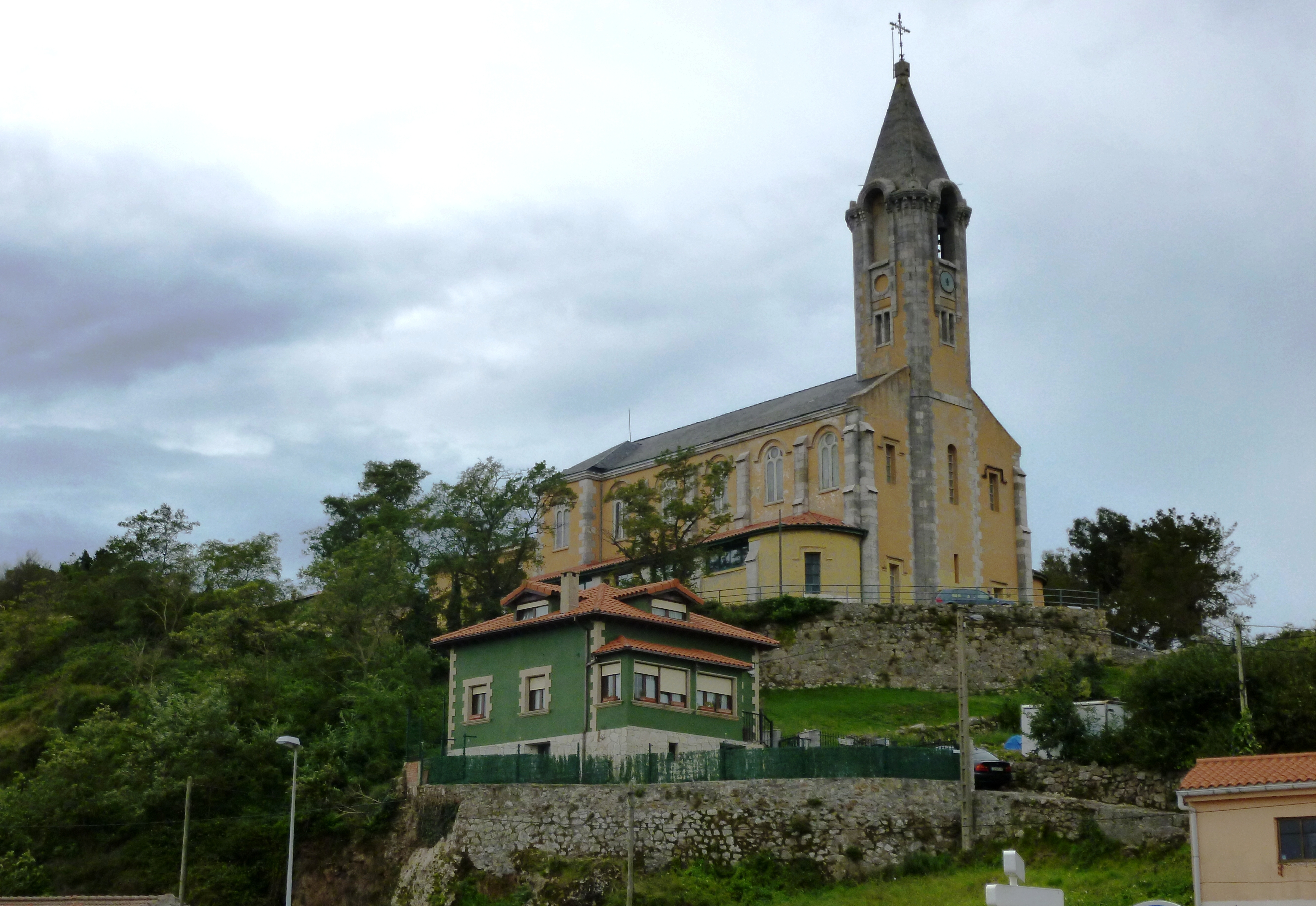
Igreja em Peñacastillo

Segundo a nomenclatura do Instituto Nacional de Estatística de Espanha, o município de Santander compreende, além da cidade, as localidades de Cueto, Monte [es], Peñacastillo, San Román de la Llanilla [es]. Essas localidades foram aldeias no passado mas foram assimiladas pelo núcleo urbano. Atualmente Cueto, Monte e Peñacastillo são bairros urbanos, enquanto de San Román é uma área residencial suburbana de vivendas unifamiliares. Santander tem vários bairros que não têm expressão administrativa nem têm limites bem definidos, embora alguns deles tenham algumas personalidade que os diferencia das demais zonas da cidade. As principais áreas de Santander são as seguintes:
- El Sardinero — é o bairro mais turístico, onde residem sobretudo famílias da classe alta. Nele se encontra o  estádio municipal [es], a casa do Real Racing Club, o principal clube de futebol santanderino, bem como as praias do Sardinero, da Concha [es], Mataleñas [es], El Camello [es] e Madalena [es], além do Palácio da Madalena, junto ao qual há várias casas da Belle Époque.
- Centro urbano — Ali vive a maior parte dos habitantes, embora seja uma das zonas em que se verifica maior diminuição de população devido ao envelhecimento e ao preço elevado do imobiliário, que faz com que a população jovem se desloque para áreas da periferia. Os seus bairros são Centro, Cabildo de Arriba [es], Cuatro Caminos e Puertochico [es].
  - O Cabildo de Arriba é um dos bairros mais antigos da cidade, que surgiu na Idade Média como parte da Puebla Vieja. Tendo começado por ser uma zona de hortas e pequenas casas, tornou-se depois um bairro de pescadores. A partir do século XVIII começou a tomar o seu aspeto atual, com muitas das edificações medievais substituídas por outras mais modernas. Juntamente com o Arrabal, é a única parte medieval que não foi destruída pelo grande incêndio de 1941.
  - Puertochico — Situado junto ao porto de recreio, que no passado foi o porto de pesca, no passado foi uma área muito ligada às atividades prtuárias e de pesca, cujo desenvolvimento se deve em grande parte ao estaleiro naval que ali existia. Até às décadas de 1940 e 1950, quando foi construído o Bairro dos Pescadores, a maior parte dos pescadores santanderinos viviam nas imediações de Puertochico. Nas décadas mais recentes tornou-se um local de encontro e de recreio popular entre a juventude, com numerosos bares.
- Castilla-Hermida [es] — É um dos bairros mais populosos da cidade, que se estima ter entre 35 000 e 50 000 habitantes. Embora não seja considerado como fazendo parte do centro, está muito próximo dele, na parte sul da cidade. No passado foi um bairro periférico de pescadores e da classe trabalhadora, mas atualmente está completamente integrado na cidade. Foi construído no que até ao século XIX foi uma área de areais e marismas, que foi drenada aterrada entre 1837 e 1883. As primeiras casas foram começadas a construir em 1885, quando foi criada a Nueva Población de Maliaño.
- El Alisal — É um bairro novo, que tem os melhores serviços da cidade (um centro comercial, empresas multinacionais, restaurantes regionais e internacionais, etc.). É nele que se encontra o Parque Científico Tecnológico, no qual se situa o campus da Universidade Europeia do Atlântico.
- Cazoña — É um bairro que foi criado em 1973 e foi o primeiro bairro-dormitório de Santander. Quase 40 anos depois, continua a ser um bairro tranquilo cujos residentes usam sobretudo para dormir e descansar, preferindo o centro da cidade para fazer a sua vida social. Durante algum tempo ganhou má fama devido às suas ruas serem frequentadas por ciganos, mas isso é coisa do passado. Tem várias escolas, jardins de infância, zonas comerciais, parques e um hospital.[20]
- Zona de Cueto–Las llamas — Situa-se em redor do Parque Atlântico de Las Llamas [es], uma extensa área verde com 11 hectares para a qual há projetos de ampliar para 35 he. É composta pelos bairros de La Pereda, Valdenoja e Fumoril.
- Monte — Limita com Cueto e devido ao boom imobiliário foi assimilado pelo núcleo urbano na área que limita com a Vaguada de las Llamas. Tem alguns serviços básicos, que têm vindo a melhorat, nomeadamente com a instalação de cadeias de fast food e de supermercados. Os bairros situados na zona são Corbanera, Aviche, Bolado e San Miguel.
- Peñacastillo — Área em volta do monte homónimo, do cimo do qual se têm boas vistas sobre a cidade. É lá que se encontram os principais centros comerciais de Santander. No centro ainda há algumas casas rurais, que contrastam com os novos grandes prédios em seu redor. Os  bairros situados na zona são Nuevo Parque, Primero de Mayo, Nueva Montaña, Ojaiz, Adarzo, Camarreal, Lluja, El Empalme, La Lenteja, Campogiro-La Remonta.
- San Román de la Llanilla — É uma área de chalés e moradias geminadas, que se encontra no limite entre o núcleo urbano e a zona rural. Até 1986, quando houve uma reordenação, tinha os seguintes bairros: Latorre, Somonte, Corban, El Somo, La Llanilla, El Mazo, Canda Landáburu, Lavapiés, La Gloria, La Sierra, La Candía, Corceño, La Cuevona, Pintores Montañeses, La Garita, La Canal, El Campizo, La Sota, La Regata e La Cavaduca.
- Bairro dos Pescadores [es] — É um típico bairro operário espanhol dos anos 1950, situado dentro área sobretudo industrial de Maliaño, na parte sudeste da baía. A sua construção deve-se a uma petição da Confraria de Pescadores locais, que até então viviam nas imediações de Puertochico. As primeiras casas foram entregues em 1943 e o bairro foi concluído em 1963, quando foi inaugurada a lota.
- La Albericia — Situa-se na parte ocidental da cidade e é nele que se encontram as principais instalações desportivas.
- Outros bairros — Perines, La Gándara, Porrúa, Cajo, Pronillo, General Dávila, San Martín - Tetuán e San Francisco.

### Principais ruas e praças
- Passeio de Pereda [es] — É uma avenida à beira da baía, paralela aos cais do porto, exceto na sua extremidade ocidental, que no século XIX era uma zona de docas e armazéns portuários. Atualmente é ali que se encontram alguns dos edifícios mais belos da cidade, como o Palácio da Companhia Transatlântica Espanhola [es] e a sede do Banco Santander. Há também cafés muito antigos, como "El Suizo", onde outrora se encontravam comerciantes, militares e escritores, como José María de Pereda [es], que deu o nome à avenida e aos Jardins de Pereda, situados na extremidade ocidental do passeio.
- Avenida da Rainha Vitória — Situa-se ao longo da costa norte da baía, ao lado da Praia dos Perigos e da parte sudoeste da Praia da Madalena. Nela se encontram grandes chalés com vista para a baía.
- Rua Castelar — É outra via marginal, que liga o Passeio de Pereda à Avenida da Rainha Vitória.
- Passeio ou Avenida Pérez Galdós — É quase paralelo à Avenida da Rainha Vitória, da qual está separado separado por um ou dois quarteirões de casas com grandes jardins.
- Passeio do General Dávila (El Alta) — Nele se situam on antigo Observatório Meteorológico de Santander, o colégio centenário salesiano María Auxiliadora e os conservatórios Ataúlfo Argenta e Jesús de Monasterio.
- Rua do Sol — Também conhecida como Rua del Carmen, por nela se situar a Igreja do Carmo e Santa Teresa e ter sido o nome oficial até há alguns anos, é conhecida pela sua vida cultural, onde há várias galerias de arte, livrarias, lojas alternativas, além de restaurantes e outros estabelecimentos de ócio.

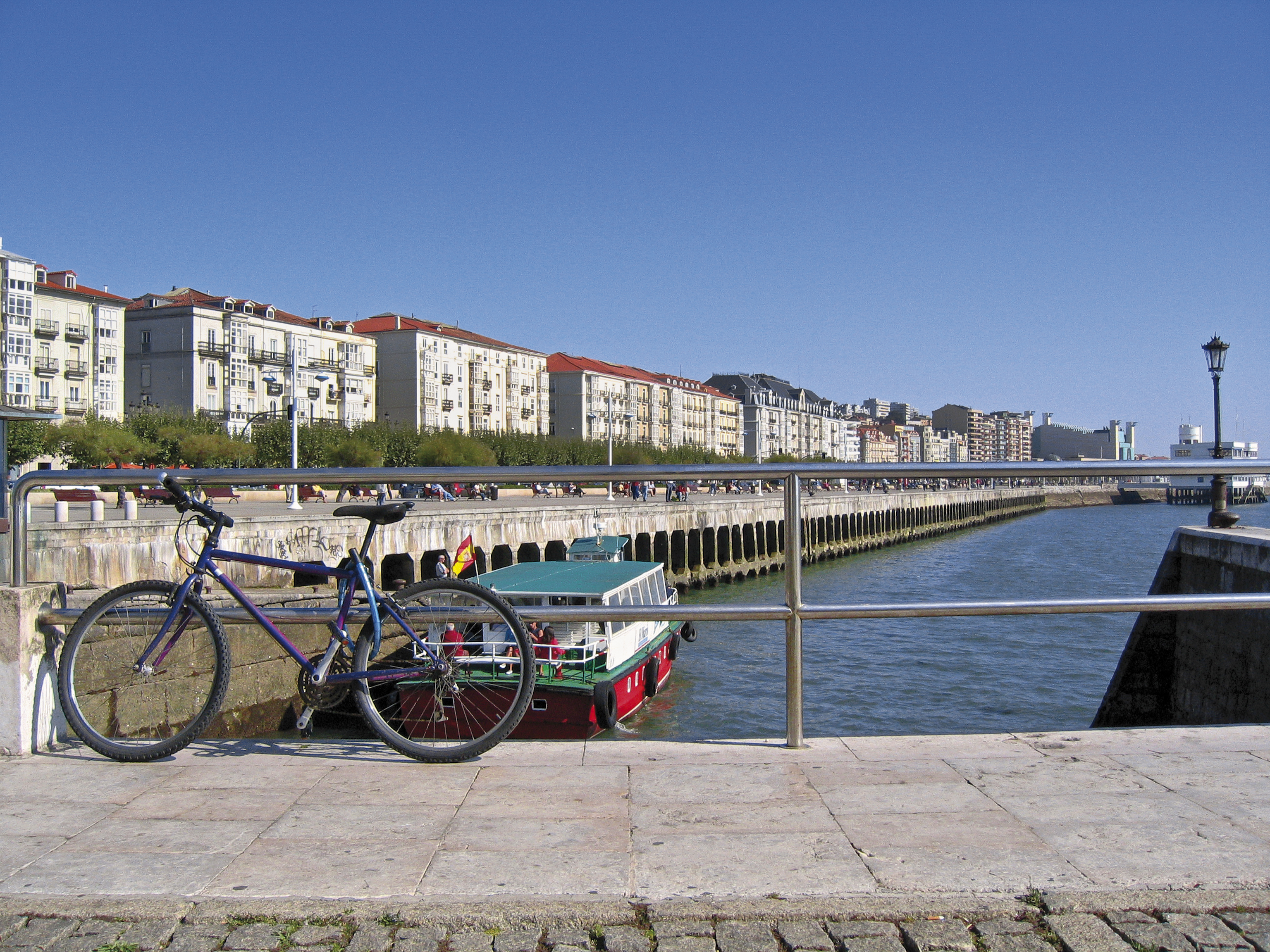
Passeio de Pereda
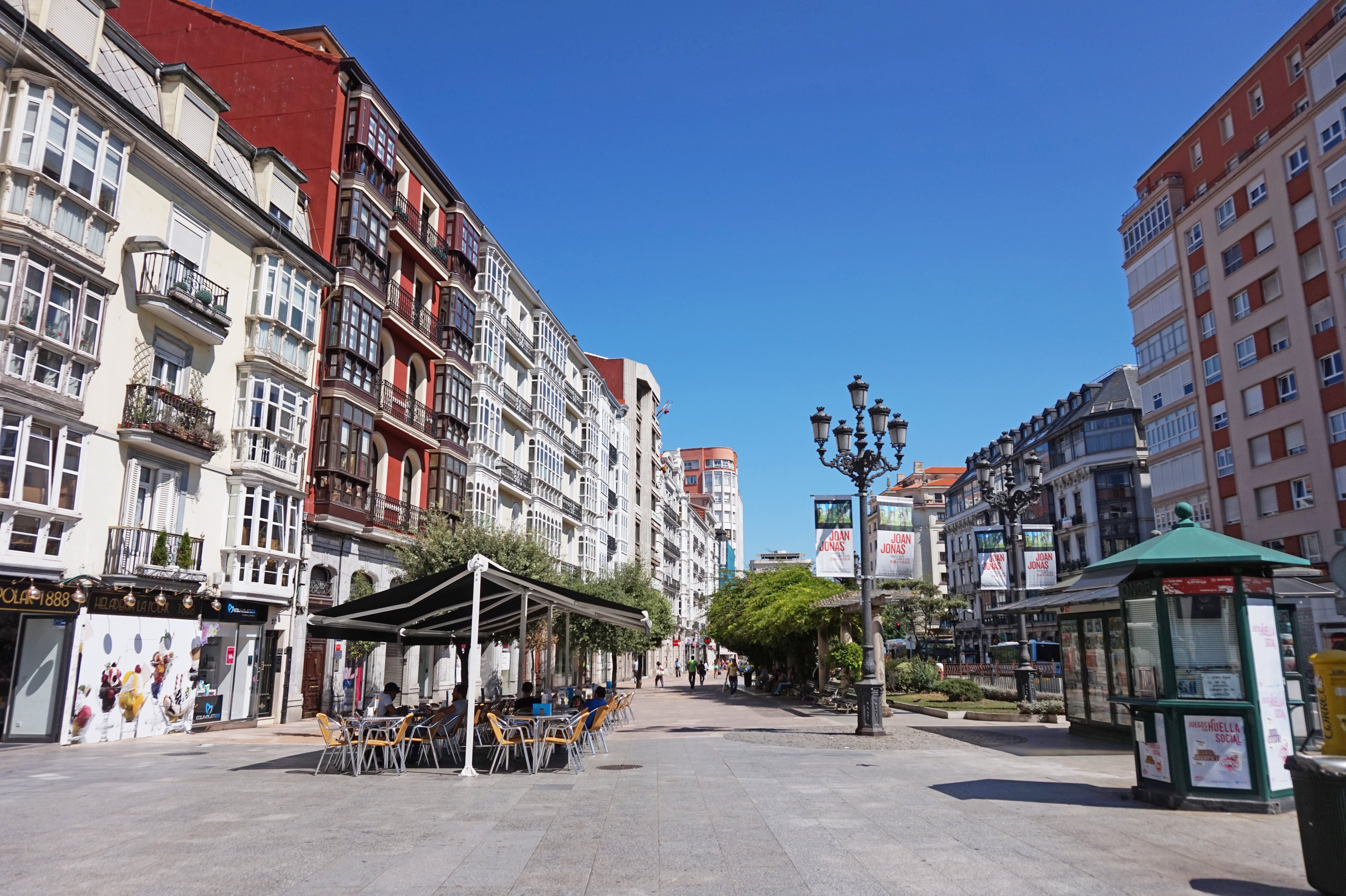
Avenida do centro
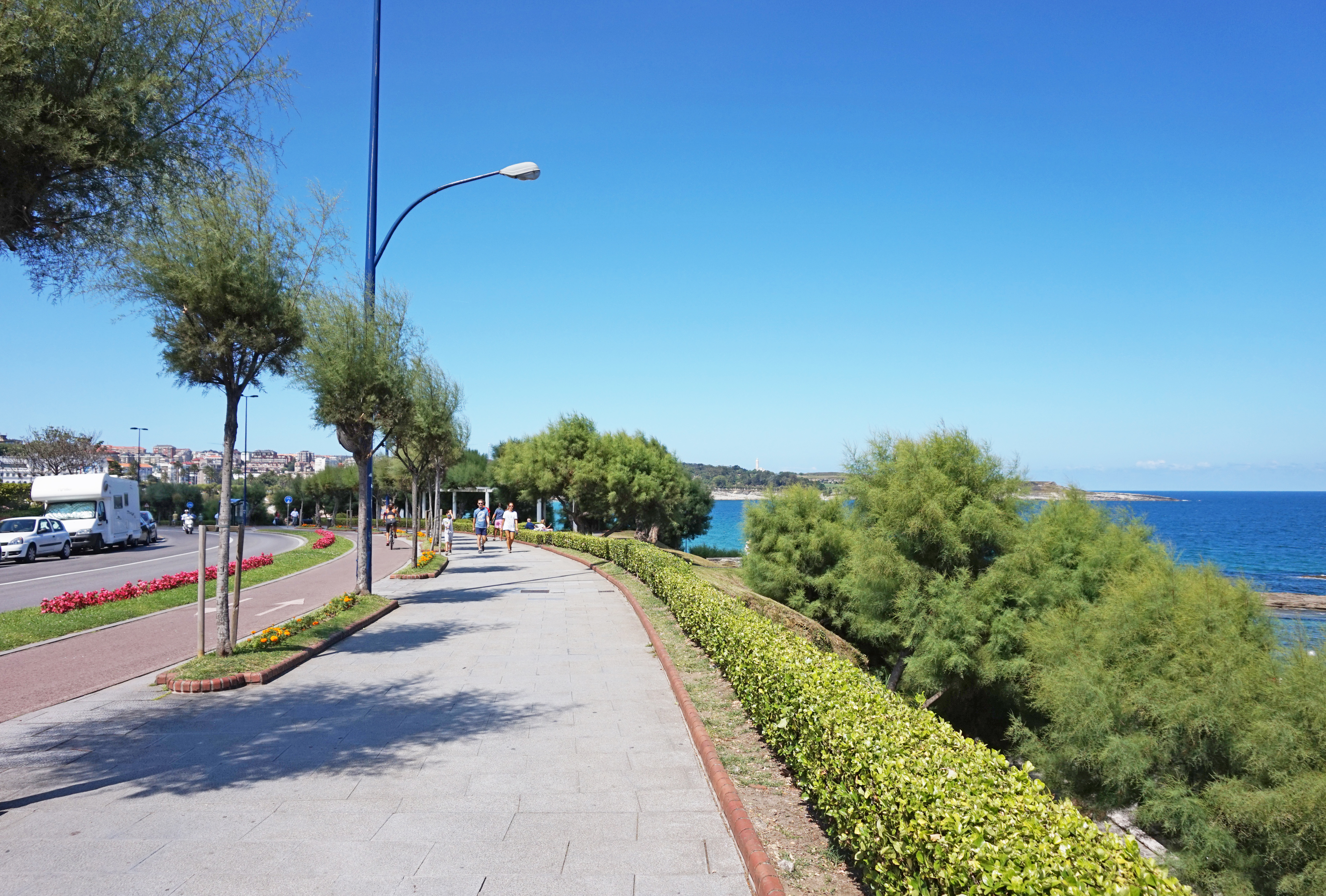
Avenida da Rainha Vitória
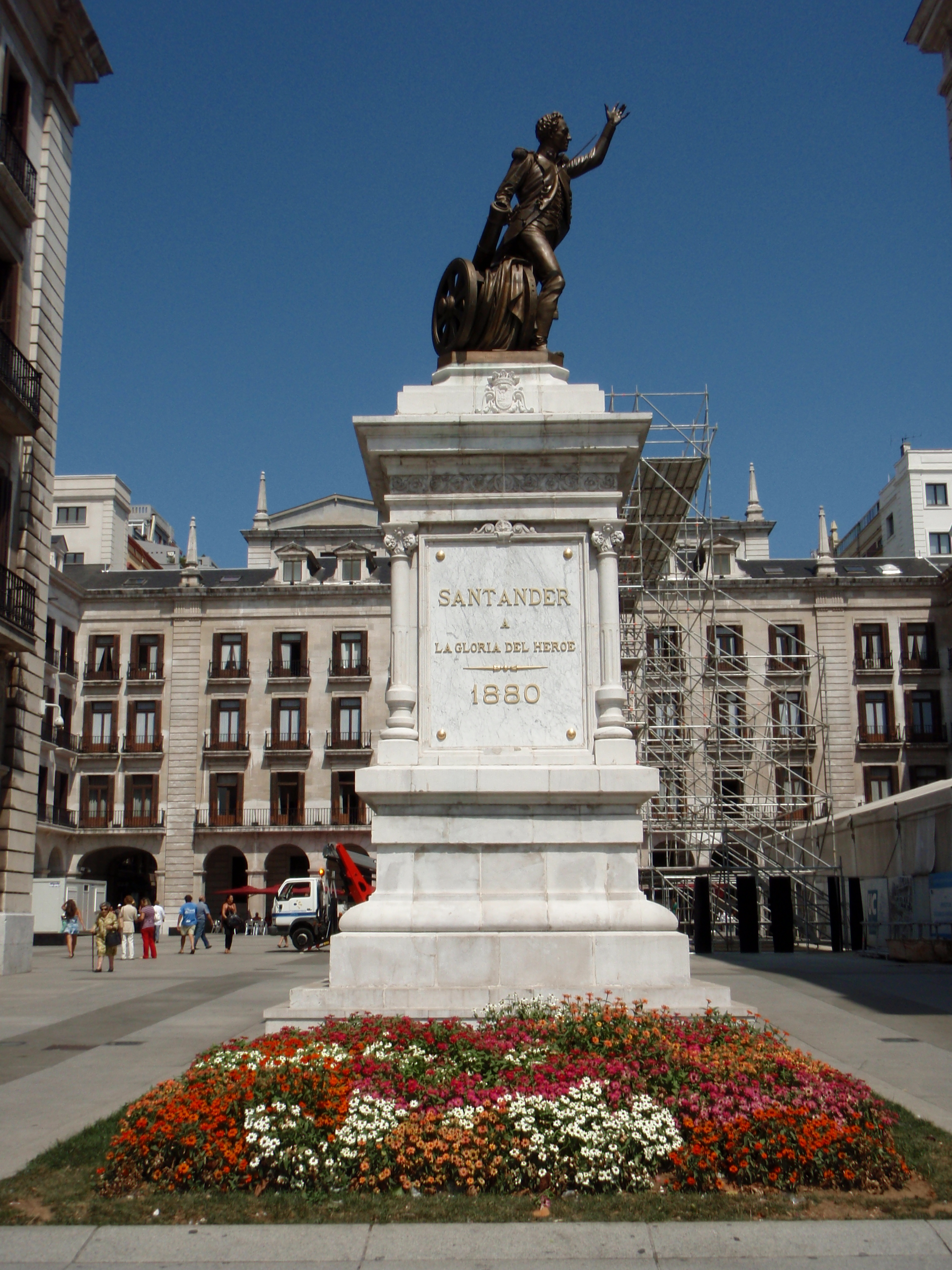
Estátua de Pedro Velarde na praça com o seu nome

- Rua Calvo Sotelo — Onde se situa a delegação do Ministério das Finanças e os correios. Estes últimos ocupam um belo edifício em silhar de pedra, inaugurado em 1926, da autoria dos arquitetos Secundino Zuazo e Eugenio Fernández Quintanilla [es], que é apontado como um dos melhores exemplos do estilo regionalista montanhês[c] em voga na Cantábria no início do século XX. Não muito longe, a um quarteirão de distância da Rua Calvo Sotelo, encontra-se a antiga delegação do Banco de Espanha, um edifício com traços neoclássicos e neorrenascentistas, inaugurado um ano antes dos correios. Quase ao lado do banco está a catedral.
- Rua de Burgos — É uma das ruas mais antigas da cidade. As primeiras referências a ela são do século XVIII. O nome atual é de 1845. O fecho ao trânsito automóvel há alguns anos, favoreceu o comércio.
- Rua de São Fernando — É uma via com muito trânsito, por ser a principal via de acesso ao centro da cidade. A Praça das Cervejas é uma zona zona exclusivamente pedonal. O nome da praça deve-se à fábrica de cerveja que ali existia.
- Alameda de Oviedo — Avenida arborizada que é paralela às ruas de São Fernando e Vargas, ficando entre elas.
- Avenida dos Castros — É uma grande avenida onde se encontram a maior parte dos estabelecimentos da Universidade da Cantábria.
- Praça de Pedro Velarde — Mais conhecida como Praça Porticada, é uma das praças mais movimentadas do centro da cidade. O nome é uma homenagem a Pedro Velarde [es], natural do município vizinho de Camargo e protagonista do Levantamento de 2 de maio de 1807, que marcou o início da Guerra Peninsular (conhecida em Espanha como Guerra da Independência). Na entrada sul, que dá para a Rua Calvo Sotelo, há um monumento ao herói epónimo da praça. De planta quadrada, a praça tem cinco entradas e está rodeada por pórtico sustentados por pilastras. Foi construída em estilo neoclássico herreriano após o grande incêndio de 1941, que arrasou a parte da cidade onde se situa, tendo sido inaugurada em 1950.

### Parques, jardins e praias

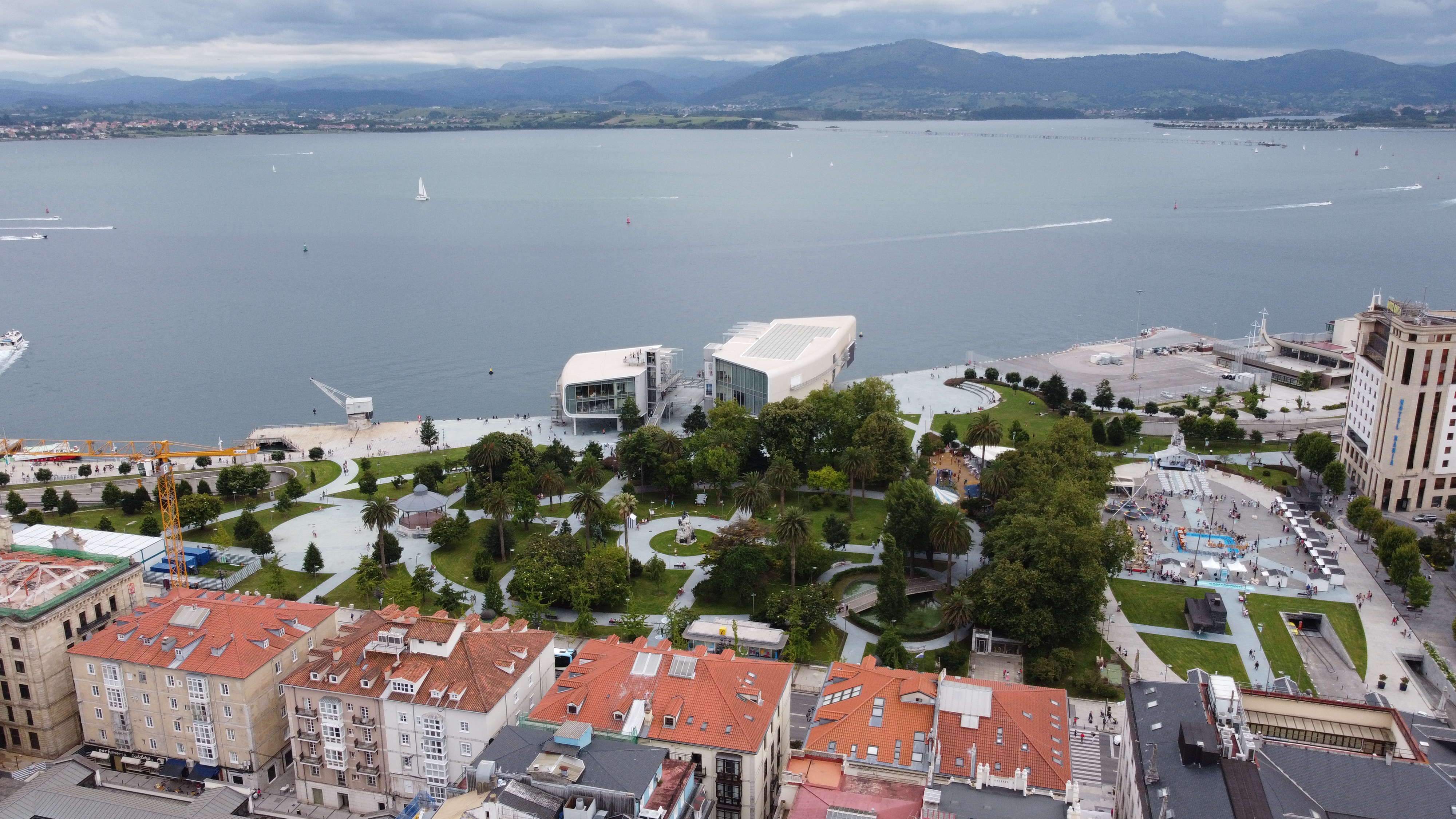
Jardins de Pereda, com o es ao centro

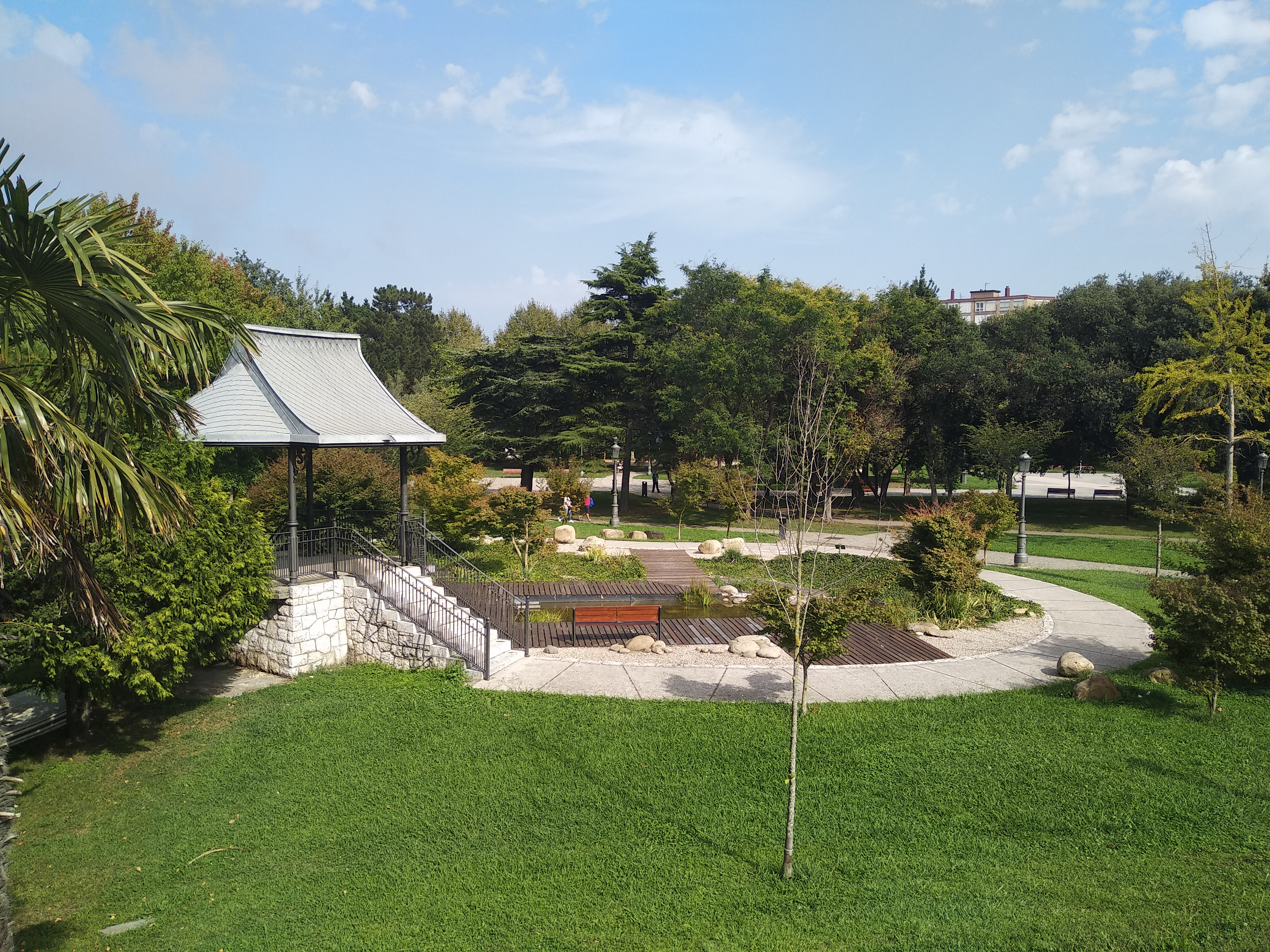
Parque de La Marga

- Jardins de Pereda [es] — É um parque público à beira da baía. Este foi inaugurado em 1905 por ocasião duma exposição de artes e indústrias, em terrenos conquistados ao mar, que desde 1805 era um área de docas. Nos jardins, que após a duplicação da sua área em 2014 têm 48 000 m², há um monumento ao escritor, erigido em 1911, da autoria do escultor Lorenzo Coullaut Valera [es].
- Parque da Madalena — Situado na península homónima, é um local turístico importante, em grande parte devido ao Palácio da Madalena, ao lago de focas e às antigas cavalariças do palácio, onde têm lugar diversos minicursos da Universidade Internacional Menéndez Pelayo [es].
- Parque de Las Llamas [es] — Oficialmente chamado Parque Atlântico de Las Llamas, é uma extensa área verde, inaugurada em 2007,[21] embora a construção tivesse prosseguido durante vários anos. Em 2012, quando foi anunciado que o ayuntamiento não conseguia financiamento para a prossecução das obras, tinha cerca de 310 000 m² e estavam por construir mais 426 000 m² para completar o projeto.[22]
- Jardins de Piquío — Situam-se à beira da praia do Sardinero. Têm este nome porque a sua forma triangular que entra pela praia faz lembrar a proa de um barco.
- Parque do Doutor González Mesones — É outro jardim na praia do Sardinero, situado a norte dos Jardins de Piquío, mas é muito mais extenso que estes, ocupando mais de 51 000 m². Foram inaugurados em 1955, num área que antes era de dunas.
- Parque de La Marga — Situa-se na saída sudoeste da cidade, perto do estaleiro de Maliaño.
- Parque do Doutor Morales — Popularmente chamado Parque da Vaca, situa-se a pouca distância do Parque de La Marga, noroeste deste, ao lado do Hospital Universitário Marquês de Valdecilla.
- Parque de Mataleñas — Situado na subida para o Farol do Cabo Mayor, originalmente era um jardim particular.
- Outras áreas verdes: Parque da Água, Parque de Mendicoague, Parque de Los Pinares, Finca (quinta) de Altamira e Finca de Jado.

Praias
No município de Santander há treze praias (ou onze considerando que em El Sardinero é apenas uma praia; ou dez considerando que as praias dos Biquínis, Madalena e dos Perigos são apenas uma). Começando no noroeste da cidade e percorrendo a costa para leste e depois para sul são elas a seguintes:
- da Virgem do Mar — no lado sudeste da ilhota (que na maré baixa é um promontório) onde se situa a ermida com o mesmo nome.
- da Maruca — numa enseada estreita onde desagua a pequena ria de São Pedro do Mar.
- do Bocal — perto da praia da Maruca.
- de Rosamunda — a nordeste da praia do Bocal.
- de Mataleñas — situada entre os cabos Mayor e Menor, que formam uma enseada virada a nordeste no fundo da qual se encontra a praias.
- de Molinucos — pequena praia no cabo Menor, virada a sul, para a pequena baía em frente ao Sardinero; na maré alta fica coberta de água.
- do Sardinero — é uma praia extensa, virada a nordeste, em frente a uma pequena baía limitada a norte pelo cabo Menor e a sul pela península da Madalena; oficialmente são duas praias, a primeira a sul e a segunda a norte.[23][24][25]
- da Concha [es] — na prática é a extremidade sul da praia do Sardinero, da qual só está separada no pico da preia-mar.[26]
- do Camelo [es] — Fica a sul do Sardinero, junto ao lado ocidental do início da península da Madalena; é virada a nordeste.[27]
- dos Biquínis — virada a sul, situa-se no lado meridional da península da Madalena.
- da Madalena — dá continuidade a oeste à praia dos Biquínis, da qual não tem qualquer separação física; está virada a sudeste.
- dos Perigos (de Los Peligros) — no mesmo areal das duas anteriores e com a mesma orientação. O seu nome nada tem a ver com a sua perigosidade para os banhistas, pois estando na baía, as suas águas são muito tranquilas. Uma das teorias para o seu nome é que representa um perigo para os navios que, se se aproximarem muito dela ao entrarem na baía de Santander, podem encalhar na areia.[28]

Praias de Santander
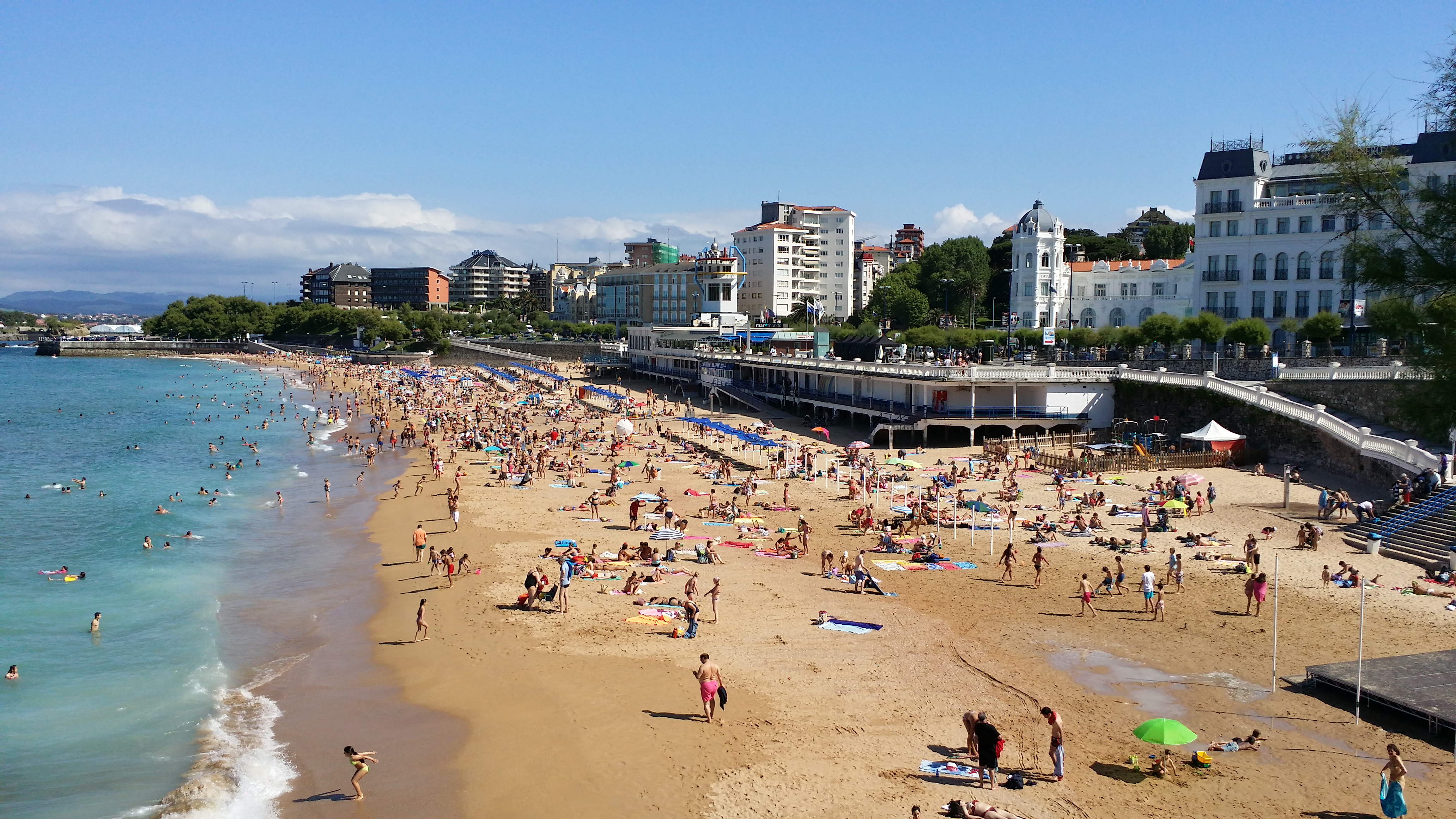
Praia do Sardinero
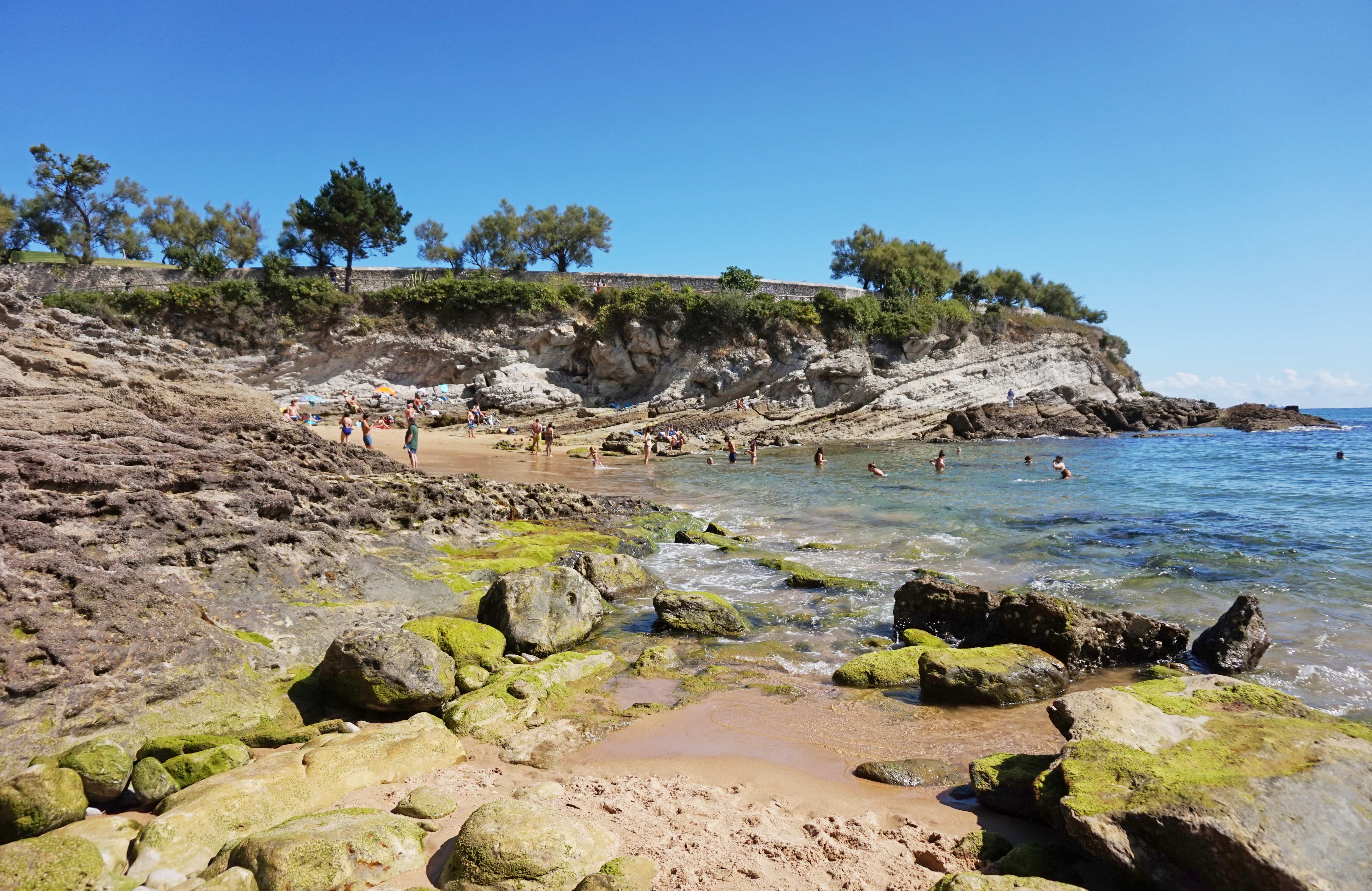
Praia dos Molinucos
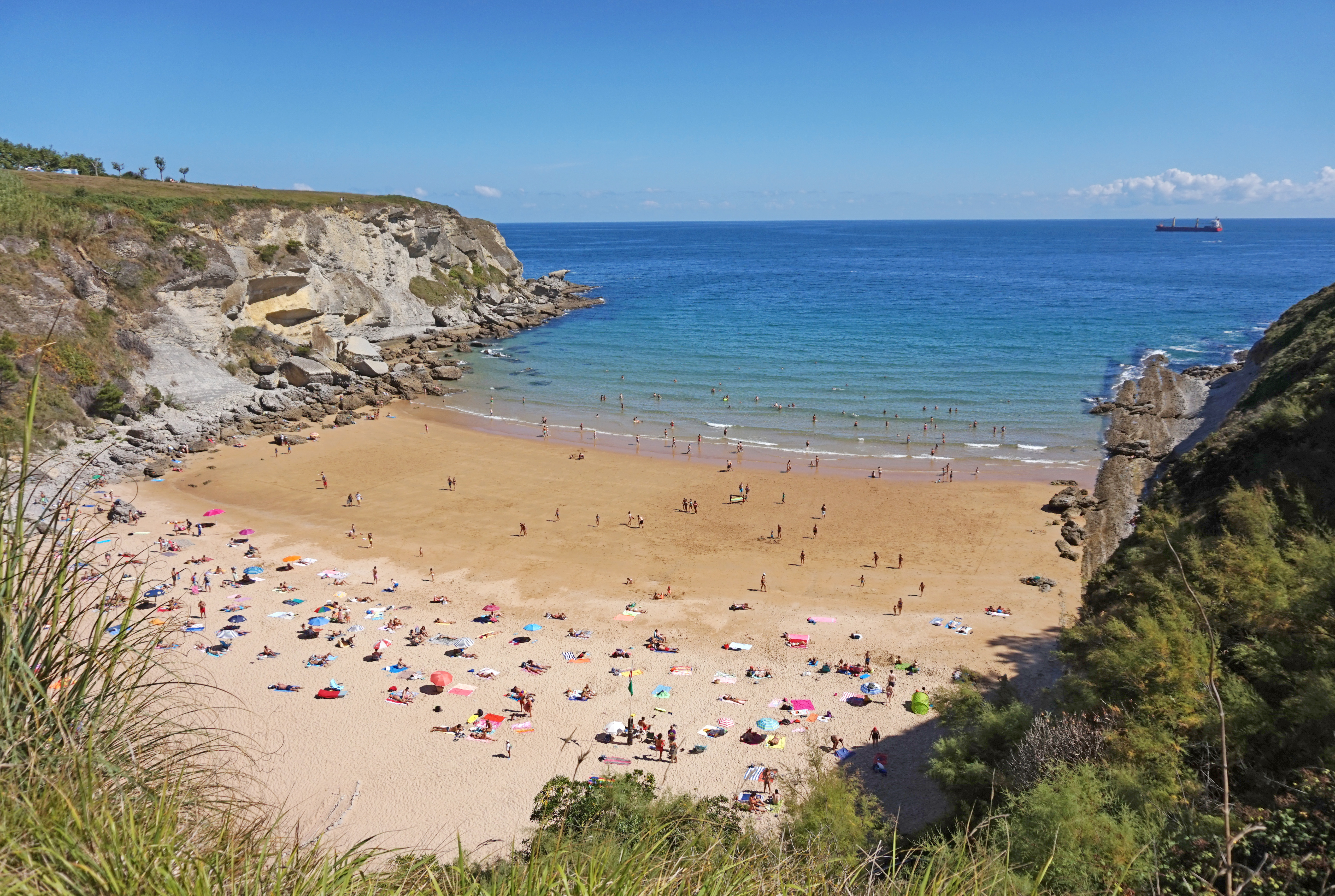
Praia de Mataleñas
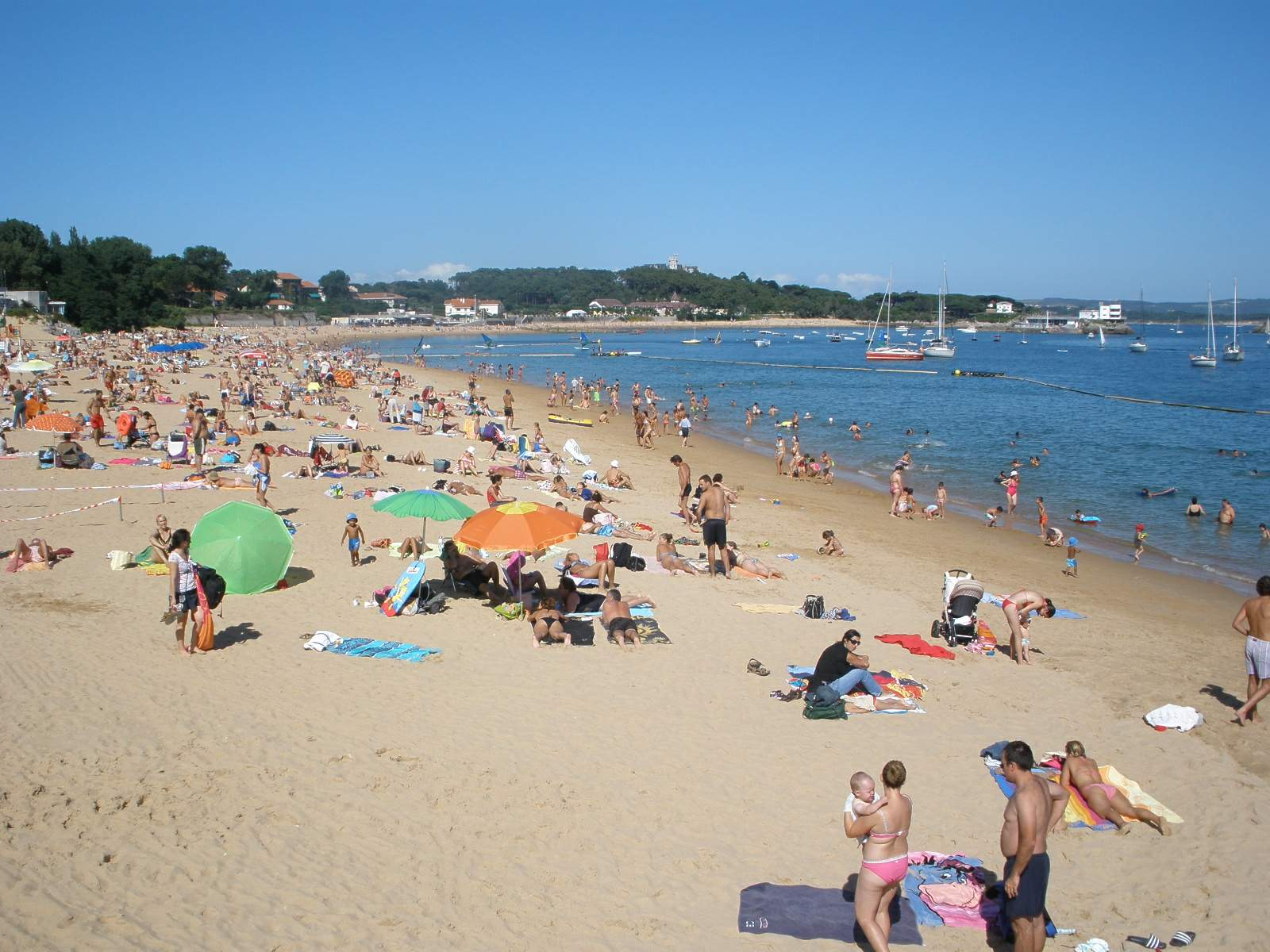
Praia dos Perigos

### Fauna

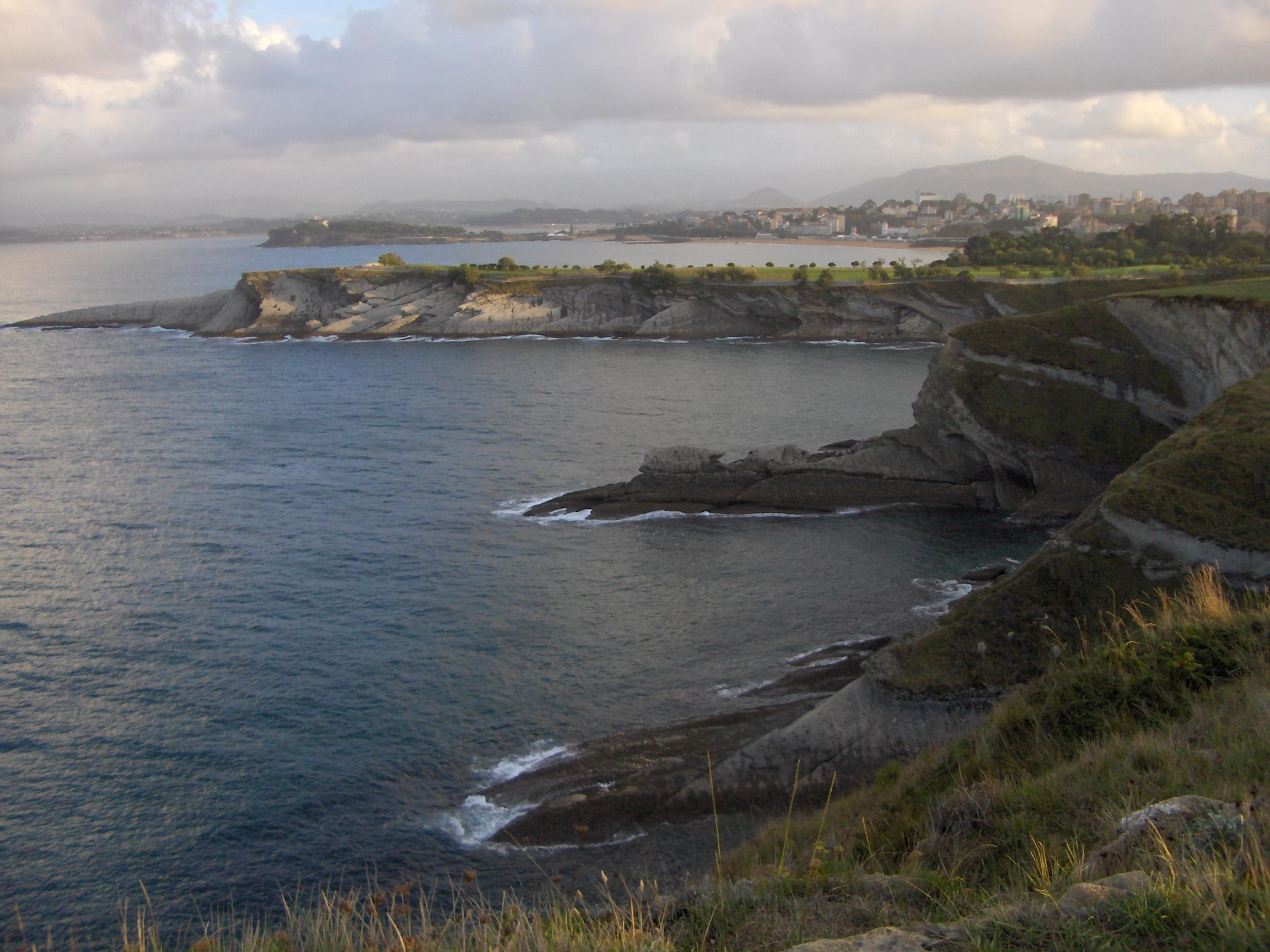
O cabo Menor e a península da Madalena desde o Cabo Mayor, na periferia noroeste da cidade

Em estudos encomendados pelo ayuntamiento foram inventariadas no município 159 espécies de vertebrados terrestres: 7 espécies de anfíbios, 10 espécies de répteis, 115 espécies de aves (das quais 60 se reproduzem no município) e 27 espécies de mamíferos, entre roedores, insetívoros e carnívoros. O maior número e diversidade encontra-se nas áreas urbanizadas do norte e oeste do município e na franja costeira. As zonas periféricas da Vaguada de las Llamas, Charca de la Remonta e a zona de Peñacastillo são particularmente pela sua avifauna.
Nas ilhotas e escarpas costeiras, áreas de grande importância ecológica, destacam-se o falcão-peregrino (Falco peregrinus), o painho-de-cauda-quadrada (Hydrobates pelagicus), o corvo-marinho-de-faces-brancas (Phalacrocorax carbo), o corvo-marinho-de-crista (Phalacrocorax aristotelis), o pilrito-escuro (Calidris maritima), a andorinha-do-mar-comum (Sterna hirundo), a gaivota-de-patas-amarelas (Larus michahellis) e o corvo-comum (Corvus corax), entre outros.
Nas campinas, um habitat muito alterado pelo homem, destacam-se, nos anfíbios, o sapo-parteiro-comum (Alytes obstetricans) e a rã-de-focinho-pontiagudo (Discoglossus galganoi); nos répteis, a víbora-de-seoane (Vipera seoanei) e a largatixa-vivípara (Lacerta vivipara [en]). Nos mamíferos cabe referir a doninha-anã (Mustela nivalis), o arminho (Mustela erminea), a fuinha (Martes foina), raposas (Vulpes), musaranhos (Soricidae), ouriços (Erinaceinae), toupeiras (Talpidae) e os morcegos Rhinolophus ferrumequinum, Myotis myotis, Myotis daubentonii e anão (Pipistrellus pipistrellus). Nas aves do interior destacam-se, entre muitas outras, a garça-boieira (Bubulcus ibis), o tartaranhão-azulado (Circus cyaneus), o gavião-da-europa (Accipiter nisus), a águia-calçada (Hieraaetus pennatus), o esmerilhão (Falco columbarius), abibe-comum (Vanellus vanellus), o pombo-torcaz (Columba palumbus), o cuco-canoro (Cuculus canorus) e corujas e mochos (Strigiformes).

## Política

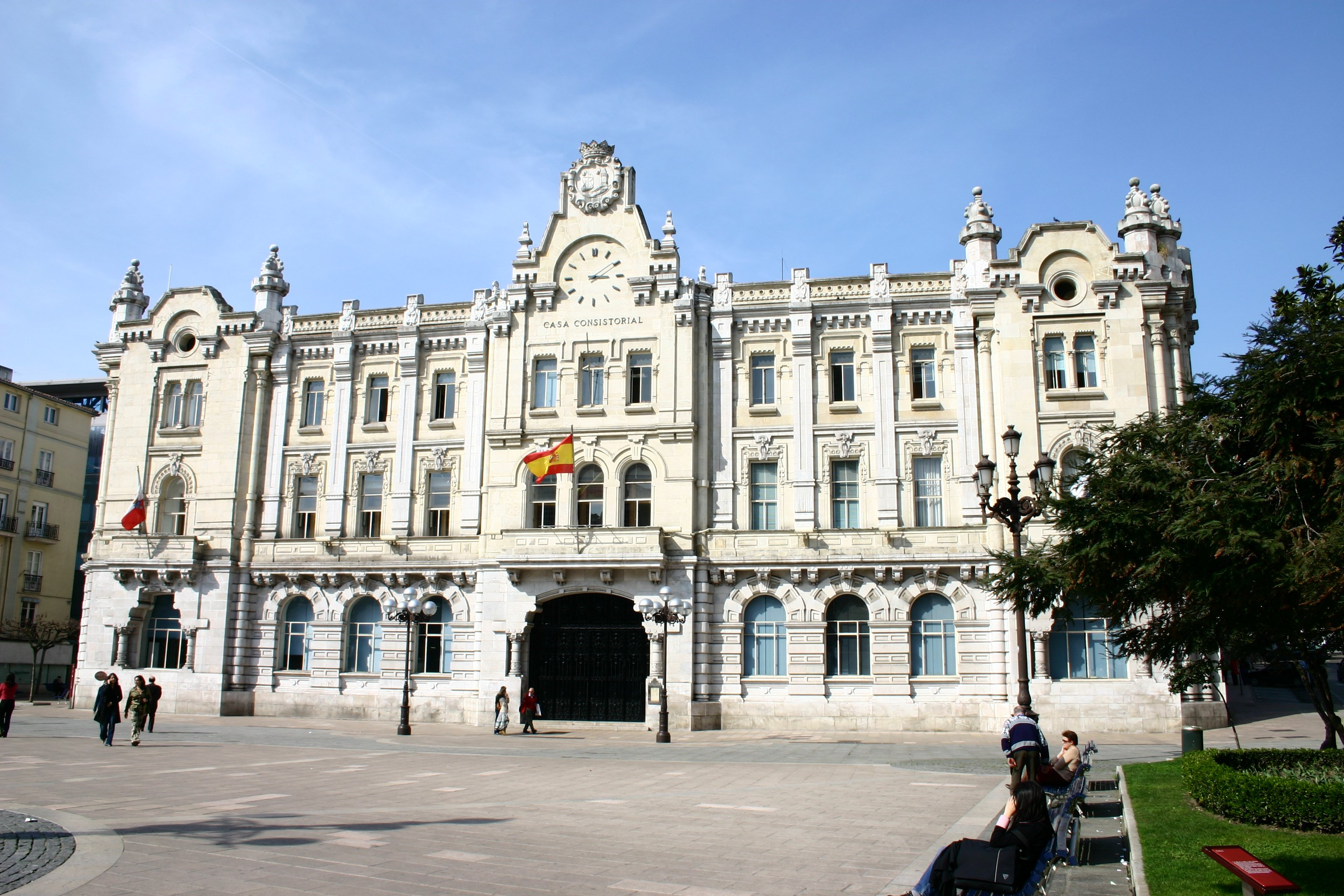
Fachada do ayuntamiento

Desde a instauração da democracia em Espanha que os partidos políticos mais votados em Santander têm sido os de direita, sobretudo o Partido Popular (PP). O agrupamento regional desse partido na Cantábria, o Partido Popular da Cantábria, está à frente do ayuntamiento (governo municipal) desde 1983. Devido a isso, Santander é vista como uma cidade maioritariamente conservadora, pois em toda a história recente da democracia, todas as eleições foram ganhas por partidos conservadores, quase sempre com amplas diferenças sobre os adversários. Não obstante nas zonas rurais da Cantábria os partidos conservadores serem muito votados, Santander é a zona da comunidade autónoma onde a direita tem mais apoio eleitoral. Além do PP, os principais partidos na cidade são o Partido Socialista da Cantábria (PSC-PSOE) e o Partido Regionalista da Cantábria (PRC).
O cargo de alcaide (líder do executivo municipal) foi ocupado entre 2007 e 2016 por Íñigo de la Serna, do Partido Popular (PP), tendo sido substituído pela colega de partido Gema Igual quando foi nomeado ministro do Fomento do governo espanhol. Em 2021 Gema Igual continuava à frente do executivo municipal. Em 2015, pela primeira vez em várias décadas, o PP perdeu maioria absoluta nas eleições municipais, mas conseguiu manter o cargo de alcaide graças à abstenção do Cidadãos (C's). Em 2019, o PP voltou a ter menos votos, mas conseguiu manter-se à frente do ayuntamiento coligando-se com o Cidadãos.[carece de fontes?] Em 2021, o executivo municipal era composto por 11 vereadores do PP, 7 do PSC-PSOE,  5 do PRC, 2 do C's, 1 do Vox e 1 da coligação de esquerda UxS (Esquerda Unida, Podemos, Equo e SSP).
O executivo ayuntamiento está dividido nas seguintes áreas: finanças, património e segurança cidadã; urbanismo; função pública, regime interior e cultura; desenvolvimento económico, formação e emprego; social, participação cidadã e toxicodependência; ação cidadã; e gestão das empresas municipais. O ayuntamiento realiza assembleias ordinárias mensalmente, embora seja frequente a convocação de assembleias extraordinárias para debater temas e problemas que afetam o município.[carece de fontes?] A dívida municipal ascendia a 87,697 milhões de euros em dezembro de 2019.
| Período   | Alcaide                     | Partido |
| --------- | --------------------------- | ------- |
| 1979–1983 | Juan Hormaechea Cazón       | UCD     |
| 1983–1987 | Juan Hormaechea Cazón       | AP      |
| 1987–1991 | Manuel Huerta Castillo      | AP      |
| 1991–1995 | Manuel Huerta Castillo      | PP      |
| 1995–1999 | Gonzalo Piñeiro García-Lago | PP      |
| 1999–2003 | Gonzalo Piñeiro García-Lago | PP      |
| 2003–2007 | Gonzalo Piñeiro García-Lago | PP      |
| 2007–2011 | Íñigo de la Serna Hernaiz   | PP      |
| 2011–2015 | Íñigo de la Serna Hernaiz   | PP      |
| 2015–2016 | Íñigo de la Serna Hernaiz   | PP      |
| 2016–2019 | Gema Igual Ortiz            | PP      |
| 2019–2023 | Gema Igual Ortiz            | PP      |

| Partido                     | Votos     | %      | Vereadores | Variação |
| --------------------------- | --------- | ------ | ---------- | -------- |
| PP da Cantábria             | 31 158    | 35,22% | 11         | -2       |
| PSC-PSOE                    | 20 532 \| | 23,21% | 7          | +2       |
| PRC                         | 16 810 \| | 19,00% | 5          | +1       |
| Cidadãos                    | 7 853 \|  | 8,88%  | 2          | =        |
| UxS (coligação de esquerda) | 5 350 \|  | 6,05%  | 1          | =        |
| Vox                         | 4 813 \|  | 5,44%  | 1          | +1       |

### Cidades gémeas
Santander tem acordos de geminação com as seguintes cidades:
 Tovar (Venezuela)
 Si Sa Ket (Tailândia)
 Oviedo (Espanha) 
 San Luis Potosí (México), desde 1977 

## Economia e infraestruturas

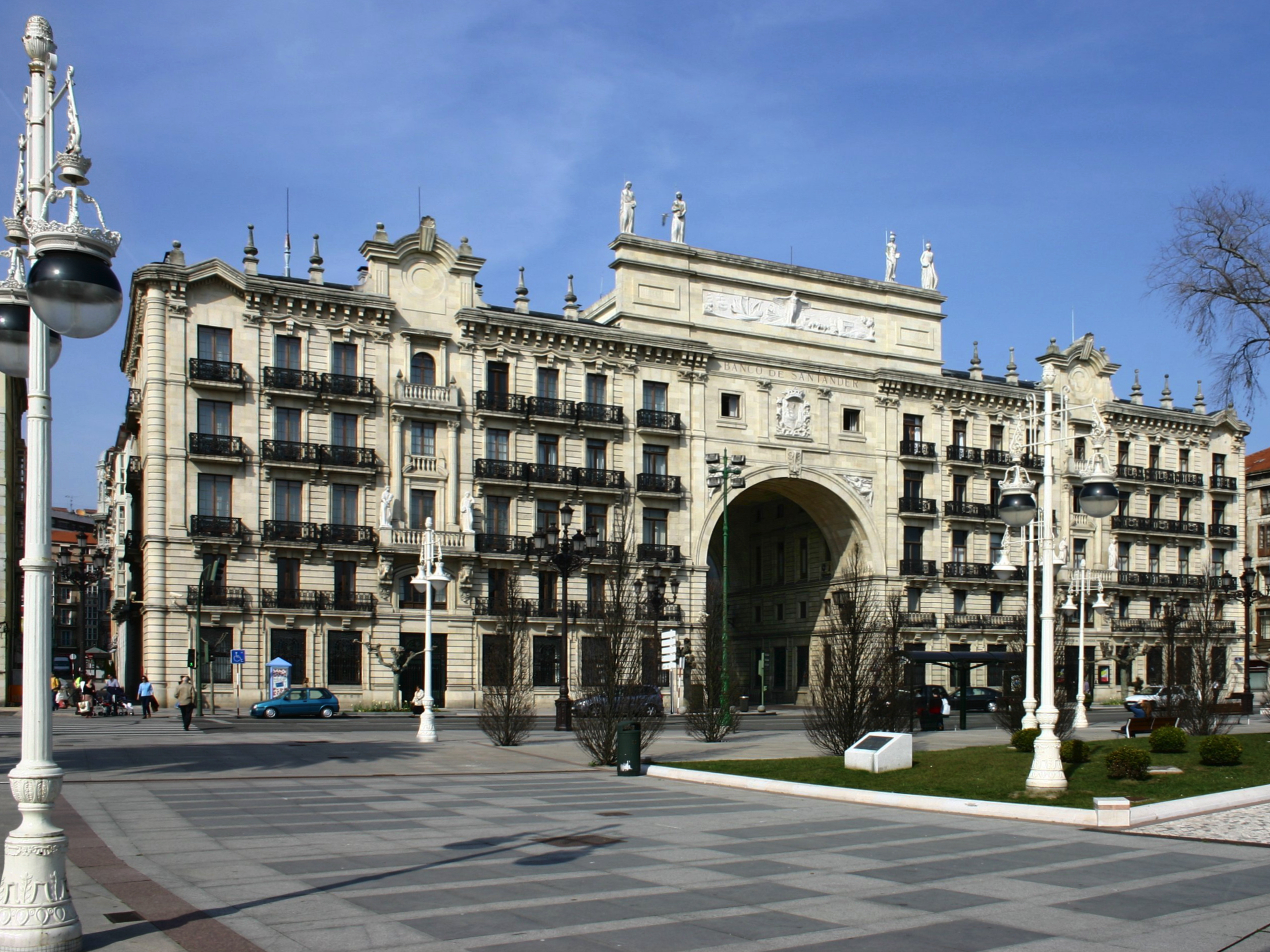
Sede do Banco Santander

Como centro de serviços regional, em Santander encontram-se sedes e delegações de várias instituições públicas e entidades privadas com numerosos empregados, como a  Universidade da Cantábria, da qual faz parte o Hospital Universitário Marquês de Valdecilla [es], o Banco Santander, etc. As atividades ligadas ao ócio e turismo têm grande importância na economia local e tanto o governo regional como o governo municipal têm vindo a tentar complementar a forte sazonalidade estival, fomentando a diversificação da oferta, como a organização de convenções, congressos, festivais culturais e escalas de navios decruzeiro.

### Transportes

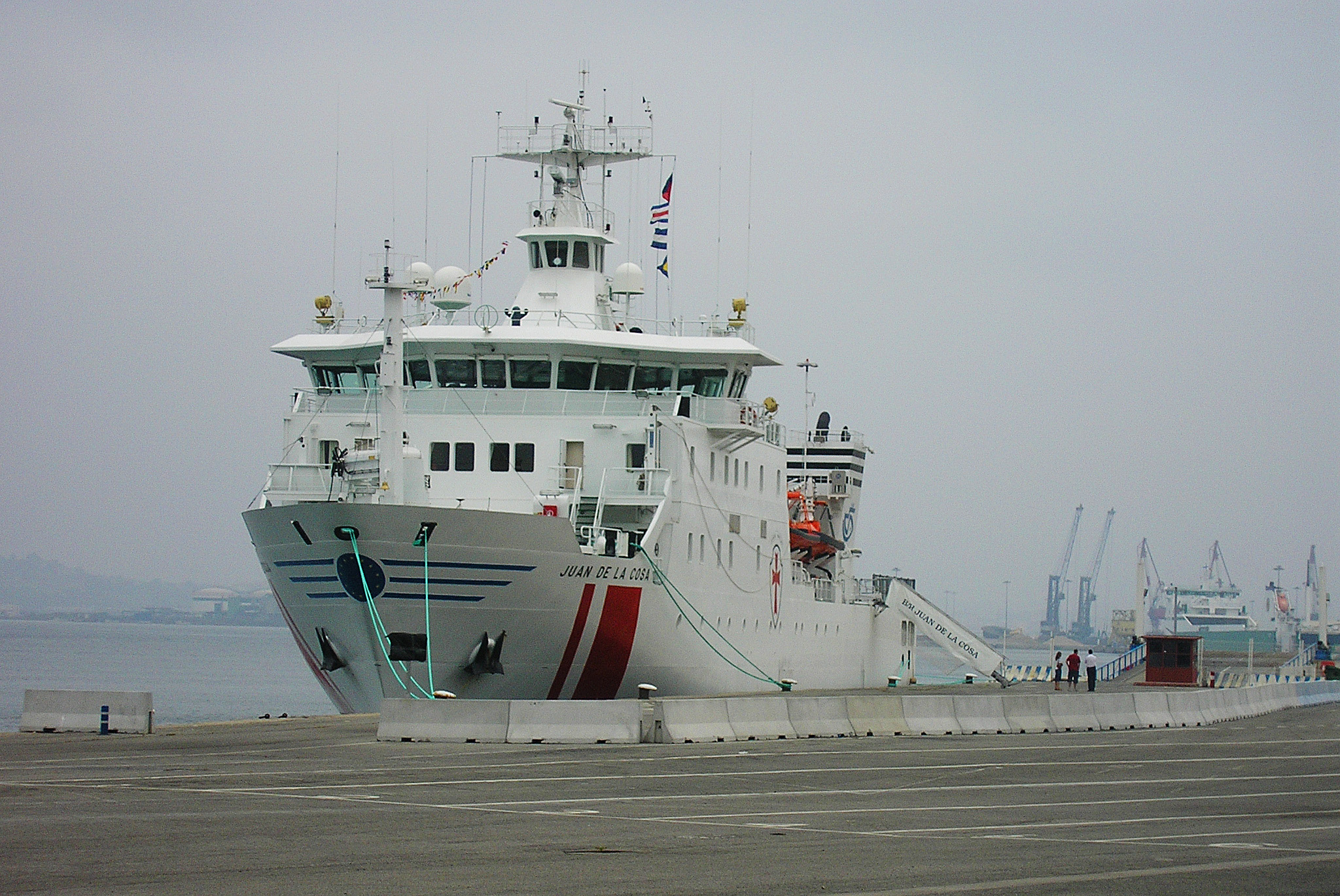
O navio hospital Juan de la Cosa no porto de Santander

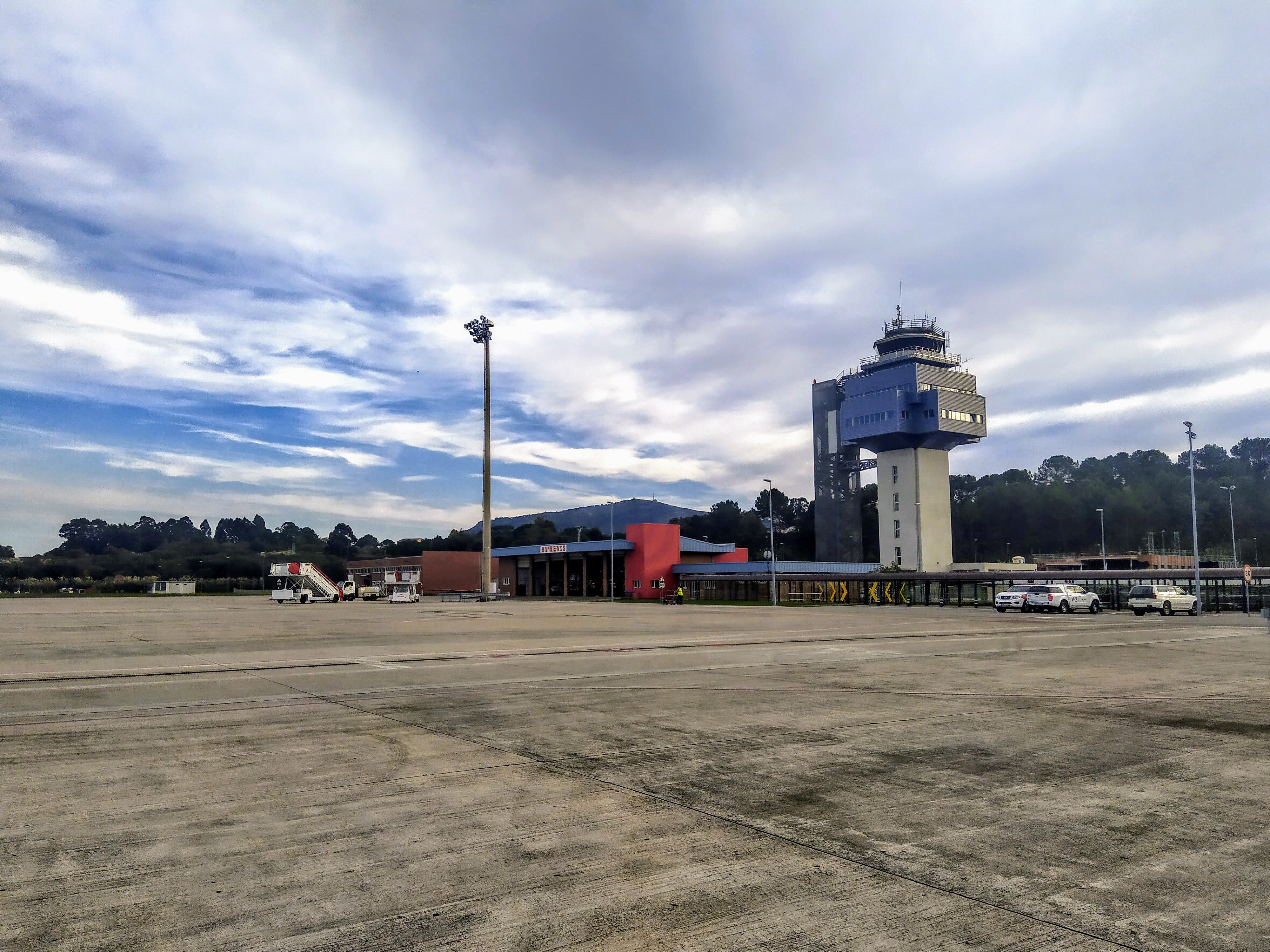
Aeroporto Seve Ballesteros

A rede de transporte urbano baseia-se em várias linhas de autocarros, geridas pela empresa de municipal Transportes Urbanos de Santander (TUS), que em 2006 foi nomeada "empresa do ano" a nível nacional pela revista "Autobuses & Autocares".[carece de fontes?] Em 2011 a TUS teve um movimento de 19 501 017 viajantes. Os núcleos da área metropolitana estão ligados por três linhas ferroviárias, duas operadas pela empresa Feve e outra pela Renfe Cercanías, além de várias linhas de autocarros. Chegou a estar planeada a construção de um metropolitano de ligeiro de superfície, mas nunca chegou a concretizar-se. Porém, a cidade conta com numerosas rampas e escadas mecânicas para reduzir o desnível de muitas das suas ruas, além dum funicular inaugurado em julho de 2008.
As principais vias de comunicações interurbanas rodoviárias são as autoestradas A-8/AP-8 [es] (Autovia/Autopista do Cantábrico) e A-67 [es]. A primeira percorre praticamente toda a costa norte espanhola, desde a fronteira francesa junto a Irun, tendo continuidade na autoestrada A63 francesa, passando, de leste para oeste, por San Sebastián, Bilbau, Santander, Gijón e terminando no município galego de Begonte, onde tem continuidade na A-6, que liga Madrid à Corunha, passando por Astorga e Lugo. A A-67 liga Santander à província de Palência, no norte de Castela e Leão, onde tem continuidade na A-62, que segue para sudoeste até à fronteira portuguesa de Vilar Formoso; perto de Valladolid cruza-se com a A-601, que segue para Segóvia e mais a sul desemboca na A-6, que vai até Madrid.
Santander é também servido por ligações ferroviárias de longa distância operadas pela Adif e pela Renfe Operadora.
No que se refere a transporte marítimo de passageiros e automóveis, há serviços regulares de ferryboats, operados pela companhia francesa Brittany Ferries [en], entre o porto de Santander [es] e as cidades inglesas de Plymouth e Portsmouth e a cidade irlandesa de Cork. Há também um serviço regular de lanchas entre a cidade, Pedreña [es] (no município de Marina de Cudeyo) e Somo [es] (no município de Ribamontán al Mar), operado pela companhia Los Reginas S.A.

### Aeroporto
O Aeroporto Seve Ballesteros (IATA: SDR, ICAO: LEXJ), também conhecido como Aeroporto de Parayas, situa-se no município vizinho de Camargo, a cinco quilómetros do centro da cidade. Foi construído em terrenos de marisma que foram aterrados e foi aberto ao tráfego em 1977. Até 2003 considerava-se subaproveitado, devido aos poucos voos que eram operados, o que fazia com que os potenciais passageiros usassem o Aeroporto de Bilbau, situado a 100 km. Nesse ano, na sequência dum acordo entre o Governo da Cantábria e a companhia aérea de baixo custo irlandesa Ryanair, esta começou a operar em Santander em troca dum subsídio avultado. Desde então o número de voos e de passageiros aumentou consideravelmente, tanto internacionais, como nacionais (estes em menor escala), passando de 253 756 passageiros em 2003 para 342 559 (+35%) em 2004 e 791 780 em 2007 (+112% em relação a 2003).[carece de fontes?] Em 2019 o o número de passageiros foi 1 174 999 (+6,5% do que no ano anterior), dos quais 689 785 (58,7%) foram internacionais e 481 321 (41,3%) nacionais. No ano anterior o crescimento do número de passageiros tinha sido 17,7%.

## Cultura

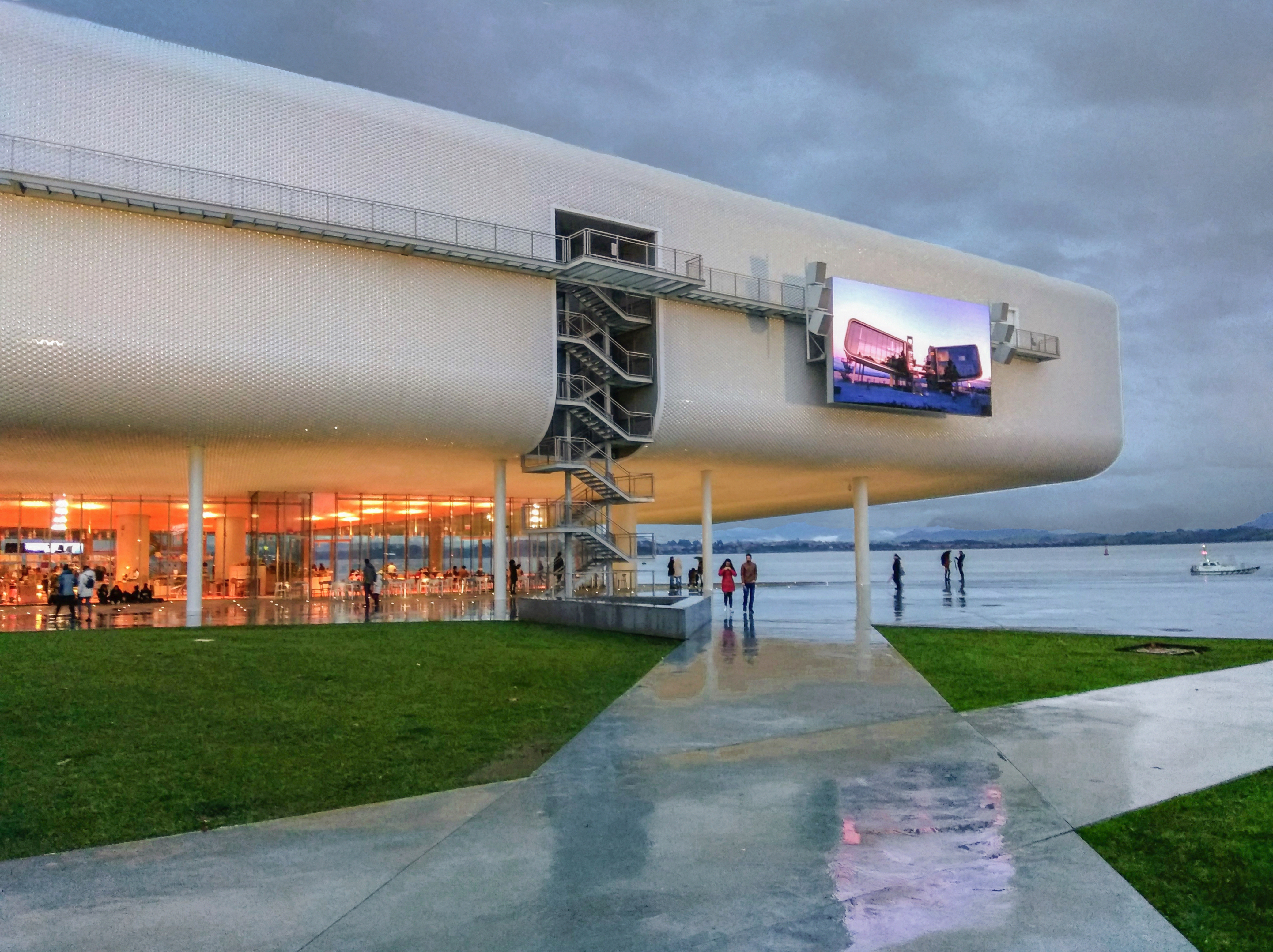
Centro Botín, um centro cultural e de artes inaugurado em 2017

Santander tem uma grande tradição e atividade cultural, com eventos importantes que têm um papel fundamental na vida cultural e social da cidade. Há vários grandes festivais anuais de música e dança, além de várias festas de cariz popular e religioso, e Universidade Internacional Menéndez Pelayo [es] (UIMP) organiza cursos de verão.

### Monumentos e áreas históricas
No município há vários monumentos classificados como Bem de Interesse Cultural, como por exemplo:

#### Arquitetura religiosa
- Catedral de Nossa Senhora da Assunção — foi construída entre os séculos XII e XIV sobre antiga Abadia dos Corpos Santos, como colegiada. Ganhou o estatuto de catedral em 1754, quando foi criada a Diocese de Santander. Foi muito danificada com a explosão do navio Cabo Machichaco [es] em 1893 e, após ter sobrevivido à Guerra Civil Espanhola, sofreu estragos com o grande incêndio de 1941 [es], tendo sido reconstruída e ampliada entre 1942 e 1953.
- Igreja da Anunciação — Também conhecida como Igreja da Companhia, por ter sido um templo jesuíta, foi construída no início do século XVII. É um poucos e melhores melhores exemplos da arquitetura renascentista na Cantábria, que segue os modelos de Giacomo Vignola e que tem muitas semelhanças com a Igreja de Jesus de Roma.
- Convento de Santa Cruz [es] — Também chamada Convento das Madres Clarissas de Santa Cruz e conhecido por Tabacalera ("tabaqueira"), foi construído em meados do século XVII. Foi um convento de   até 1835, quando as freiras foram desalojadas pelo bispo de Santander para que o edifício fosse transformado numa fábrica de tabaco, que funcionou até 2002.
- Igreja de Nossa Senhora da Consolação [es] — Foi construída entre 1757 e 1773 em estilo barroco, sobre os restos do antigo Hospital de São Pedro, cuja primeira referência escrita é de 1321.
- Igreja de Santa Lúcia [es] — Construída entre 1854 e 1868 em estilo eclético, no seu interior uma imagem escultura gótica da Virgem com o Menino de finais do século XIII.
- Seminário do Monte Corbán [es] — Seminário fundado em meados do século XIX, que ocupa um edifício que originalmente foi um mosteiro da Ordem de São Jerónimo construído no início do século XV, que teve várias ampliações, nomeadamente no início do século XVI (quando foram concluídas as obras da igreja), século XVII (portal principal barroco) e século XVIII (o claustro novo e a escadaria principal foram terminados no final desse século). Foi muito danificado durante a guerra civil, quando começou por acolher refugiados e depois foi transformado num campo de concentração franquista de prisioneiros republicanos, que chegaram a ser mais de 3 000. Depois disso foi restaurado.
- Igreja de São Francisco [es] — Foi construída entre 1940 e 1953 no local onde existiu um convento franciscano do século XIII, que chegou a ser um dos edifícios religiosos mais importantes da cidade. O convento foi demolido em 1896 para dar lugar ao mercado e à sede do ayuntamiento, apenas se conservando a igreja, a qual por sua vez foi derrubada em 1936 para terminar as obras do ayuntamiento e construir a nova igreja.

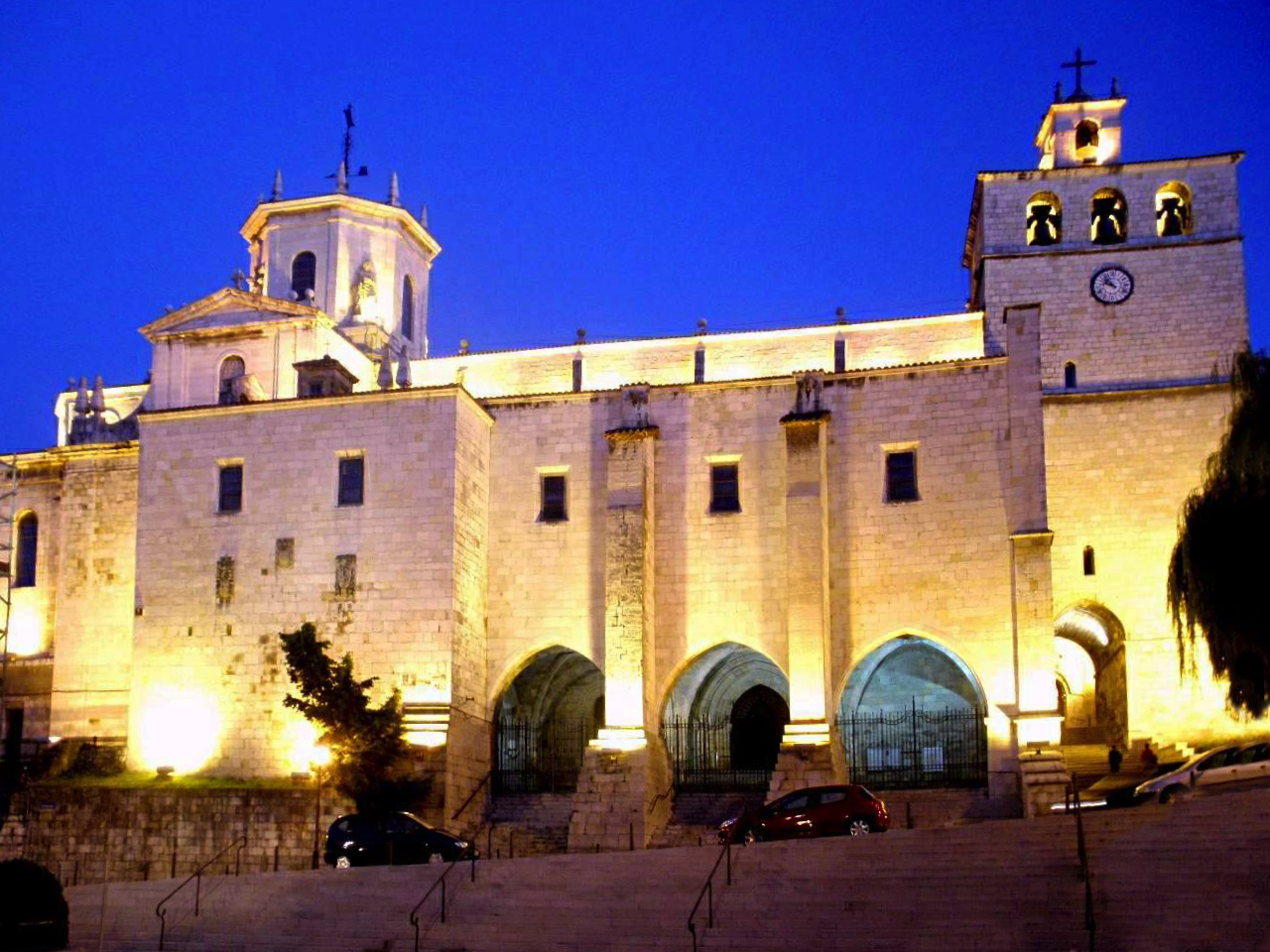
Catedral
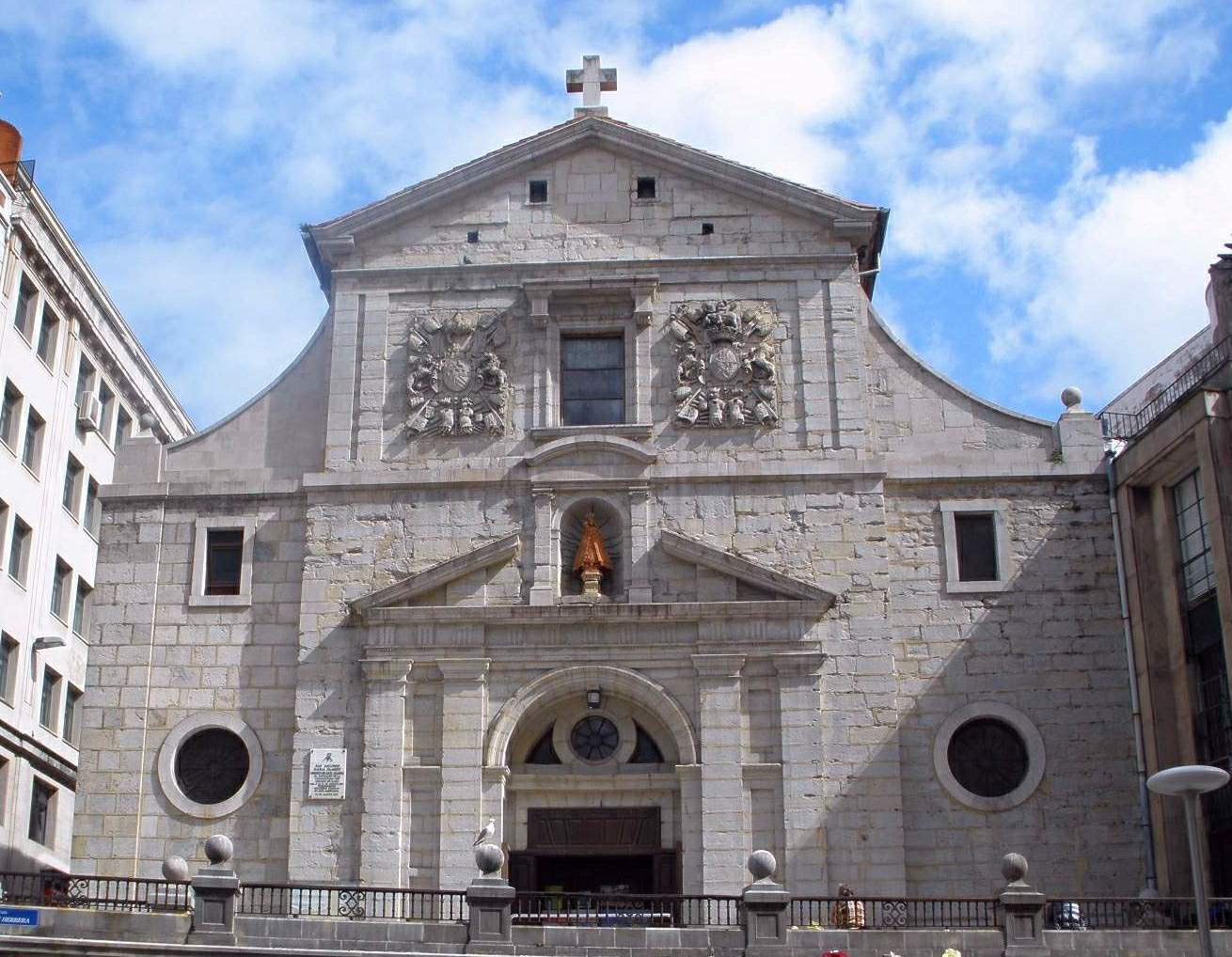
Igreja da Anunciação
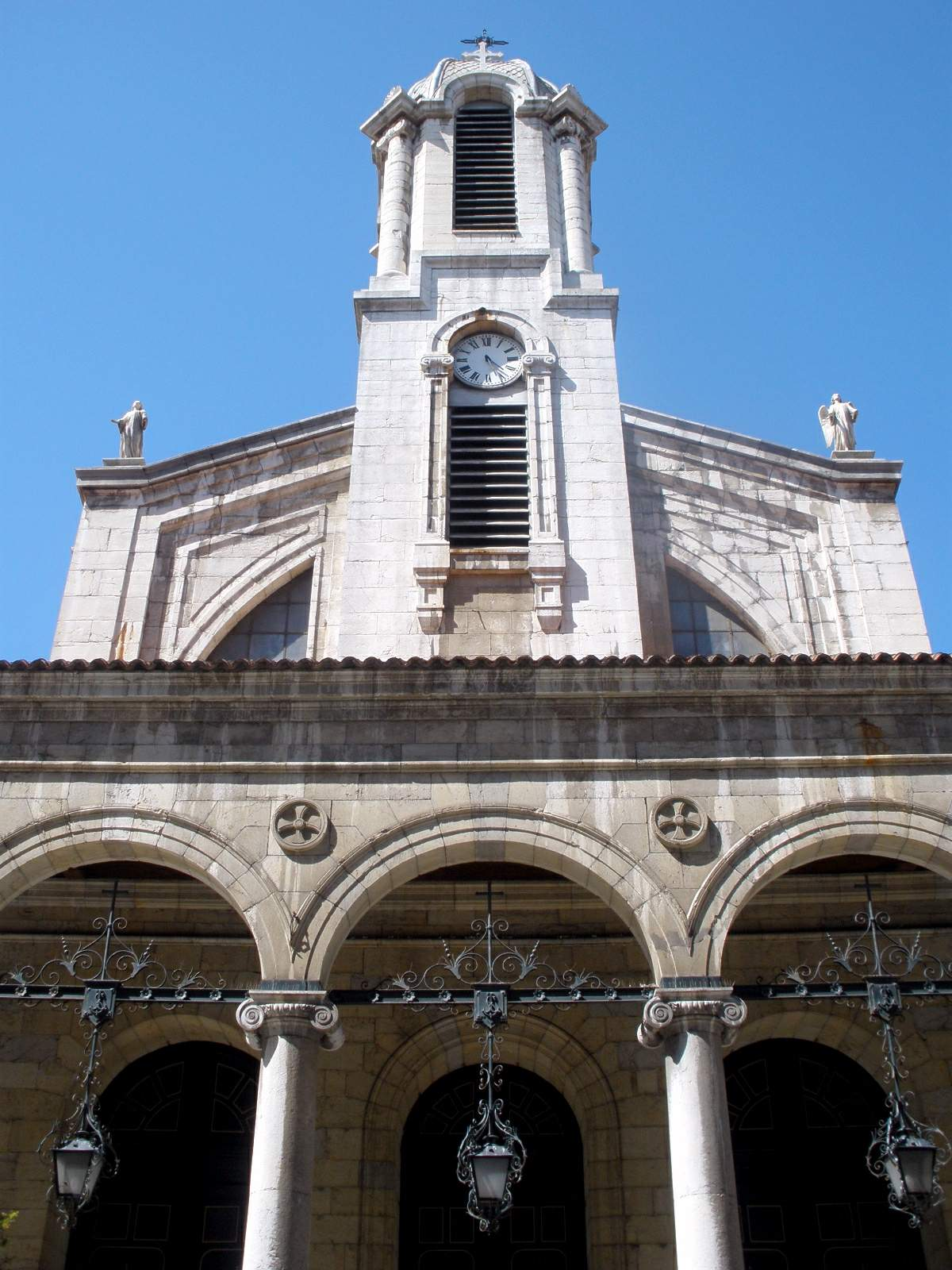
Igreja de Santa Lúcia
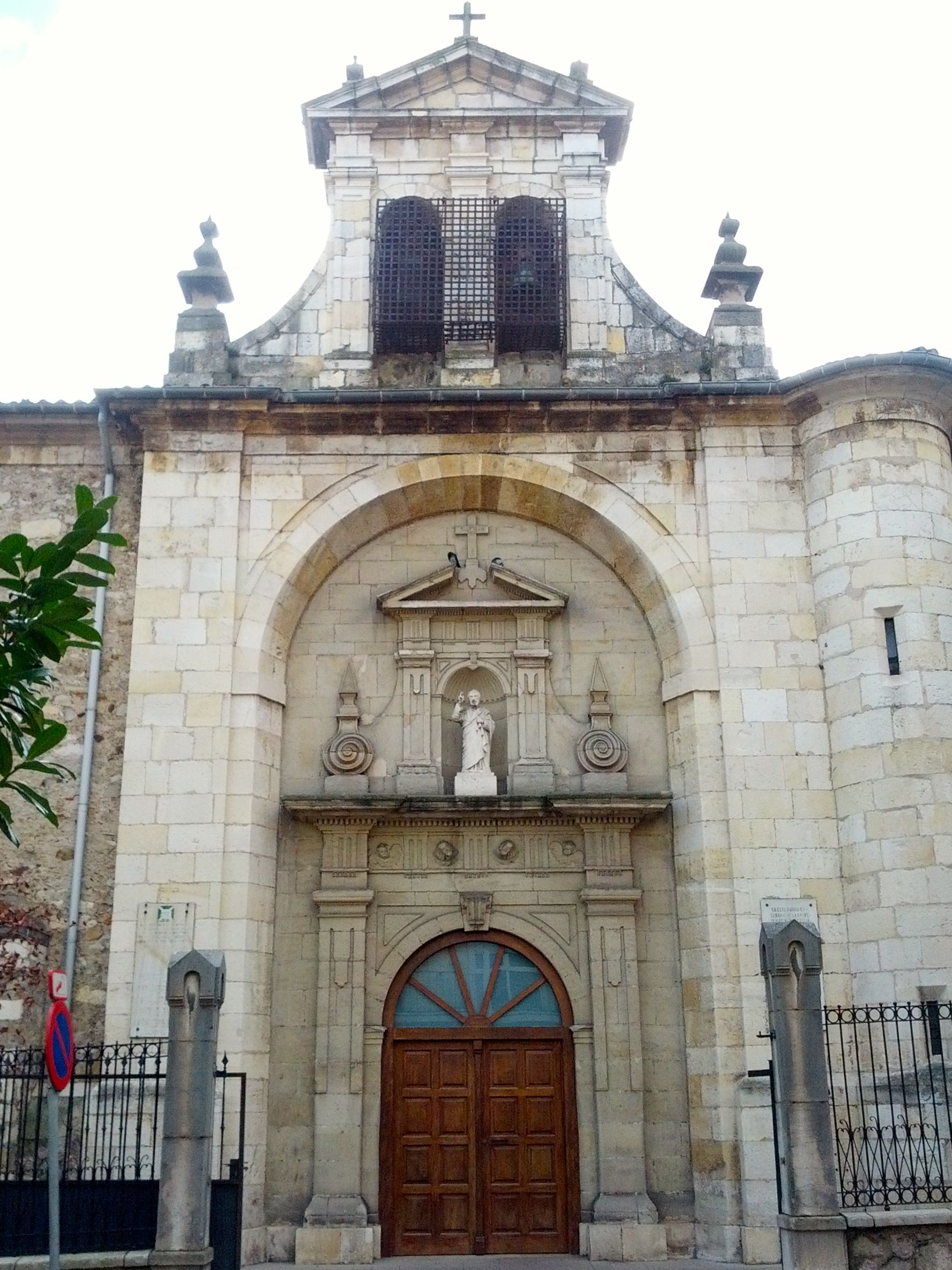
Igreja de Nossa Senhora da Consolação
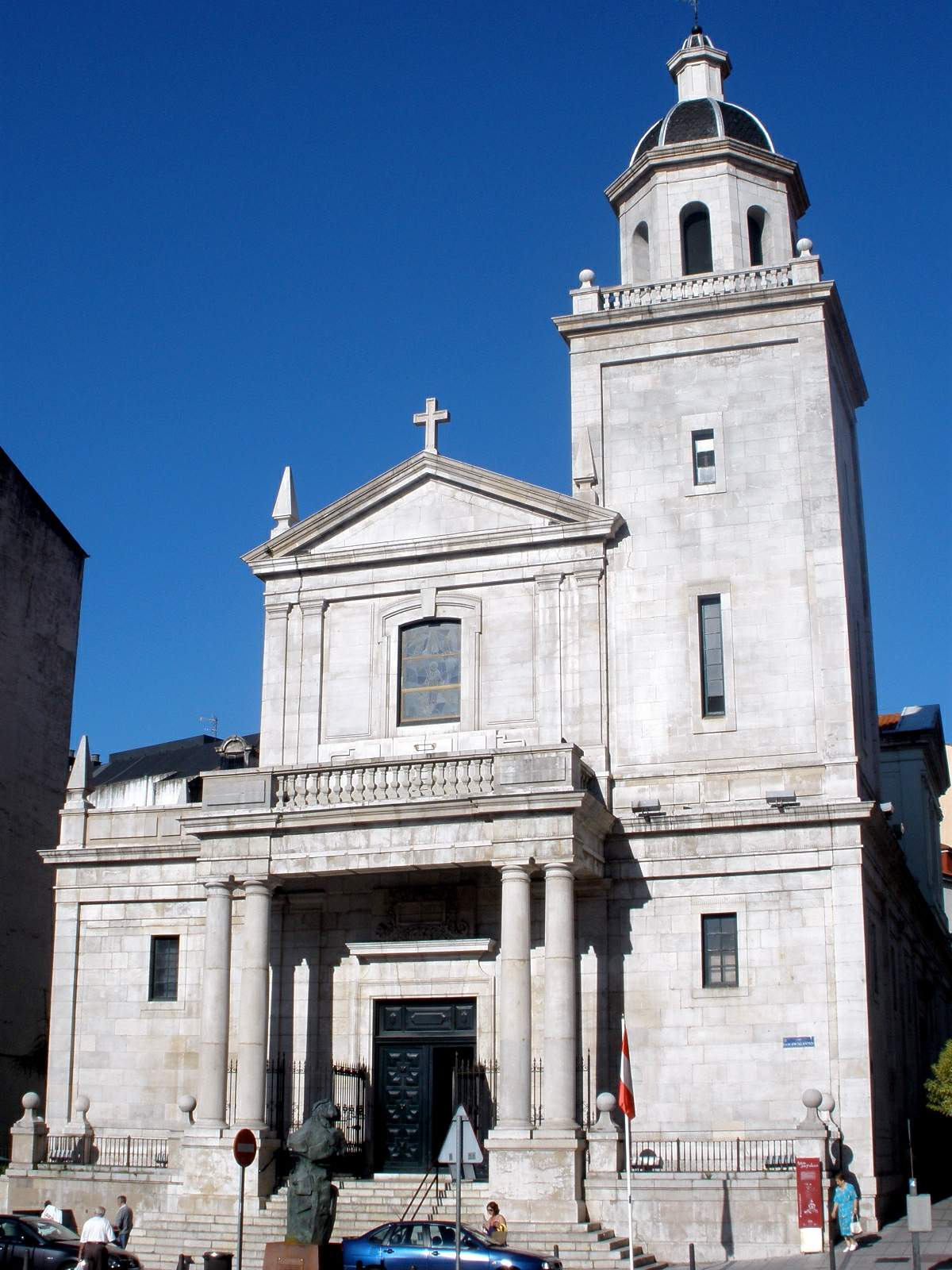
Igreja de São Francisco

#### Arquitetura civil e militar
- Palácio de Riva-Herrera [es] — Também conhecido como Palácio de Pronillo (nome do bairro onde se encontra), foi construído em meados do século XVI. Em 2010, quando foi iniciada uma profunda restauração, estava em ruínas. Atualmente é a sede da Fundação Santander Creativa.
- Hospital de São Rafael [es] — Foi aberto em 1791 e antes de se tornar num verdadeiro hospital, foi principalmente um asilo, hospício e maternidade para pobres. Foi encerrado após a abertura em 1929 da Casa de Sáude Valdecilla (o atual hospital universitário). Atualmente é a sede do Parlamento da Cantábria.
- Farol do Cabo Mayor [es] — É um farol que domina a entrada da baía de Santander, na extremidade nordeste da cidade, e um miradouro privilegiado para o mar e para a cidade. Está integrado numa área que inclui também, além do cabo Mayor, o cabo Menor, onde há praias e alcantilados sobre o mar, alguns com 50 metros de altura.[35] A aprovação da construção do farol data de 1833, depois de ter sido apresentado um projeto em 1778 que nunca chegou a avançar. No local, conhecido como atalaião de Cabo Mayor, desde tempos remotos se faziam sinais aos navios, com bandeiras durante o dia e grandes fogueiras à noite. O farol foi acendido pela primeira vez na noite de 1839. A instalação de geradores elétricos, duma sirene de nevoeiro e outros equipamentos técnicos diminui muito o espaço de habitação existente na base da torre, o que levou à construção dum edifício anexo destinado às habitações dos faroleiros.[36] Os equipamentos óticos atualmente em uso foram instalados em 1920.[37]
- Mercado del Este [es] — Também conhecido popularmente como Praça del Este, foi construído entre 1839 e 1842. Ocupa uma área retangular de 40 por 60 metros. Em 2000 foi demolido, o que provocou polémica, para ser reconstruído. Atualmente ali estão instaladas várias empresas de serviços, um posto de informação turística, lojas e cafés, além do Museu de Pré-história e Arqueologia da Cantábria.
- Castelo de Corbanera [es] — É uma fortificação militar construída em 1874 na área de Monte, que constituiu o principal elemento defensivo construído para proteger a cidade durante a Terceira Guerra Carlista (1872–1876)
- Cemitério protestante [es] — Também conhecido como Cemitério Britânico e Cemitério dos Ingleses, cuja construção foi concluída no início do século XX. Ali se encontra um monumento funerário de homenagem à Legião Auxiliar Britânica [es].[d] A necessidade dum cemitério britânico surgiu no durante a Guerra Peninsular (1808–1814), quando o porto de Santander foi usado pela Marinha Real Britânica. Duas décadas mais tarde, uma unidade militar britânica esteve estacionada na cidade no âmbito da Quádrupla Aliança. Embora a construção do cemitério tivesse sido autorizada em 1831, o primeiro enterro no cemitério só ocorreu em 1864, depois da construção da linha ferroviária de Alar [es], entre 1850 e 1852, tenha atraído à cidade muitos técnicos e operários britânicos.

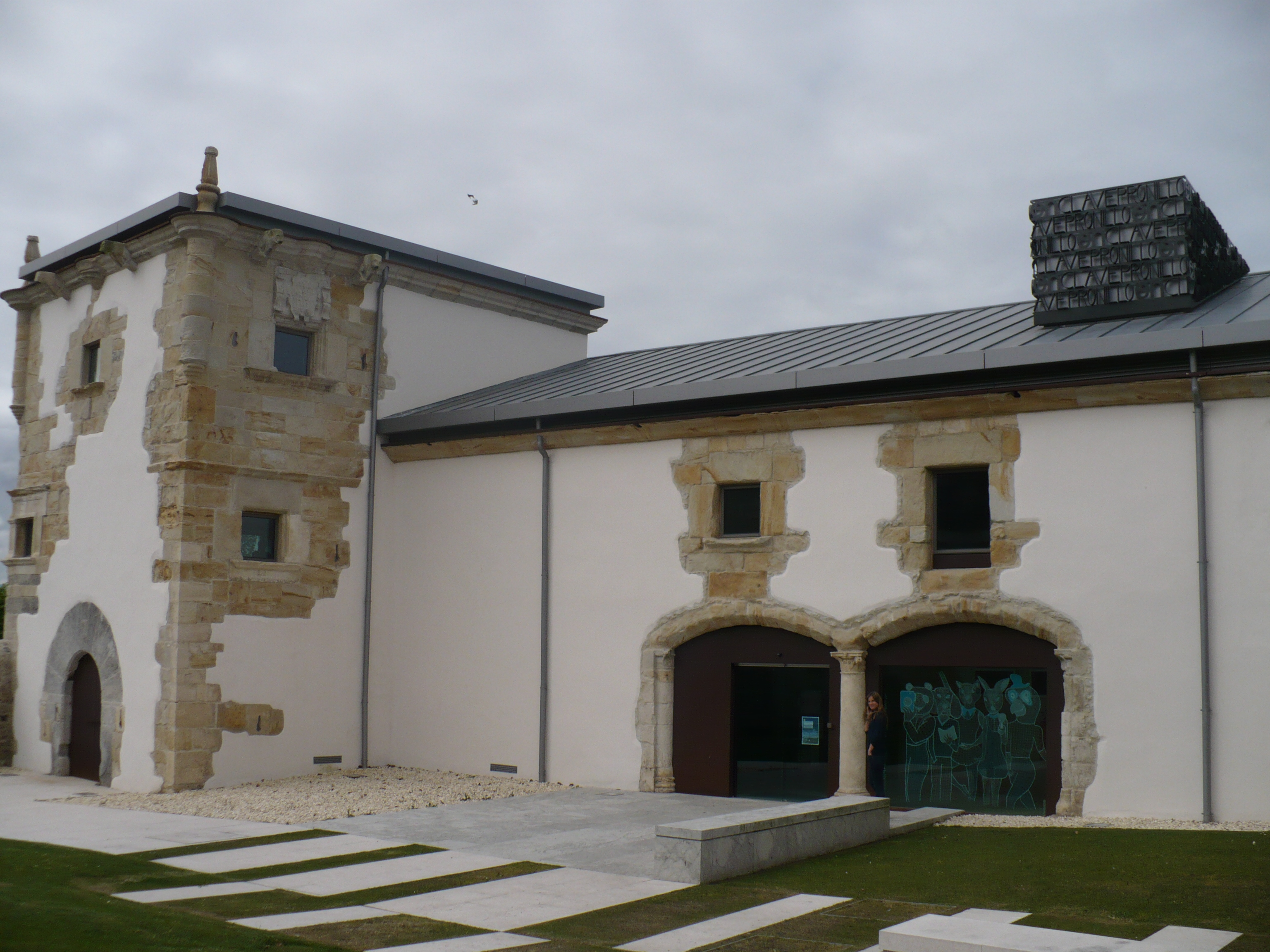
Palácio de Riva-Herrera
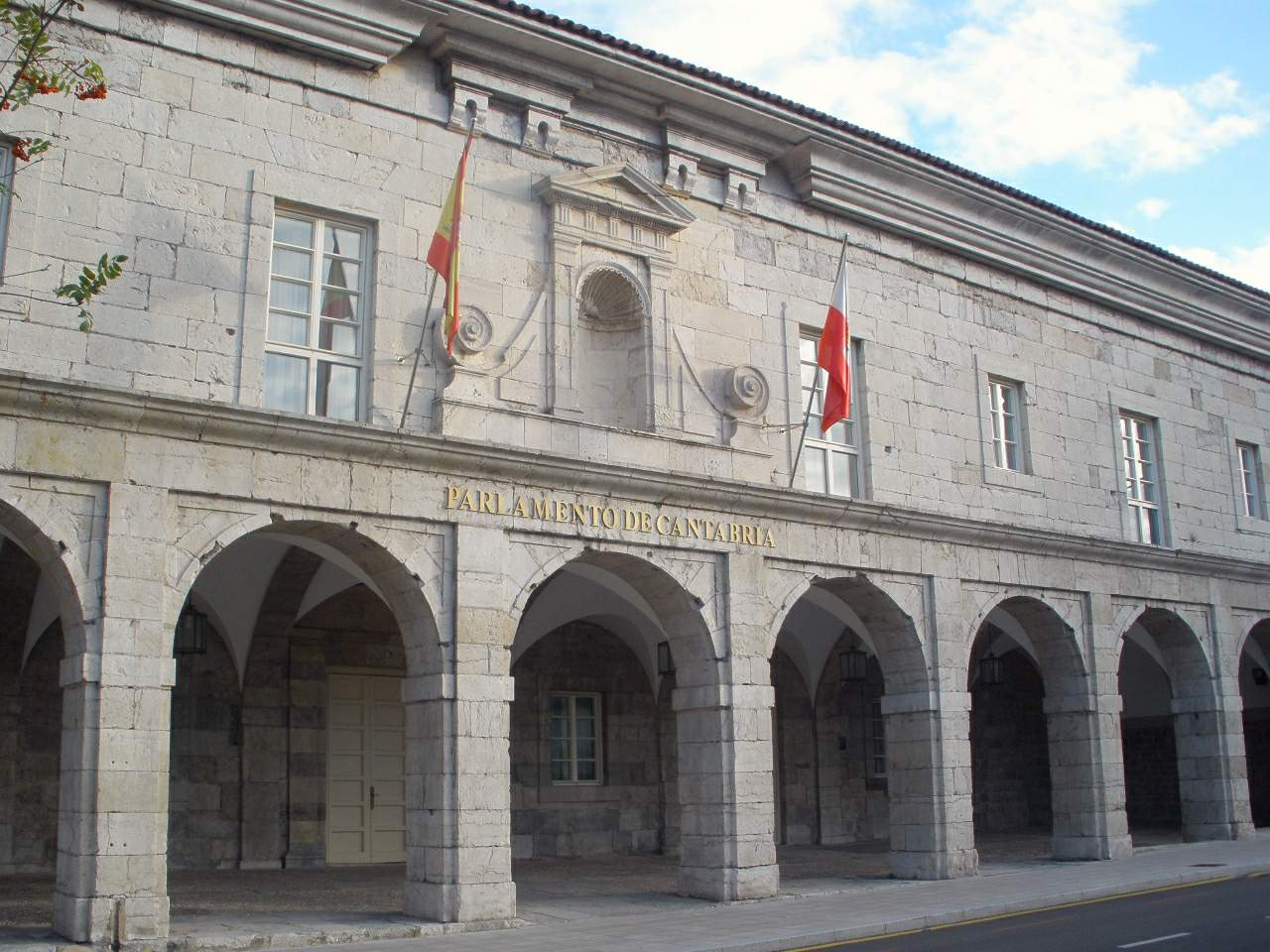
Hospital de San Rafael, atualmente a sede do Parlamento da Cantábria
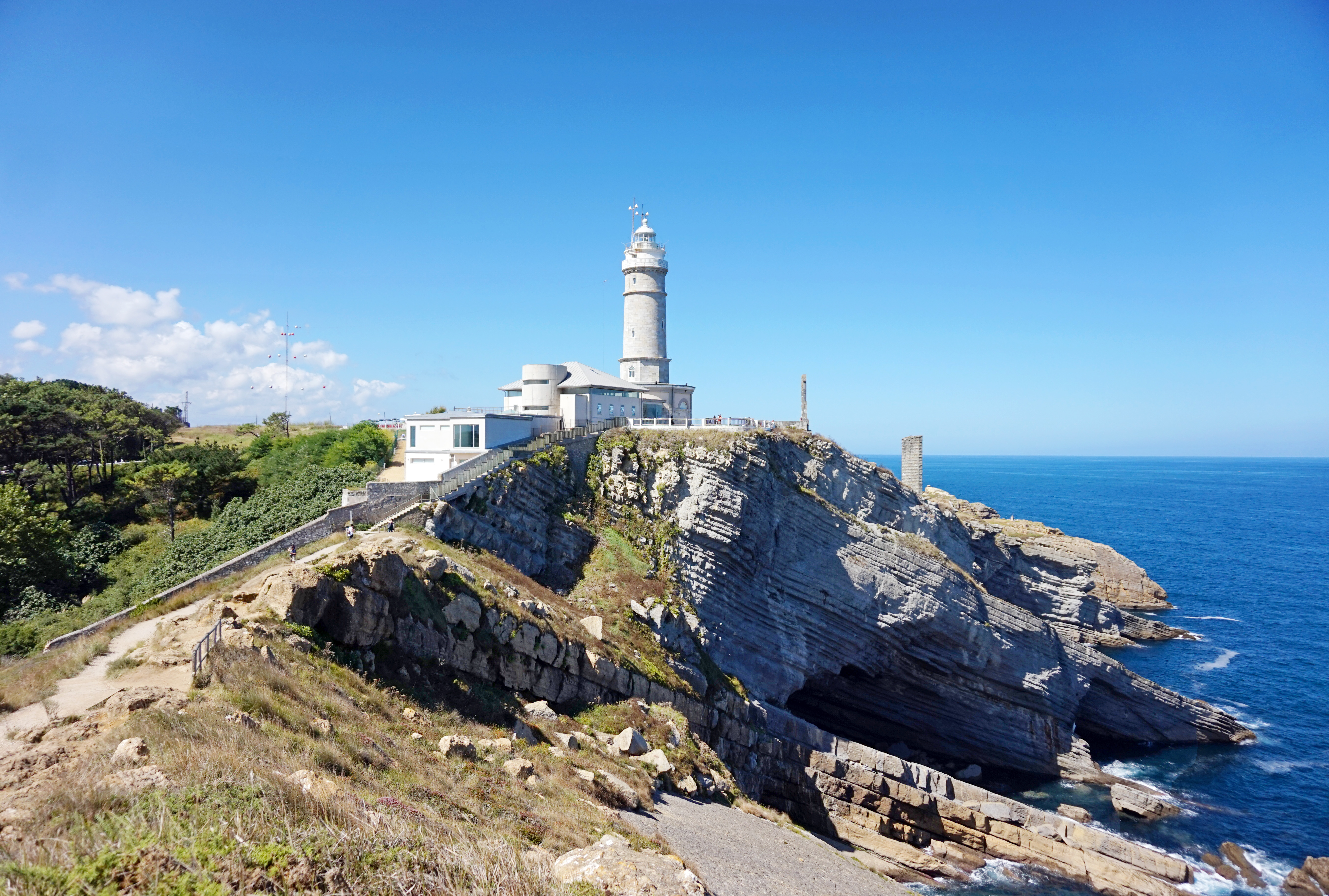
Farol do Cabo Mayor
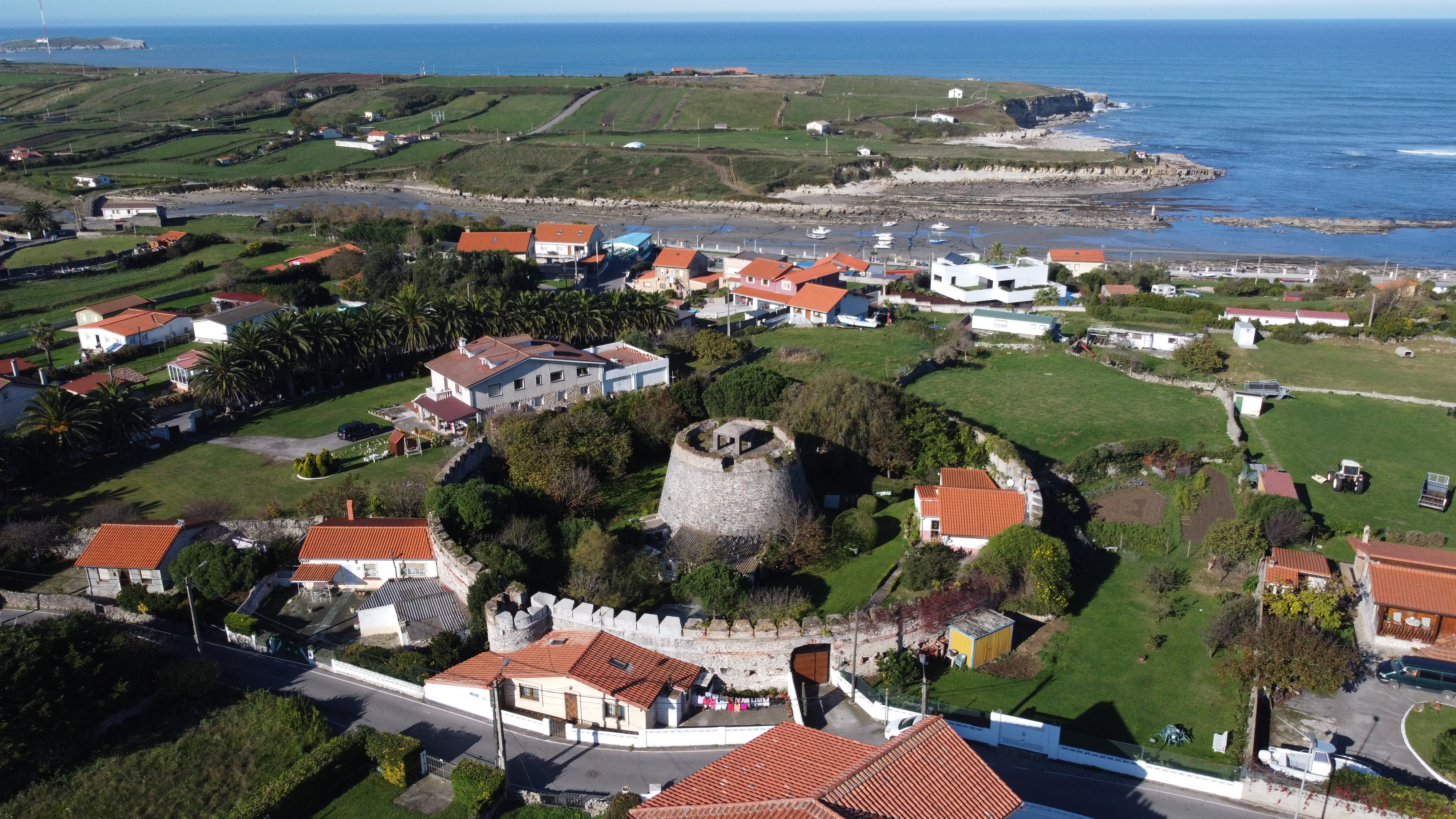
Castelo de Corbanera
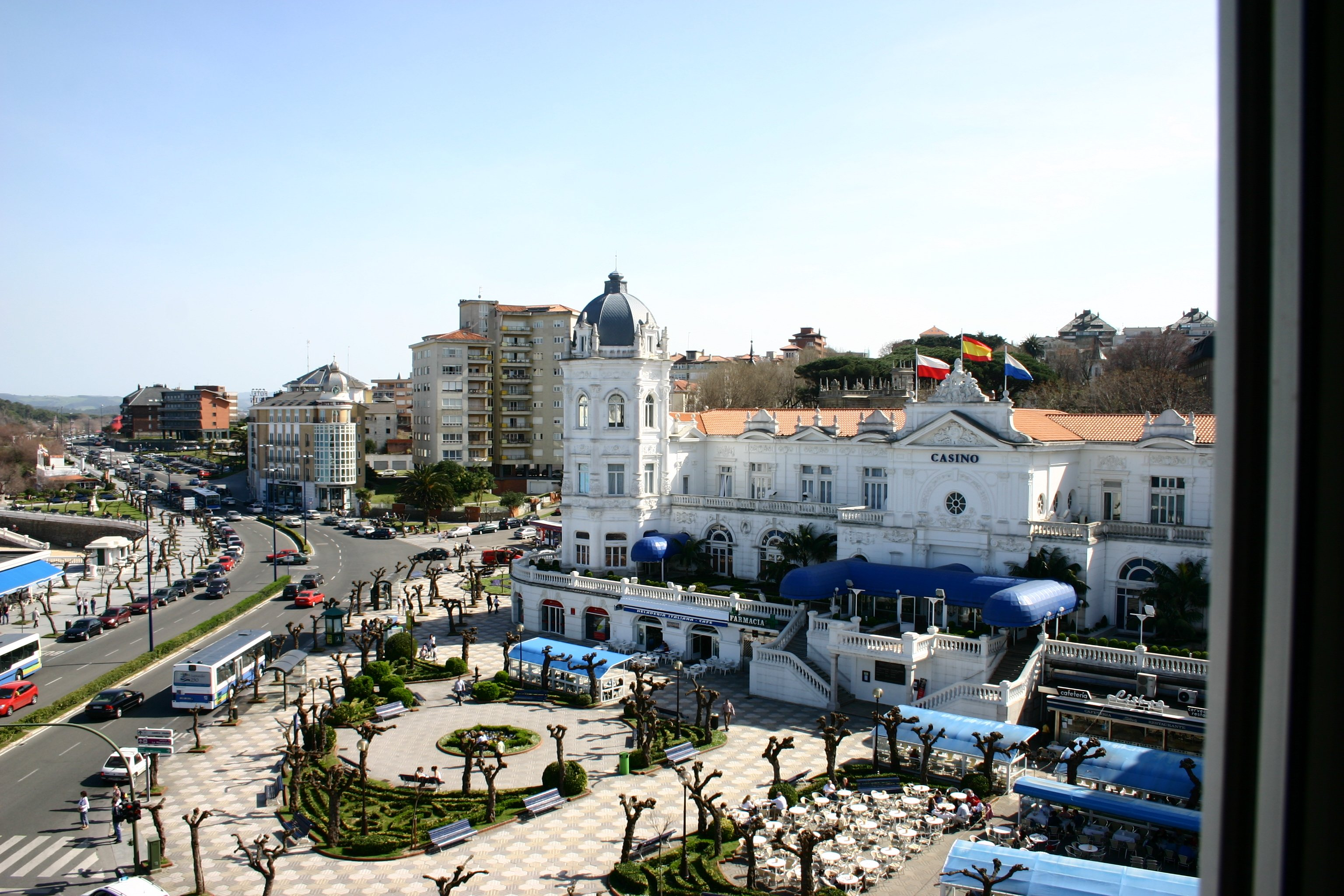
O Gran Casino, na Praça de Itália, o centro de El Sardinero

- El Sardinero — Esta área costeira era, em 1840, uma zona agreste da periferia da cidade. A partir de 1850 tornou-se uma zona turística de praia, que ganhou fama principalmente quando a rainha Isabel II de Espanha e Amadeu I ali veranearam, em 1861 e 1872, respetivamente. A área assistiu então a um grande desenvolvimento urbanístico e cultural, com a construção de vários hotéis e pensões, cafés, linhas férreas e de elétricos.[38]
- Gran Casino Sardinero [es] — É um grande edifício modernista e neoclássico, que foi construído em 1916 e reabilitado em 1978.[39]

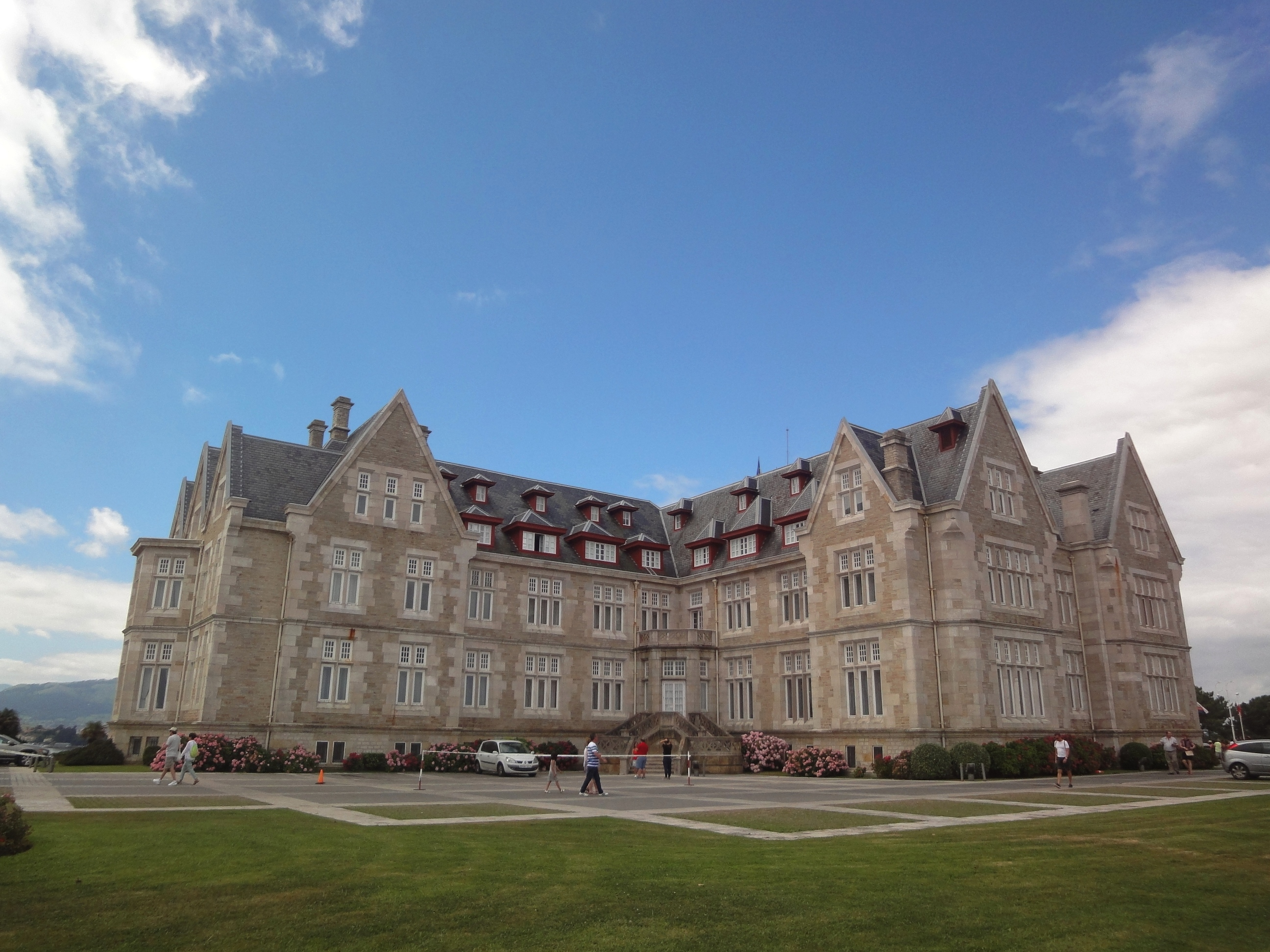
Palácio da Madalena

- Dique de Gamazo — Trata-se duma doca seca cuja construção foi concluída em 1908 e atualmente, após ter sido reabilitada, é uma área de passeio.
- Palácio da Madalena — Situado na península homónima, em frente à ilha de Mouro, foi construído entre 1909 e 1911 por subscrição pública, para ser oferecido à família real espanhola. É um edifício de estilo eclético, da autoria de Javier González de Riancho [es], que ocupa o espaço onde antes se erguia o antigo fortim de San Salvador de Hano, que protegia a entrada da baía. Depois de mobilado em 1913, passou a residência de veraneio do rei Afonso XIII e da sua família. As cavalariças, construídas em 1914, imitam um povoado inglês medieval, com tetos pontiagudos, enxaiméis de madeira à vista, etc. Foi vendido à cidade em 1977 por João de Bourbon (o avô paterno do rei Filipe VI) e reabilitado entre 1993 e 1995. É um dos edifícios mais emblemático de Santander.
- Casa de Adolfo Pardo — É outra obra de Javier González de Riancho, construída entre 1915 e 1918 em estilo montanhês,[c] com uma torre. No início do século XXI pertencia a Emilio Botín, presidente do Grupo Santander.
- Hotel Real — Foi inaugurado no verão de 1917, num local privilegiado que dominava a baía e o mar aberto. É um edifício modernista com influências ecléticas, com cinco andares e um pórtico sobre um terraço elevado na fachada sul. Foi desenhado Javier González de Riancho.

### Museus e centros culturais
- Museu de Pré-história e Arqueologia da Cantábria (MUPAC) — Foi inaugurado em 1926 pelo rei Afonso XIII. É especializado em arqueologia pré-histórica, mas também tem coleções da Antiguidade e da Idade Média. Destaca-se a coleção de arte móvel do Paleolítico Superior, apontada como uma das mais ricas do mundo. As peças mais antigas, com mais de 100 000 anos, são provenientes da caverna de El Castillo. Há várias peças dos períodos Musteriense, com 40 000 a 100 000 anos, Epipaleolítico, Calcolítico e Idade do Bronze, bem como várias estelas cântabras. Outras peças de elevado valor histórico e artístico são a  pátera de Otañes [es] (uma obra em prata e ouro de data incerta, entre o século I e IV d.C.) e o tesouro altomedieval de Ambojo [es]. O museu está instalado no antigo  Mercado del Este [es], construído entre 1839 e 1842.

- Museu de Arte Moderna e Contemporânea [es] — Fundado em 1909 com o nome de Museu Municipal de Belas Artes, tem uma notável coleção de pintura e escultura dos séculos XV a XIX. Foi rebatizado com o nome atual em 2011.

- Biblioteca e Casa-Museu de Menéndez Pelayo [es] — Alberga o espólio bibliográfico do célebre escritor e erudito santanderino Marcelino Menéndez Pelayo, que deixou em testamento as suas coleções, que incluem 1 032 manuscritos, a correspondência de 17 autores, 870 títulos ed publicações periódicas e 42 500 obras impressas, das quais quase 2 300 incunábulos dos séculos XVI a XVII. Após a morte do escritor, em 1912, o ayuntamiento mandou construir o edifício, o qual foi inaugurado em 1923. Anexo à biblioteca encontra-se a casa do escritor, construída em 1876.

- Museu Marítimo do Cantábrico [es] — É um dos museus do seu tipo mais importantes e completos de Espanha, que mostram aspetos da biodiversidade marinha e das relações da mesma com as gentes da Cantábria ao longo dos séculos, sob diversas perspetivas. A sua origem remonta a 1889, quando começou a funcionar a Estação Marítima de Zoología e Botânica Experimentais. Em 1948 foi inaugurado o Museu do Real Estaleiro  de Guarnizo. Este foi substituído pelo atual museu, aberto em 1981 num edifício construído entre 1975 e 1978, o qual foi remodelado e ampliado entre 1999 e 2003, quando a sua área foi quadruplicada (atualmente tem 8 500 m². Além do espaço museológico propriamente dito tem também um aquário.

- Fundação Botín [es] — Foi fundada em 1964 por Marcelino Botín e a sua esposa Carmen Yllera. Desenvolve programas orientados para detetar talento criativo que potenciem a criação de riqueza cultural, social e económica, em Espanha e na América Latina. Tem a sua sede num edifício do século XVIII onde viveu Marcelino Sanz de Sautuola, o descobridor da caverna de Altamira. Dispõe ainda de outros espaços, como um sala de exposições perto da sede, a Villa Iris (um edifício com jardins construído em 1913), "o Promontório" (antiga residência da família do banqueiro Emilio Botín, construída em 1918) e o Centro Botín.

- Centro Botín [es] — Centro cultural e de artes inaugurado em 2017, desenhado pelo arquiteto Renzo Piano. Faz parte da Fundação Botín e situa-se nos Jardins de Pereda [es], a pouca distância do mar.

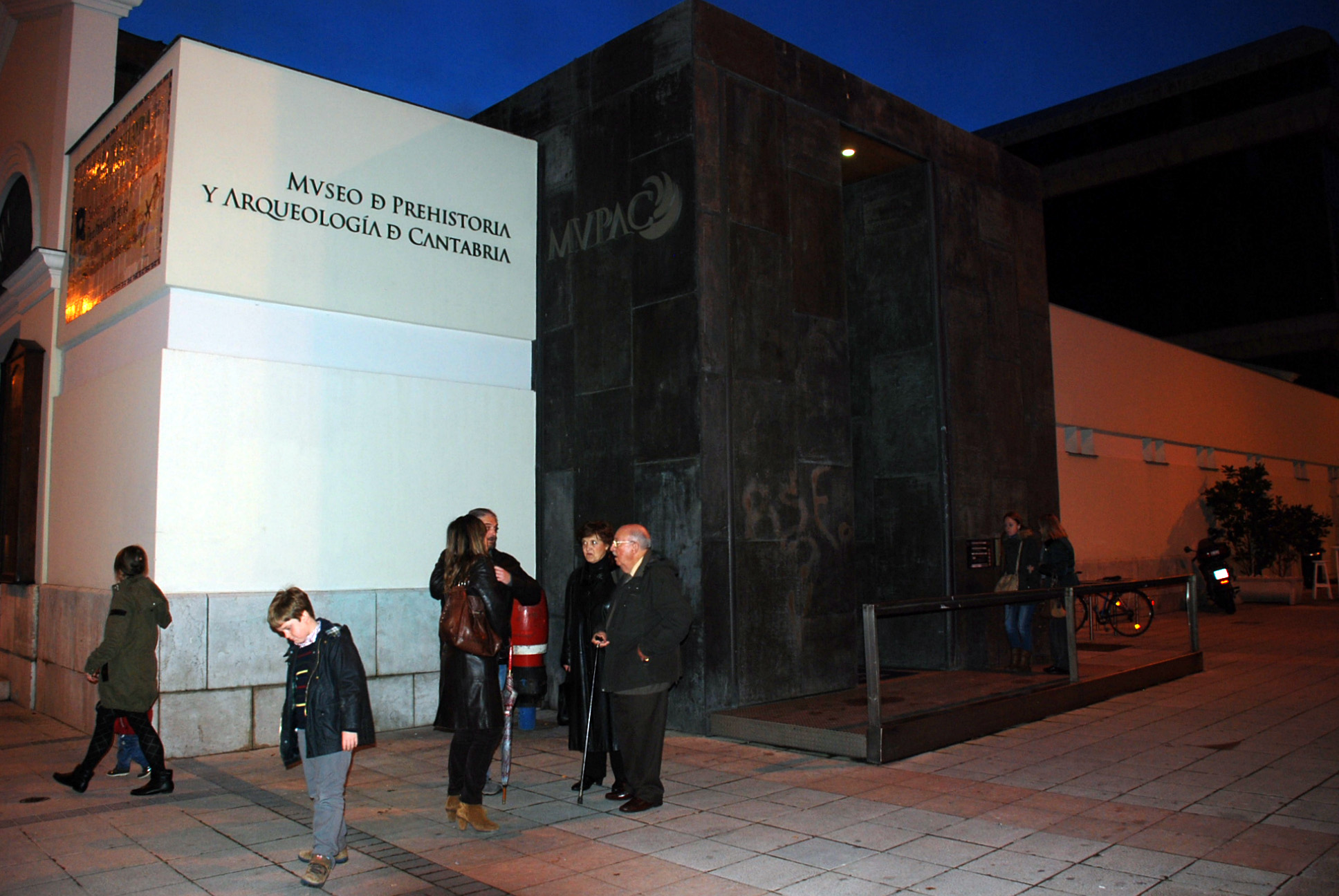
Museu de Pré-história e Arqueologia da Cantábria
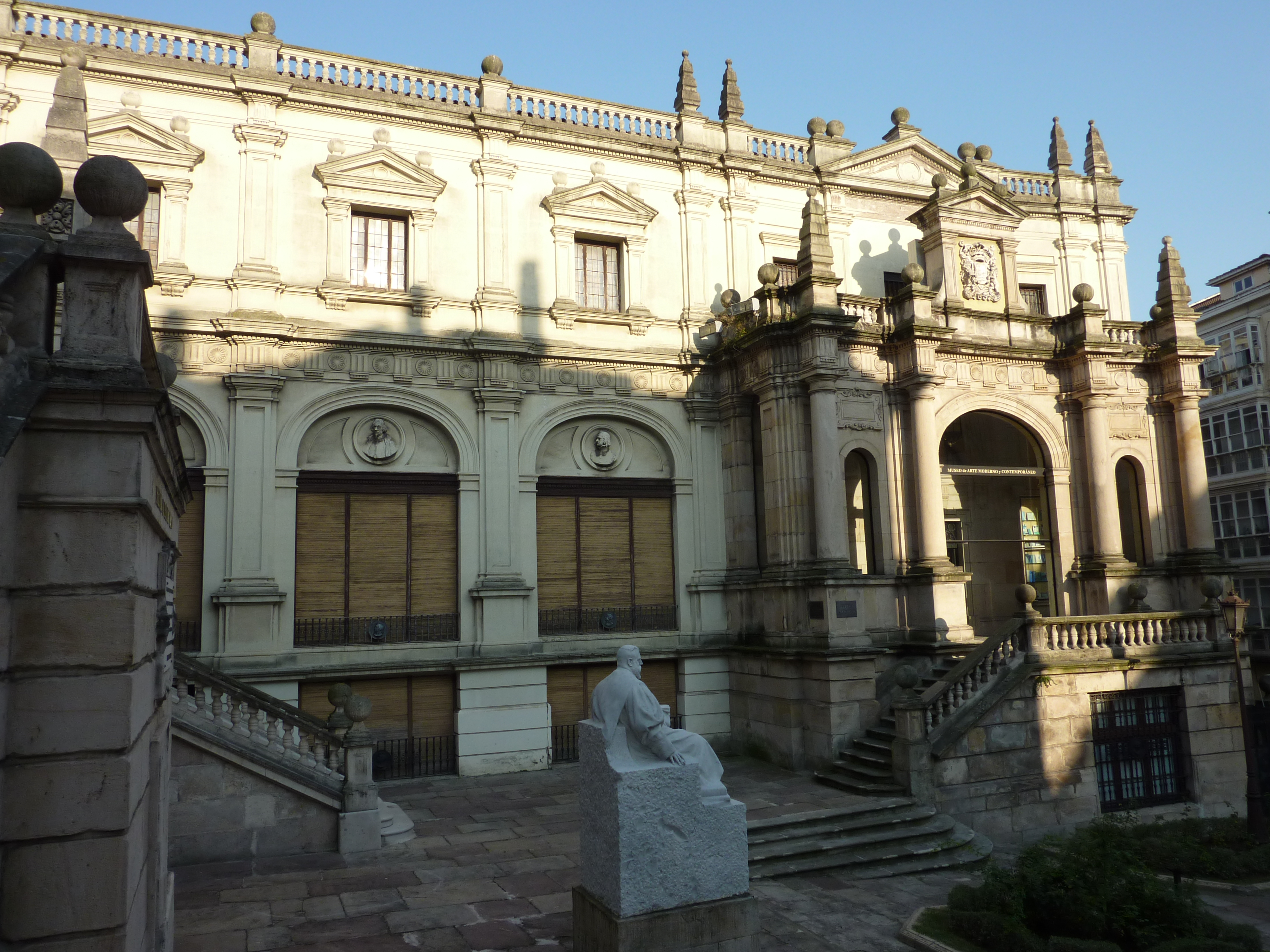
Museu de Arte Moderna e Contemporânea
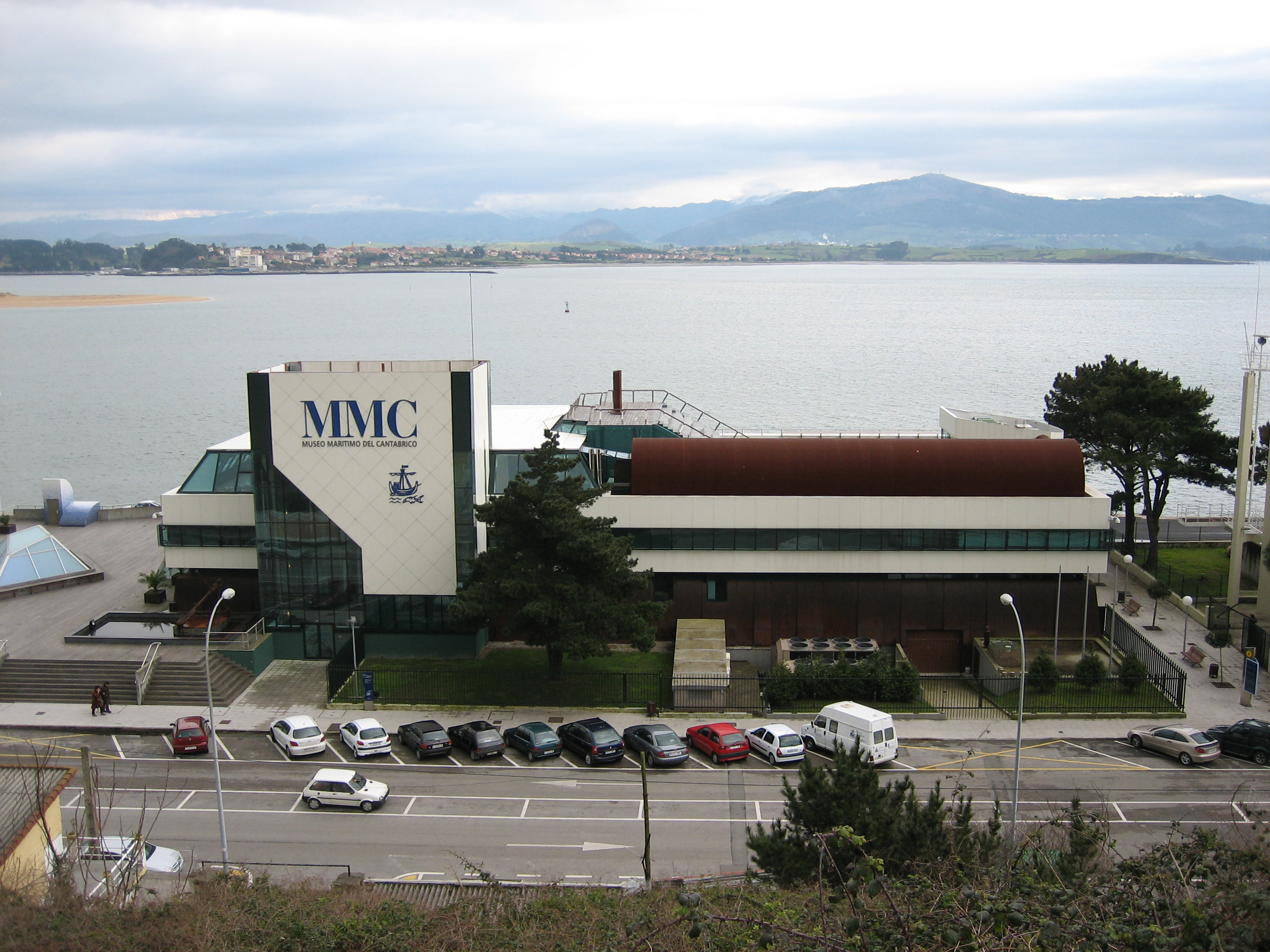
Museu Marítimo do Cantábrico
Cais de Albareda, a "Grua de Pedra" e o Centro Botín

- Palácio de Festivais da Cantábria [es] — Edíficio inaugurado inaugurado em 1990, da autoria de Sáenz de Oiza, onde se realiza o Festival Internacional de Santander. Além de espaço de espetáculos de música, dança, cinema, teatro, etc., está equipado para a realização de convenções e congressos. Tem programação artística ao longo de todo e ano. Dispõe de três salas de espetáculos, com acústica muito sofisticada, uma com lotação para 1 670 espectadores, outra para 570 e outra para 120, inspirado num anfiteatro grego. O edifício, cujos materiais predominantes são mármore e cobre, tem uma entrada principal inspirada nos teatros gregos.

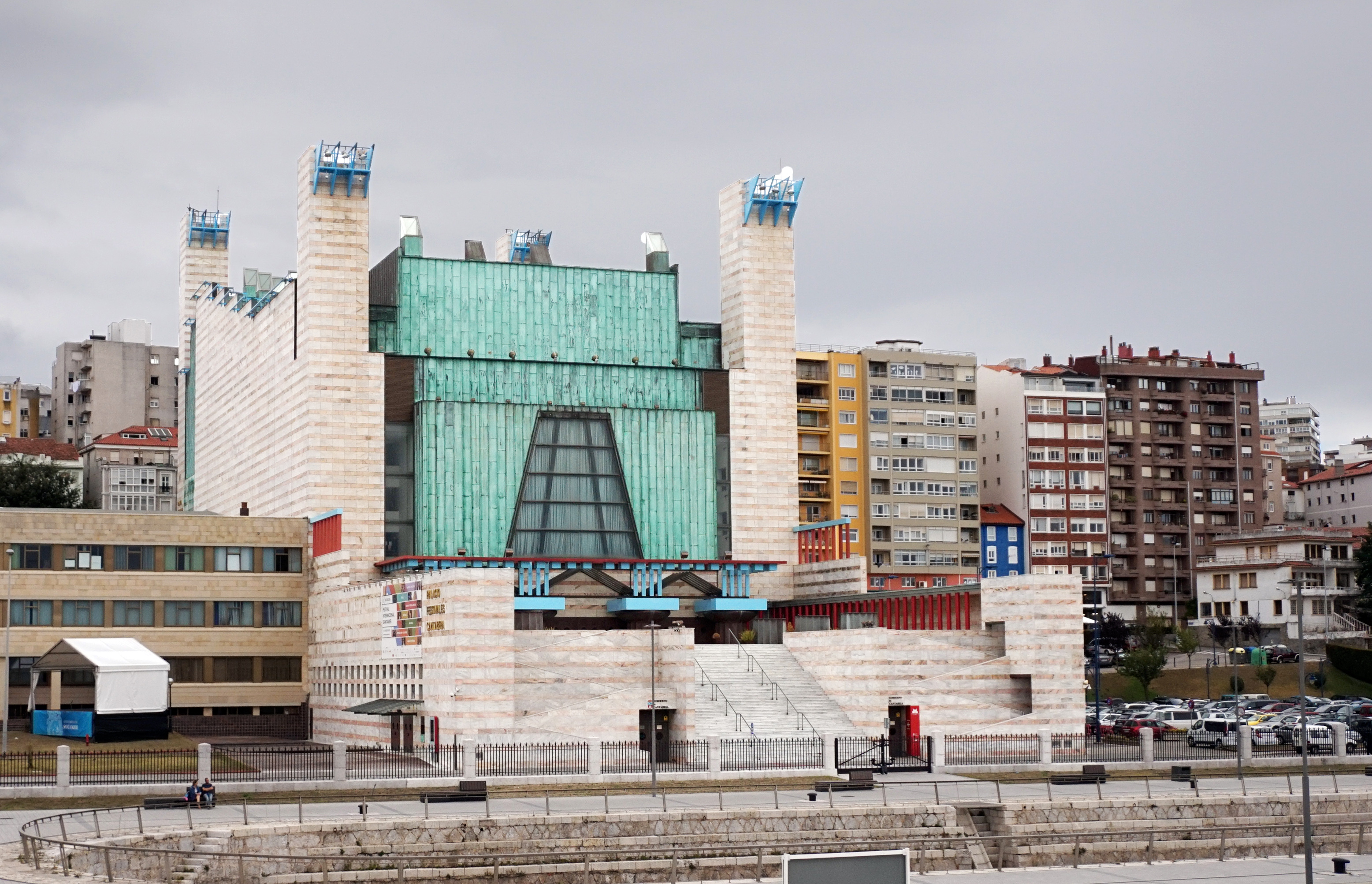
Palácio de Festivais da Cantábria

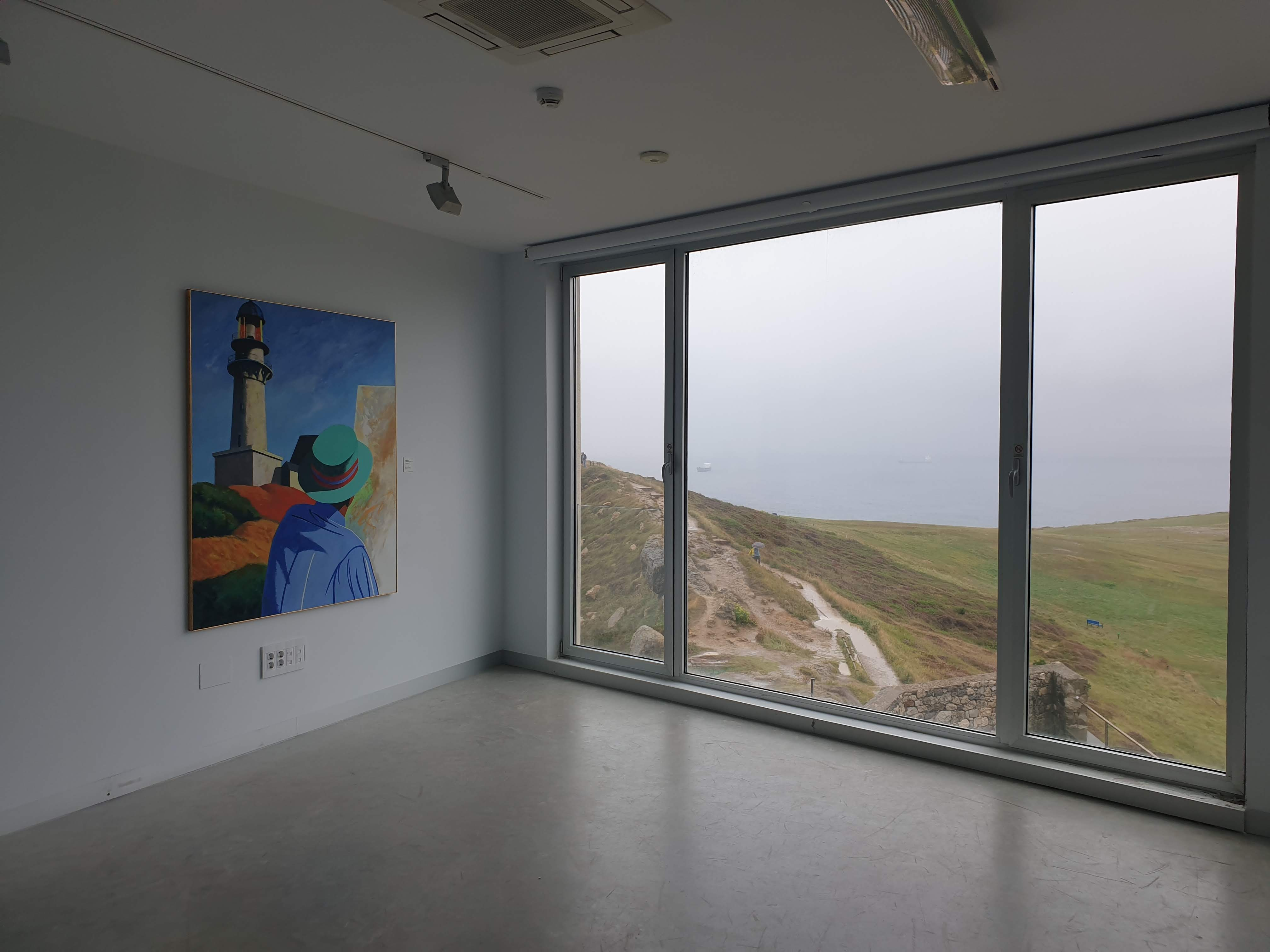
Centro de Arte Farol de Cabo Mayor

- Palácio de Exposições e Congressos — Situado na zona do Sardinero, ao lado de várias instalações desportivas, como o Palácio de Desportos [es] e dos Campos de Sport de El Sardinero [es], foi inaugurado em 2002 e tem 6 400 m².

- Centro de Ação Social e Cultural da Caja Cantabria [es] (CASYC) — Conhecido popularmente como Tantín, o nome da rua onde tem a sua sede, e anteriormente chamado Centro Cultural Modesto Tapia, é um dos organismo da Fundação Caja Cantabria.

- Museu da Água — Mostra a história do abastecimento de água no município desde 1874 e como se desenvolve o ciclo da água desde a sua captação nas montanhas do interior até a sua descarga no mar Cantábrico. As visitas requerem marcação prévia.[40]

- Centro de Arte Farol de Cabo Mayor [es] — É um museu de arte que situado nas antigas instalações dos faroleiros do Farol do Cabo Mayor. Resultou duma iniciativa da Autoridade Portuária de Santander, com o objetivo de divulgar e preservar criações artísticas inspiradas no mar e em faróis, nomeadamente a coleção da família Sanz-Villar. O seu acervo inclui obras de vários artistas de renome espanhóis e estrangeiros. Tem três salas de exposição, distribuídas entre a base do farol e os edifícios anexos.

- Outros espaços museológicos — Museu do Desporto da Cantábria, Museu Tauromáquico de Santander, Museu dos Bombeiros Voluntários, Filmoteca Regional da Cantábria, Escenario Santander, Espaço Ricardo Lorenzo, Centro de Interpretação do Litoral, Centro de Interpretação das Muralhas de Santander, Centro de Interpretação da História da Cidade e Centro de Interpretação das Antigas Docas de Santander (CIAMS).

### Festivais de música
- Festival Internacional de Santander [es] (FIS) — É um dos festivais de música clássica e contemporânea mais antigos de Espanha, cuja origem remonta a 1948. Até 1989 foi realizado na Praça de Pedro Velarde, onde era montada uma grande tenda. Desde 1990 ano que ocorre no Palácio de Festivais da Cantábria [es].
- Concurso Internacional de Piano Paloma O'Shea [es] — Também conhecido como Concurso Internacional de Piano de Santander, decorre a cada três anos em paralelo com o FIS. A sua primeira edição foi em 1972 e premeia jovens pianistas. É organizado pela Fundação Albéniz [es] e tem o nome da sua fundadora, Paloma O'Shea [es], viúva do banqueiro Emilio Botín.
- Festival Internacional de Música de Órgão (FiMÓC)
- Encontro de Música e Academia de Santander

### Festas populares e religiosas

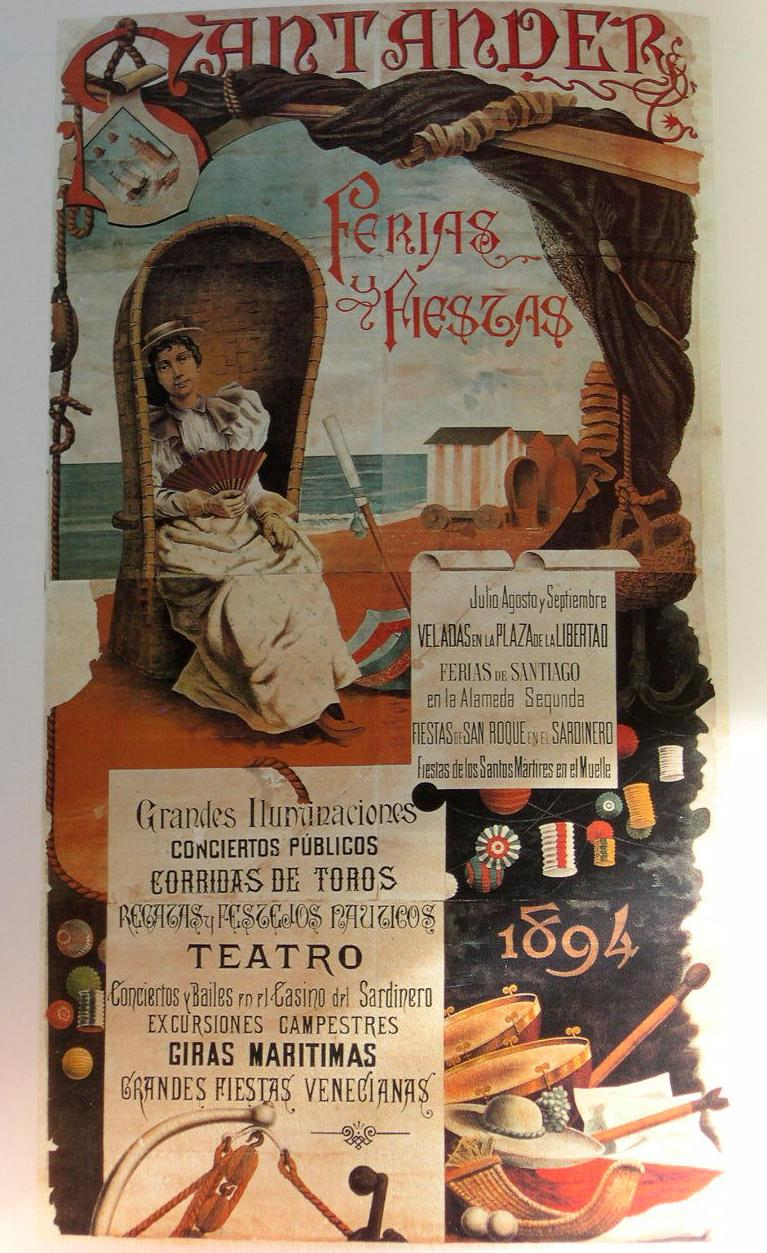
Cartaz das festas de Santander de 1894

- 5 de janeiro — Uma Cavalgada dos Reis Magos [es] percorre algumas ruas da cidade, desde o Palácio de Festivais até à Praça do Ayuntamiento.
- Primeiro domingo de junho — É celebrado o Dia Infantil da Cantábria, na península da Madalena, uma comemoração classificada como "Festa de Interesse Turístico Regional", de exaltação das gentes locais. É organizada pela Associação para a Defesa dos Interesses da Cantábria (ADIC), fundada por Miguel Ángel Revilla. No evento ocorrem várias atividades e mostradas algumas tradições cantábricas, como lauche (uma antiga forma de luta), modalidades de desporto rural, como corridas de leiteiras, lançamento de corda, corte de troncos e salto de pasiego.[e]
- Segunda-feira de Pentecostes (maio ou junho) — Festas da Virgem do Mar.
- 24 de junho — Fogueira de São João na praia de El Sardinero. A festa comemora a chegada do verão com uma grande fogueira e uma romaria. Também são acendidas fogueiras noutros locais do município, como em La Albericia e no Bairro dos Pescadores
- 25 de julho — Festas de Santiago, classificada como "Festa de Interesse Turístico Regional".
- 30 de agosto — Festa dos Santos Mártires (Santo Emetério e São Celedónio), os padroeiros da cidade.
- 15 de setembro — Festa da Virgem da Bem Aparecida, padroeira da Diocese de Santander e da Cantábria, classificada como "Festa de Interesse Turístico Regional".
- Festival do Mar — Organizado desde 2005 a cada quatro ou cinco anos, no fim de agosto e início de setembro, reúne  embarcações antigas, nomeadamente veleiros de grande porte, que acorrem ao festival um pouco de todo o mundo.[41]

### Gastronomia

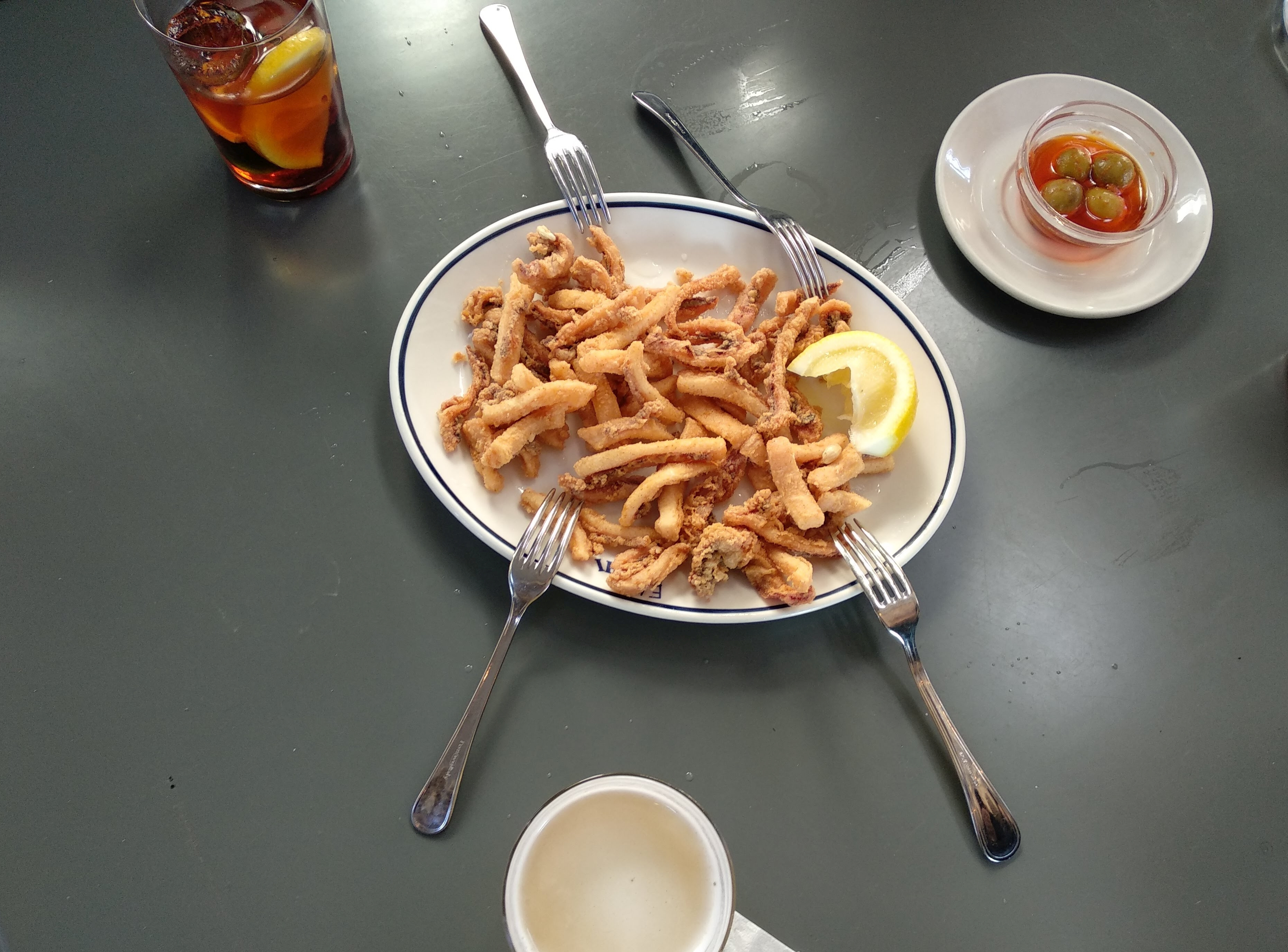
Rabas (calamares fritos)

A culinária típica de Santander inclui uma excelente variedade de produtos do mar que contribuíram para o prestígio de que goza a culinária da Espanha. Destacam-se pratos como os de amayuelas (amêijoa) e morgueras (navalhas;   Ensis ensis, um molusco bivalve alongado da família Pharidae [en]), calamares, cachones (choco), panchos (besugo), salmonetes, bocartes (anchova), lubinas (robalo) e sardinhas. O peixe e frutos do mar consumidos na cidade são pescados pelos pescadores de Santander e dos municípios vizinhos, como as amêijoas de  Pedreña, no município de Marina de Cudeyo, os bonitos (sardas) de Santoña, as anchoas (anchovas) de Santoña, os besugos de Castro-Urdiales, etc.
Além do peixe e marisco, é usada uma grande variedade de hortaliças, legumes e frutas, nomeadamente as produzidas na região de Liébana (no sudoeste da Cantábria), além dos queijos de qualidade produzidos na Cantábria. A carne mais apreciada é a de bovino criada em pastagens naturais da Cantábria. Entre os pratos típicos mais conhecidos estão as rabas calamares fritos e cozido montanhês [es]. As áreas da cidade onde há mais restaurantes onde se pode apreciar a cozinha santanderina são o Bairro dos Pescadores, Puertochico, Sardinero e Corbán.

## Desporto
Clubes desportivos

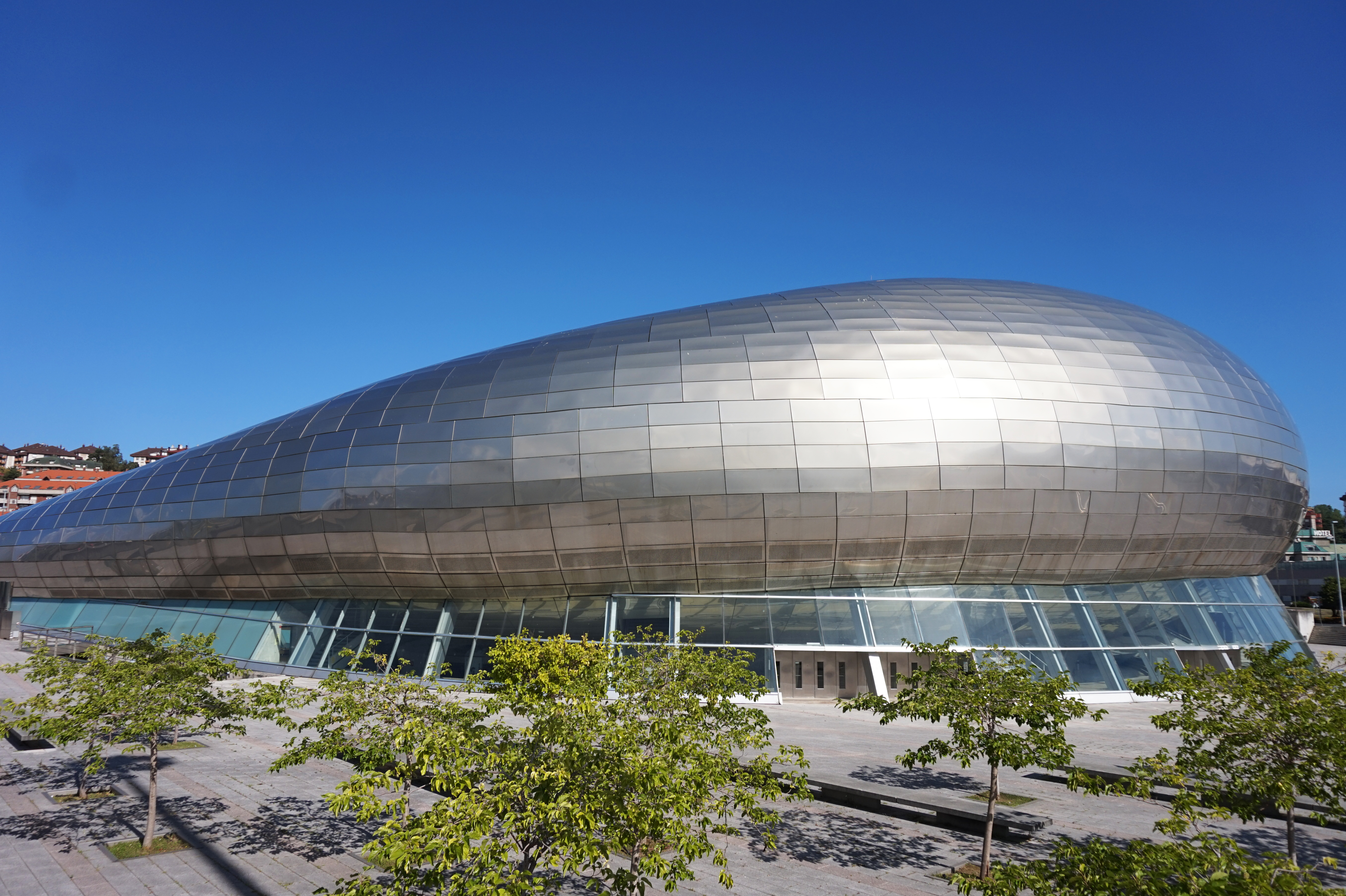
Palácio de Desportos

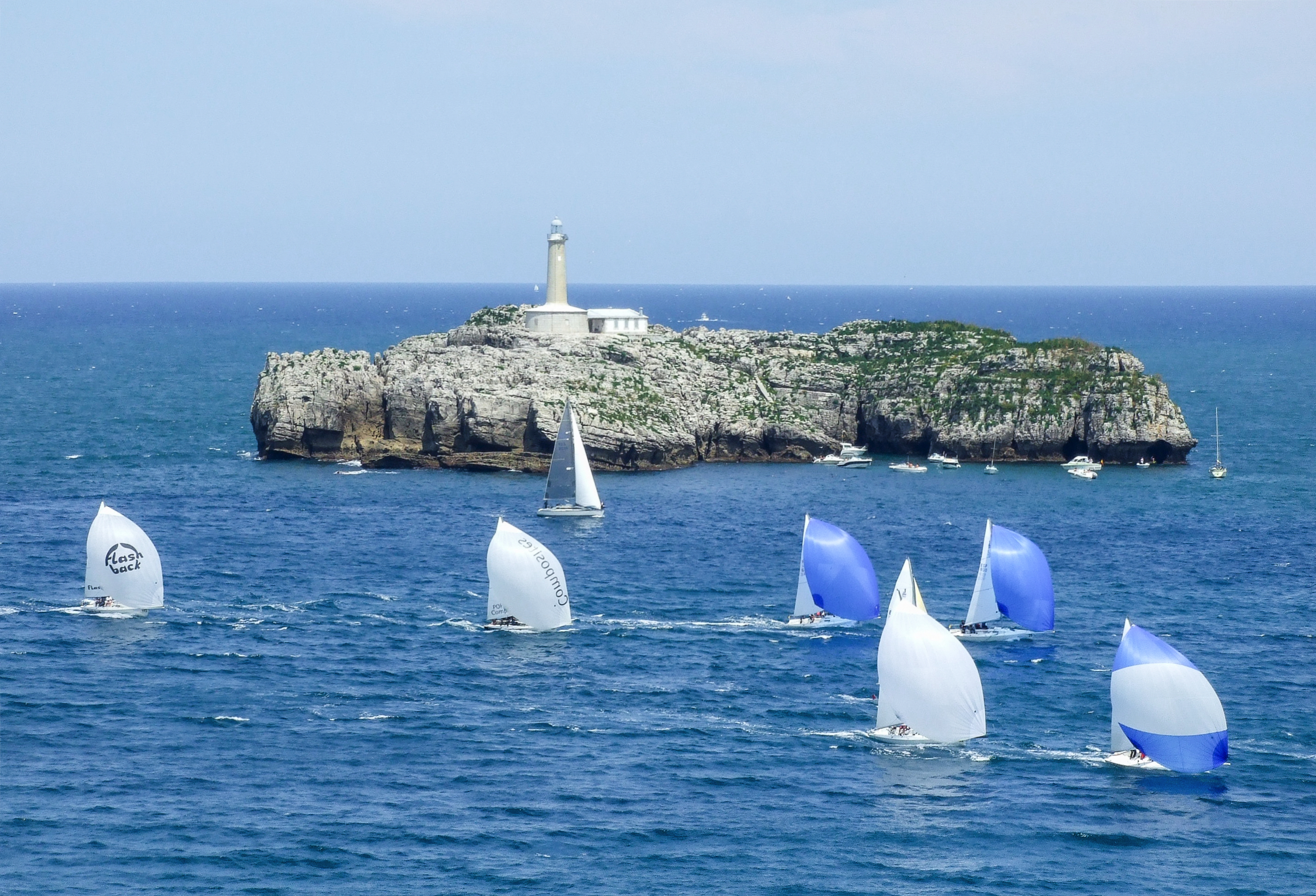
Regata do Campeonato Mundial de J/80 de 2009 ao largo de Santander

O clube de futebol da cidade é o Real Racing Club, um dos clubes históricos fundadores da liga espanhola de futebol. Fundado em 1913, fez 44 temporadas na Primeira Divisão e 34 na Segunda Divisão. Na temporada de 2019–20 ficou em último lugar da Segunda Divisão e em 2020-21 foi rebaixado pela primeira vez na sua história para a divisão de quarto nível (Segunda Divisão RFEF).
O andebol tem grande tradição na cidade; o Club Balonmano Cantabria, fundado em 1975 com o nome Grupo Deportivo Teka, e dissolvido em 2008, obteve vários títulos nacionais e europeus, além de um título mundial em 1996-97. O Balonmano Sinfín, fundado em 2004, terminou a temporada de 2020-21 em 13.º lugar da primeira divisão. O Club Balonmano Santander (Clubasa), fundado em 1978 e já extinto, foi duas vezes campeão da segunda divisão no início da década de 1980.
No râguebi, o Independiente Rugby Club ficou em 7.º lugar da  segunda divisão espanhola. O Cantbasket competia na Liga EBA (4.ª divisão) de basquetebol. As equipas masculina e feminina de hóquei em campo do Real Sociedad de Tenis de la Magdalena tem equipas masculinas e femininas têm também alguma relevância.
Eventos desportivos relevantes realizados em Santander
- Algumas partidas da Copa Davis em 2000 e 2006 decorreram na cidade, organizadas pela Real Sociedad de Tenis de la Magdalena.
- É frequente a passagem pela cidade da Volta a Espanha em bicicleta e que haja etapas que têm o seu início ou fim em Santander.
- Na baía de Santander e na Abra del Sardinero realizam-se numerosas regatas, nomeadamente de traineiras e de vela, estas últimas organizadas pelo Real Club Marítimo de Santander [es].
- Em 2014 o Campeonato Mundial de Vela Olímpica [en] da Federação Internacional de Vela foi disputado em Santander.
- Nas praias do Sardinero e de Liencres (no município de Piélagos) realizam-se vários campeonatos internacionais de surf, nomeadamente o WQS 4Stars Rip Curl Pro e o World Women's Championship Tour da Liga Mundial de Surfe.
- No verão há torneios de futebol e de vólei de praia.
- Desde 2017 que a cidade faz parte do circuito internacional de padel World Padel Tour [es].
- O Concurso de Saltos de Santander [es], realizado todos os verões na península da Madalena, é um dos três concursos hípicos mais antigos de Espanha. Foi oficializado em 1916, mas desde 1905 que se realizavam concursos de saltos hípicos na cidade.
- Em numerosos locais espalhados pelo município há campos de bolo palma [es], um desporto tradicional da Cantábria, Astúrias e Biscaia, onde ocorrem diversas competições.

Principais infraestruturas desportivas
- Estádio municipal de futebol  El Sardinero [es][43]
- Palácio de Desportos [es]
- Complexo municipal de desportos, no bairro da Albericia
- Centro de Alto Rendimento de vela Príncipe Filipe
- Porto desportivo de Puertochico
- Campo de golfe de Mataleñas
- Campos de ténis da Real Sociedad de Tenis de La Magdalena